# 問題児たちが異世界から来るそうですよ?
『問題児たちが異世界から来るそうですよ?』（もんだいじたちがいせかいからくるそうですよ）は、竜ノ湖太郎による日本のライトノベル。イラストは天之有。角川スニーカー文庫（角川書店）より、2011年4月から2015年4月にかけて刊行された。2015年6月からイラストをももこに変更し『ラストエンブリオ』というタイトルで第2部が刊行中。「みんなで選ぶベストラノベ2011」では新人部門で4位を獲得している。「第1回ラノベ好き書店員大賞」では6位を獲得している。「電子書籍アワード2014」ライトノベル部門では5位を獲得している。2018年10月時点で全世界シリーズ累計部数は300万部を突破している。
メディアミックスとしては、2012年2月24日にザ・スニーカーWEBでコミカライズされることが発表され、『コンプエース』と『エイジプレミアム』の2誌で、それぞれ七桃りおと坂野杏梨により連載した。また、2013年1月から3月にかけてテレビアニメが放送された。

## あらすじ
自分たちの能力をもてあまし、現実世界に退屈していた逆廻十六夜、久遠飛鳥、春日部耀の3人の問題児たちのもとに1通の封筒が届く。手紙の文面に目を通したのと同時に、3人は見たこともない風景が広がる異世界――さまざまな種族や修羅神仏の集まる箱庭の世界へとやってきていた。そこで彼らは、呼び出した張本人の黒ウサギとジン＝ラッセル、彼らが所属するコミュニティ“ノーネーム”に出会う。
“ノーネーム”は3年前、ある魔王に挑まれた『ギフトゲーム』と呼ばれるゲームに敗北し、名も旗も多くの仲間たちも奪われ残るは子供たちだけ、という逆境の真っ只中にあった。そんな中にあって浮上のきっかけを掴めず絵空事を唱えるばかりのジンを見かねた十六夜は、今後の“ノーネーム”の柱として打倒魔王を掲げる。
手持ちの町も畑も滅び、蓄えも労働力も足りない。失われた仲間の奪還など、やらねばならないことはあまりにも多い。そんな状況を跳ね除けるべく、問題児たちはギフトゲームに参加していくことになる。問題児たちの絶大な力は、『破竹の快進撃』という言葉を形にするに足るものだったが、“魔王”という存在はやはり圧倒的なものであった。知恵も力も出し尽くさなければ勝てない戦いの中で、“ノーネーム”メンバーは己を磨いていくことになる。

## 登場人物
「声」はテレビアニメ版における担当声優。

### ノーネーム
逆廻 十六夜（さかまき いざよい）
声 - 浅沼晋太郎
本作の主人公。2000年代から箱庭の世界に招かれた問題児の1人である17歳の少年。
旧姓は西郷。親は第三永久機関であるナノマシン“第三種星辰粒子体”の製作者であり、西郷焰は実弟にあたる。焔の製作物の“Crescent moon”シリーズの炎のマークがついたヘッドフォンを付けていたが第1部3巻で壊れた。
第三永久機関の開発方法を得た国家や組織の手によって世界が滅亡の危機を迎えた時に、第三永久機関の力を得て世界の滅亡を阻止する英雄。間接的に世界を救う場合は第三永久機関の開発者として、直接的に世界を救う場合は第三永久機関の被験者として救う。十六夜の場合は後者で、胎児の時に星辰粒子体の原典を埋め込まれている。
本来は箱庭に来るどころか金糸雀と接点を持つはずさえなく、もう少し未来に生まれるはずだったが、旧“ノーネーム”の人類史に対する干渉で彼の出産時期が大きく前後し、金糸雀たちが新たな神群を作り“原典候補者”を擁立しようとしたところに、その干渉の中で逆廻十六夜という可能性を掘り当て人類の“原典候補者”になった。金糸雀は彼の存在を“Last future of Embryo”と呼び、最強の“原典候補者”と評している。本人は偶然と言っているが、クロアは逆廻十六夜という人間だけが、何らかの形で必ず世界を救う可能性があり、それは恩恵の有無ではなく、彼の持つ絶大な力がなくとも魂がそのような形をしていたからこそ原典候補者に選ばれたと言っており、十六夜の恩恵は因果律が逆転している。過去を救ったために得られる恩恵ではなく、未来を救うことを約束されているために祝福された恩恵。十六夜が箱庭に召喚される可能性があると判断された段階で、歴史を修正するために逆廻十六夜のスペア、代行者として西郷焰が生み出された。
“カナリアファミリーホーム”における暮らしから年下に対する面倒見はよく、また子供のような弱い存在に対して強大な力を振るわれることを嫌う。社会的に弱い者、あるいは社会的に立場が悪い者などの自分一人で立ち上がる事が出来ない者にだけは無条件で優しくする。近接戦闘において精鋭揃いの“ノーネーム”の中でも飛び抜けた戦闘能力を有している。戦闘においては常に最前線に身を置いて仲間を守ろうとするが、仲間に対する心配に加え、仲間を信頼できないことにも由来している。
第三宇宙速度で移動したり物体を投げる、山河を砕く腕力を持った拳、物的な干渉をする恩恵以外を無効化、普通なら即死の攻撃に耐えられる強靭な肉体、星を砕く力を持つ光の柱を放つ、など強大な力を複数発揮できるが、十六夜はいまだに十全に“正体不明”を使いこなせておらず、前述の力でさえ本来の力の一端でしかないことが明かされている。水樹の苗を始めとして、様々なギフトを手に入れているが、これらはほとんどコミュニティとしての共有資材として提供している。ギフトカードは水樹の苗の持ち運びや白雪姫の避難用に使った程度。
知性の面でも“ノーネーム”内トップクラスでジンの参謀格に位置し、その知識を以て箱庭の秘密やギフトゲームのクリア条件にいち早くたどり着くことが多い。リスク計算も早いが、ある程度のリスクを背負うことはギフトゲームを楽しむためにもいとわない。
赤子の時に金糸雀に誘拐され児童施設に匿名で預けられ、強大すぎる恩恵から世界の軋轢に苛まれ、己の怪物性に疑問と孤独を抱える人生を強いられた。福祉施設を24ヶ所、養父母を31世帯にわたり巡り、引き取り手の隠蔽犯罪を検挙した回数は21回で、どんな施設や家族からも引き取りを拒否されるようになり、賞金を懸けたゲームを行った事が切っ掛けで金糸雀と出会い、養子となった。金糸雀の養子になった後は世界中を旅行し、最終的に金糸雀が十六夜のために作った“カナリアファミリーホーム”に招かれた。金糸雀の死後、彼女の遺言に残された最後のゲームに参加し解答を見つけたが、クロア＝バロンが「ボーナスステージ」と評して造り出した空間で戦闘を行い、最後に極光の柱で空間を破壊して脱出した。その後、目を覚ました後に自分の意思で箱庭に行くことを決め、招待状を開けて箱庭に召喚される。第二部『ラストエンブリオ』では19歳9ヵ月。第二次太陽主権戦争の参加資格として、獅子宮を手にしており刃物が効かない体と化しているが、参加資格である未成年である猶予が残り3ヵ月しかない。
- ギフトカードの色はコバルトブルー。

作者は動かしやすいキャラクターの一人として挙げており、台詞にこだわって書いている。
『このライトノベルがすごい！』男性キャラクター部門では2014年版で7位を獲得している。

正体不明（コード・アンノウン）
文字通り正体不明の恩恵で、全知の一端でもあるギフトカードにもギフトネームが表示されない。
判明している能力は、天地を砕く恩恵と恩恵を砕く力を両立された奇跡を身を宿しながら奇跡を破壊する矛盾したギフト。そして、物的な干渉をする恩恵以外の無効化、普通の人間なら即死の攻撃に耐えられる強靭な肉体などを持つ単一で複数の能力が持つありえないギフト。
獅子座の太陽主権
十二星座の一つである獅子座の主権。獅子座のモデルとなったネメアの獅子によって守られ、所持している者に不断の恩恵を与え、あらゆる斬撃が通用しない肉体にする。例えそれが山を斬り海を断ち天を裂く類のものであっても獅子座の恩恵は問題なくはじき返す。
この概念を上回るには同様に星の恩恵を秘め、なおかつ必断の恩恵か、星霊殺しの恩恵が必要不可欠となる。
十六夜には太陽に連なる伝承が無いため、不断の恩恵以外を引き出すことは出来ない。
第一部第10巻でアジ＝ダカーハとの決戦時に殿下から譲渡される。この太陽主権によって、疑似神格・梵釈槍を体で受け止めてアジ＝ダカーハの心臓を貫いた。
疑似神格・梵釈槍（ブラフマーストラ・レプリカ）
“叙事詩・マハーバーラタの紙片”より召喚される、帝釈天の神格・加護が宿りし天雷を纏うインドラの槍。カルナが太陽の鎧と引き換えに得た勝利の運命<ギフト>を宿した帝釈天の神槍。雷鳴と共に現れ稲妻が迸る。その強大さ故にギフトゲーム中に一度しか使用できない。
護法十二天神の長・帝釈天と護法十二天のご意見番であるインド神話群の最高神プラフマーによって造られた一撃必勝の神槍。帝釈天と梵天を二体を一対として信仰する梵釈一対の概念から生まれた“疑似創星図”のレプリカである為、“拝火教”の宇宙観を宿している。黒ウサギの持つこれはレプリカであり本来持つ性能には及ばないが、貫いた相手を倒すために必要なエネルギー量を無限に放出する恩恵を持つ。
“疑似叙事詩・日天鎧”と同時に使用すると、使用者にペナルティが与えられる。この恩恵は“穿った者を必ず倒す”運命を宿しているが、刺さらない相手には十全の力を発揮できない弱点がある。
第二部『ラストエンブリオ』では常時召喚状態で黒ウサギより貸し与えられている。
血中粒子加速器（Blood Accelerator）
伸縮する右手用の手袋・手甲型のB.D.A。体内の“星辰粒子体”を等速循環させるもの。使用すると粒子は物質界の限界である“一秒の定義”を超えて体内で超流動を開始する。
粒子体研究では“一秒の定義”は主に時計に使われる32.768kHzの周波数に置き換えられ、“星辰粒子体”はこの“一秒の定義”に反応して寄生先の生物の体内経路を等速で約三十三万回転する。胎児から“星辰粒子体”を宿していた十六夜は血中回路が発達しており、自身の肉体を外付けの加速器として使えば爆発的な力が手に入り、パラシュラーマですら反応できない速度とヘラクレスの戦棒の一撃を片手で受け止めるほどの腕力を発揮できる。他人の粒子体を一瞬で消費することも出来る。
Override with Another crown
鍵として紡がれる言葉。全身を粒子に変えて星辰体（アストラル）になり、第六宇宙速度である光速で突き進む。
全身から放たれる光が右腕に収束する。血中回路に星辰粒子体が満ち、人体の内外が時間概念から切り離される。限界まで鼓動と血潮が高まり、疑似発光と呼ばれる現象が十六夜を包み込む。

黒ウサギ（くろうさぎ）
声 - 野水伊織
本作のメインヒロインで、箱庭の世界に3人を呼び寄せた人物。当初のラフでは黒かったが、視覚的な問題でカラーリングが変更された。
箱庭の創始者・帝釈天の眷属である“箱庭の貴族”と呼ばれる“月の兎”の末裔で、“月影の都”で生まれ育った。約200歳だが、これは一人前になるまで200年の月日を要した、ということであり、一人前になる数年前までは外見も10歳の少女だった。
“月の兎”の伝承により他者に尽くすのが本分で、何かと問題児やコミュニティの世話をしているほか、魔王に襲われ運営していくのもやっとの“ノーネーム”を支え続けてきた。白夜叉との契約で“サウザンドアイズ”の専属審判となっている。戦闘においても高い能力を持っているが、“審判権限”の制約によりギフトゲームに参加することはほとんどない。
一族の中でもかなりの若輩者であり、箱庭の伝承のうち、あまりにも古い話は知識として持っていない。よく動く自慢のウサ耳は箱庭の中枢と繋がっており、ギフトゲーム審判時であれば全範囲、プレイヤー参加時であれば1kmの範囲まで情報を収集できる。力を使う時や感情が高ぶると髪の色が青色から緋色に変わる。
特殊な権限や武具、ギフトの所持を許された“月の兎”の御子として育てられ、アジ＝ダカーハによる“月影の都”の襲撃から金糸雀に救われて養子になった。第1部6巻で殿下の攻撃を防ぐために“必勝の槍”と“黄金の鎧”を同時に使用したために“月の兎”の神気を失うペナルティが与えられた。その後、アジ＝ダカーハの分身体である双頭龍に襲われた際に身を呈して飛鳥を守ったことが“月の兎”の伝承を体現していたために帝釈天の疑似神格を授かって転生し、双頭龍とマクスウェルの召喚した天使を撃破した。その代償として煉獄に落ちるはずだったが、飛鳥の懇願により帝釈天から神格を授かる事によって死を免れ、失った“月の兎”の神力も取り戻した。
第二部『ラストエンブリオ』では本来紙片を媒介に召喚される“疑似神格・梵釈槍”を常時召喚状態で十六夜に貸し与えているため叙事詩の紙片に霊格の大半を持っていかれ、霊格を維持する為に幼女になっている。また、帝釈天が外界に降天していることが箱庭の神々にバレないように月天と帝釈天から霊格を預かっている。
作者は努力家のキャラクターが好きと述べ、気に入っているキャラの一人として挙げた。
- ギフトカードの色は白黒。

疑似神格・金剛杵（ヴァジュラ・レプリカ）
帝釈天より授かった恩恵。轟く雷鳴、青い稲妻を纏う三叉の金剛杵。神仏の代表的な武装の一つに数えられるが、これは軍神・帝釈天による恩恵で天雷を招来させ、使い勝手も良く高出力を発揮し、攻防速のどれをとっても優秀なギフト。
リンとの戦いで疑似神格解放を行い半壊、その後ツッコミに使用した際に本格的に壊れたが、その後完全に壊れたが、黒ウサギが帝釈天の転生して疑似神格を授かった際に槍として新生した。
疑似神格を授かった時は金剛杵を幾つも召喚し、敵に飛ばして使用した。
小型化も可能な模様。
軍神槍・金剛杵（ヴァジュラ）
“疑似神格・金剛杵”を逆手に構え発動する疑似神格解放で、青い稲妻は炎を帯びた紅い稲妻となる。本体が燃え尽きる代わりに一度限りの神格を解放する、“疑似神格・金剛杵”が秘めた真の姿。

月界神殿（チャンドラ・マハール）
“月の兎”が招かれた月の大神殿。15に分割された月の主権を一つ所持した“月の兎”が召喚できる舞台型のギフト。軍神インドラではなく、月神チャンドラの神格を持つ。 一帯見渡す限りの灰色の荒野で、石碑のような白い彫像が数多に散乱している月の神殿。対象を強制移転させる事が出来る。
月といっても結界内は地上と同じ環境だが、彫像の結界を出れば月面の過酷な環境があらゆる生物を死滅させる。その結界の有無は召喚者が決めることができるため、敵対者が人間であればこのギフト一つで完封することができる。
叙事詩・マハーバーラタの紙片
護法十二天の武具。“叙事詩・ラーマーヤナ”と並ぶ二大インド叙事詩として10万の詩節からなる数々の伝承・神話を束ねた大長編叙事詩。インドラに縁のある武具を召喚できる。
疑似神格・梵釈槍（ブラフマーストラ・レプリカ）
“叙事詩・マハーバーラタの紙片”より召喚される、帝釈天の神格・加護が宿った神格武具。天雷を纏うインドラの槍。カルナが太陽の鎧と引き換えに得た勝利の運命（ギフト）を宿した帝釈天の神槍。雷鳴と共に現れ稲妻が迸る。その強大さ故にギフトゲーム中に一度しか使用できない。
護法十二天神の長・帝釈天と護法十二天のご意見番であるインド神話群の最高神プラフマーによって造られた一撃必勝の神槍。帝釈天と梵天の二体を一対として信仰する梵釈一対の概念から生まれた“疑似創星図”のレプリカ。帝釈天が関わっているため、“拝火教”の宇宙観を宿している。黒ウサギの持つこの槍はレプリカであり本来持つ性能には及ばないが、貫いた相手を倒すために必要なエネルギー量を無限に放出する恩恵を持つ。刺さらなければ発動しないため、刃物を無効化する恩恵と相性が悪い。ただし貫いていなくても天雷を放出することは出来る。
“疑似叙事詩・日天鎧”と同時に使用すると、使用者にペナルティが与えられる。
第二部『ラストエンブリオ』では常時召喚状態で十六夜に貸し与えている。
疑似叙事詩・日天鎧（マハーバーラタ・カルナ）
日天（スーリヤ）の神格が宿った武具。“叙事詩・マハーバーラタの紙片”より召喚される、眩い太陽の輝きを放つ太陽神スーリヤーの黄金の鎧。これは不死の鎧であり、着装した黒ウサギを殺すことは何者にもできない。
ただし、不死なのは鎧を着ている間だけで、脱いだ瞬間に不死性は消えてしまう。“疑似神格・梵釈槍”同時に使用すると、使用者にペナルティが与えられる。

久遠 飛鳥（くどう あすか）
声 - ブリドカットセーラ恵美
問題児の1人である15歳の少女で、 戦後まもなくの時代から箱庭の世界に招かれた。箱庭に来てからは赤いドレスを普段着にしている。久遠彩鳥とはどちらが姉か妹かが決まる前に、死んでしまった双子の姉妹にあたる。
元いた世界では財閥の令嬢であり、将来の幸福はほぼ約束されていた。彼女にとって生活の場は実家の屋敷と女子寮の二つであり、同じ時代の日本人の生活観までは分からない。10歳まで学び舎に通い、厳格な場所ではあったが友人もいて教員からもそれなりに信頼されていた。親族とも拗れていたわけでもなく、当主筆頭候補として成績上位者だった。しかし、自身のギフトによりあらゆることが思い通りになる人間関係や、代わり映えしない日々の生活に嫌気が差し、箱庭の世界に行くことを決意した。
神霊によって10世代近くに渡り子孫を繋いできた家系に産まれ、外界に飛ばされた旧“ノーネーム”のメンバーが力を貸して“久遠財閥”という大財閥へと成長させ、商業の繁栄に特化した恩恵を持つ者の血が様々な形で混ざり合い、敗戦直後の時代の救国の士を願う信仰を受けることにより、生まれながらにして半神霊と呼べる霊格を手にした。飛鳥のギフトがほかの二人に比べて「与える側」に特化しているのはこれに由来する。本来ならば神霊として顕現するはずだが、神霊の持つ恩恵と肉体が双子になったことにより分割されてしまい、飛鳥は神霊の恩恵を得た。皇室の血と人間宣言によって空席になった皇室の神格を所持している現人神。
高貴だが純朴で、悪魔好きされる性格で、綺麗な花だが詰みやすそうな感じとされる。ツンツンせず、自分の知らない事は、相手の話を聞いて、会話しようとする。それで分からない事は分からないとはっきり主張する。厳しい時代で育ったため、開放的な箱庭ではちょっとした事に興味を持ち、女の子的なものに興味を引かれやすい。プライドは高いが、決して傲慢というわけではなく、相手の意見を受け入れる柔軟さも持ち合わせている。
第1部では身体能力は普通の人間で、戦闘においては主に“ディーン”を使役して戦うが、“ウィル・オ・ウィスプ”の技術力で造られ手に入れた“アルマテイアの城塞”や“ハーメルンの風切り笛”、発火・冷却などの恩恵が込められた宝珠を用いるようになる。
アジ＝ダカーハ戦では全軍を率いて消耗戦を仕掛ける役目を担った。久遠彩鳥との決闘後、外界に飛ばされたノーネームの同志を探しに旅立って行った。
作者は努力家のキャラクターが好きであると述べ、気に入っているキャラの一人として挙げた。
- ギフトカードの色はワインレッド。

威光
“ゴーゴンの威光”や“バロールの威光”を含めたカテゴリーそのものを意味する恩恵であり、疑似神格の付与を行う恩恵。
自分よりも霊格が高い相手には作用しなかったのは、疑似神格の付与方法が神託（ことば）で、言葉は霊格がすぐに霧散してしまう為に対象に届くまでに劣化してしまい、相手の霊格しだいで跳ねのけられてしまうから。
この疑似神格の付与による恩恵の極大化は与える側の力、権能に限りなく近い力であり、炎なら核熱に、稲妻なら天雷に、氷結ならば絶対零度にまで引き上げる事が可能。局地的であれば事象改変もできる可能性がある。疑似神格の付与により神仏の御業にまで極大化させ、火花を散らす程度のギフトを鉄を蒸発させるギフトにまで昇華させ、出力の低い護身用の恩恵でバロールの威光を中和する事さえ可能とする。
欠点として、疑似神格はあくまで出力を上昇させるだけのものであり、神珍鉄のように神代の技術で造られた武具や霊格の塊である龍角に匹敵するものでなければ数回の使用で壊れてしまう。生物などに使用した場合、激痛が奔り寿命を削ってしまう。
また、瞬間的に出力を上げる事を得意とするが、長時間極大化させるのは向いて居らず、水樹のような水を増減させるギフトや神珍鉄の質量変化を変化させる効力は長続きしない。
自身より霊格の低い物を従わせる事ができたため、飛鳥の高い素養と自身の強い意志が力となって支配する力となっていると誤認し、「種（相手の心身）を支配するギフト」ではなく「ギフトを支配するギフト」の方向へ能力を育てようとしていた。
神殿構築(シュライン・クラフト)
広範囲の土地に疑似神格を付与する事で神格化を行い、領地を形成する。
神殿内の木々の幹は槍衾に、葉は刃に、大地は頑強な拳となって敵対者に攻撃する。一つ一つの攻撃がアジ＝ダカーハの神霊級の分身体に傷を付けるほどの破壊力をもつ。土地そのものを緩やかに神殿化をせずに木々を操ると、疑似神格によってその霊格を一瞬で燃焼させ枯れ木になってしまう。
短時間で“神殿構築”を完成させるその才覚はアルマテイアも絶賛している。

ディーン
声 - 浜添伸也
飛鳥が使役する、神珍鉄製の伸縮自在の自動人形（オートマター）。“ラッテンフェンガー”の群体精霊が星海龍王から授かった神珍鉄で改良した、永遠駆動の魔人。元はウロボロスが所有していたギリシャ神話の鉄人形オールドタロス。
本来の神珍鉄はどれだけ肥大しても本来の重量が変わることはないが、“威光”で最大で10倍の重量にまで増大させる。これは神珍鉄の霊格が核となる部分の重量に比例することに起因するが、“威光”は局地的かつ瞬間的な霊格の極大化であり、神珍鉄のような質量変化による肥大化とは相性が悪く、効力が長続きしない。
“アンダーウッド”に突撃した巨龍を迎え撃つため、サラが自ら切り落とした龍角と溶け合い、装甲と一体化することで伽藍洞の身体から熱の籠った紅い風を噴出するようになり、神珍鉄の核にサラの龍角と融合させた事で以前よりも腕力が強化され龍角の炎を噴出させることが出来るようになった。
全身の駆動を神珍鉄の持つ伸縮自在の恩恵で行っていたが、伽藍洞の身体の中に歯車とピストンを加え、伸縮自在の神珍鉄が持って備えた恩恵を全て活用した神造永久機関を積み、以前以上の突進力と小回りの利く機動力を手に入れた。
巨龍を迎え撃った際に半身を食い千切られて損傷したが、その後ジャックとルイオスの手で修繕された。
メルン
声 - 久野美咲（とんがり帽子 / メルン）
長い旅路の果てに上記の群体精霊より生まれた群体の欠片。“ラッテンフェンガー”の131人目の同士。
独力でノーネームの死んだ土地を復活させるほどの力は持たないが、木材などを分解すれば土地を直すことはできる。
飛鳥と出会いその助けを得る。群体精霊が消える前に開拓の功績を授けた後、飛鳥に「メルン」という名前をもらい、“ノーネーム”へ加入する。
開拓の功績を利用して“ノーネーム”の農園の復興を手伝い、農地復活という成果を出すことに成功した。
“アルマテイアの城塞”
神群の中でも指折りの問題児集団と名高いギリシャ神群の中で数少ない人格を持つ山羊の神獣にして、山羊座の星獣アルマテイアの転生体。天空神ゼウスの養い親である豊穣の女神と同時に、最強の盾としても名高い。 雄々しく伸びた二本角に力強い四肢と蹄を持ち、白銀の毛皮からは稲妻が迸る。人化すると、大きな乳房と胸元が開いた縦縞のトップセーターを着込み、セミロングの亜麻色の髪をした美女の姿となる。
飛鳥とは何らかの契約を交わしており、互いに「マスター」、「アルマ」と呼び合ってはいるが完全に従属しておらず、内心では見下している。
混世魔王曰く、今のギリシャ神話があるのはこの山羊座の星獣でありギリシャ神群の長であるゼウスを育てた彼女の功績が大きく、人材育成に関して超一流。ギリシャ神群の主神を幼少より育てた豊穣の女神である彼女の角は、肥沃な土地に数多の実りを結び、毛皮は金剛鉄を覆いあらゆる攻撃を防ぐギリシャ神群最強の楯である“イージスの楯”となる。またイージスシステムなどに名を貸すことで霊格をより高めている。
ウィラ、ジャック、ルイオスの手で、山羊の毛皮と金剛鉄を組み合わせることで疑似的なイージスの楯として造り出された。肉体を液体状の銅へと変えることができ、鋼の球体となって飛鳥を包み込んで防護したり、流動体のまま敵を縛り上げることが出来る。
イージスの楯は天空神ゼウスが操る天候の象徴であるため、楯を起動させるには天空の神格が必要となる。飛鳥が疑似神格を込めた四つの宝珠をかみ砕いて取り込ませる事で本来の神格を取り戻し、霊格が膨張し、体毛から激しい稲妻を放ち、鋼の身体は熱により融解し、水銀のように流体へと変わる。流動するエネルギー体となったアルマテイアは雷光の速度で飛翔して角で敵を貫く。さらに血飛沫すら瞬時に消失させ、元素から崩壊させる天空神の雷霆に比肩する神雷を放つ。
ハーメルンの風切り笛
妙なる音色を奏でることで人心を操る恩恵だった神隠しの悪魔・ラッテンの魔笛を、ジャックの手で風を切る音で使い手の意思を伝える恩恵として造り出された。他者が使用すればただの情報伝播ギフトでしかない特に強力なギフトではないが、神託により神格を宿すことができる飛鳥が使用すれば、広範囲に及ぶ土地の神格化による領地形成“神殿構築(シュライン・クラフト)”、敵の行動拘束、恩恵と同士の強化など、その全てが笛を振るという一度の行動で可能となる超強力なギフトになる。
炎の宝珠
発火の恩恵を秘めた宝珠。投げた宝珠にハーメルンの風切り笛を使って疑似神格を付与して霊格を膨張させることで、超圧縮された熱線になり、瞬間的に煉獄に等しい破壊力を発揮する。
山のふもとに着弾した熱線は巨大な空洞を作り上げ、アジ＝ダカーハの神霊級の分身体の全身の八割を消失させた。
ガラティア
亜麻色の髪を三つ編みにして垂らしている小人型の水辺の精霊ニンフ。恥ずかしがり屋。
濡れた服を一瞬で乾かしたり、水が有害かどうかを判別したりする事が出来る。
飛鳥がスキュラに頼まれ、魔女退治をした際に懐かれた。
スキュラ
“怪物に変えられた伝承”を持つ水辺の精霊で、飛鳥に魔女退治を頼んだ人物
飛鳥の天叢雲剣で“怪物に変えられた伝承”を切除されている。
天叢雲剣
三種の神器の1つとされる銅剣。日本神群の神格を持つ皇族が手にした場合のみ、自身を含めた周囲一帯の完全霊格封印という“全権領域”に片足を踏み込む力を発揮する万物調律の星剣のアストラ。飛鳥が所有しているのは平安時代に失われた一振り。
女王に回収されたフェイスレスの遺品の中で唯一飛鳥へ譲渡され、天国の手で日本刀へ打ち直された。
飛鳥は局地的なものに絞った使い方として、伝承と霊格を切り分ける力として使用している。魔術的なものなら無条件で無効化し、風評による呪いの解除もできる。梵我一如の極致を体得しなければ、画竜点睛を欠くと称されるが、棒振り剣術でも望めば戻る程度だが、伝承と霊格を切り分ける事は可能。

春日部 耀（かすかべ よう）
声 - 中島愛
問題児の1人である、ショートカットでノースリーブの服を着た14歳の女。2000年代より少し後の時代から箱庭の世界に招かれており、自らもあらゆる種族の友達を増やすという目的意識を持っている。そのため、箱庭の生物には高い興味を示しており、幻獣などと触れ合う機会のあるギフトゲームには率先して参加している。
性格は野性的でフリーダム。自分の考えている事を隠さず、自分のやりたい事に対して素直で、その上で周りとの折り合いを付けていく事を覚えていく。温厚で怒ることは滅多に無いが、“ノーネーム”やグリー、サラが侮辱されたときは激怒している。また、見た目に似合わず大食漢で、一人でコミュニティ“六本傷”の食料庫を壊滅させた。
父は彫刻家で、母は生物学者である。科学技術が発展し、人間が万能となった時代の医学でも不治の病と宣告され、長い病院生活を送っていた。その間、父・孝明の箱庭の話を楽しみにすると同時に、その話に出てくる外の世界へのあこがれを募らせていった。11歳になったとき、父に木彫り細工を貰い、歩いたり、動物と喋れるようになり、2年後の満月の夜に迎えに来て旅に出る約束をする。この日から父と旅をするためにギフトを利用して数多の獣たちと友達になり、半年で走れるほどに強くなったが、父が迎えに来ると告げた2年後の満月の筈の夜は十六夜の月で、迎えに来ず約束は守られなかった。
- ギフトカードの色はパールエメラルド。

生命の目録（ゲノム・ツリー）
丸い木彫り細工のペンダント型の恩恵。材質は神格の残っていない楠の神木。表面に系統樹を表している図形が刻まれている。
孝明とガロロが語り合った夢物語を実現させたもので、どんな理不尽なゲーム、全局面でも所持者には勝ちの目が残る、そんな願望を込められた、「あらゆる異能と策略に対抗するために造られた、対魔王・全局面的戦闘兵装（ジェネラル・ウェポン）」。
生態兵器を製造するギフトで、使用者は合成獣（キメラ）となる。他種族との戦闘中に一回殴られる程度の接触でサンプリングを開始し、その生命の系統樹を解明し持ち主を進化させる。「進化」と「合成」の段階があり、無限とも言える系統樹の組み合わせから、“生命の目録”の形状を変化させ、幻獣・神獣を模倣した力を使うことが出来る。
金翅鳥の種に明確な親となる神霊が存在していることに起因して、幻獣以外の神霊などの最強種も顕現可能だが、“生命の目録”の限界を超過した恩恵を顕現させるため一定時間使用すると一時的に機能停止してしまう。
合成獣になるリスクが怖く、鷲獅子やマルコシアスなどの幻獣しか使用していなかったが、アジ＝ダカーハとの戦いで窮地に陥っていた十六夜を助けたいとの思いから、大鵬金翅鳥に変幻する。“生命の目録”の限界を超過した恩恵を顕現させたため機能停止してしまったが、父・孝明の霊格を注ぎ込んで直した。
形状変化
杖
先端に大蛇の顎を持ち、翠色の翼を装飾した杖。黒龍へと変幻したグライアの灼熱の熱線を大蛇が牙を向いて受け止め、片翼を消し飛ばすほどの力を見せた。
光翼馬（ペガサス）
光翼馬の燦爛とした光を放つ白い翼を模倣したブーツで空中戦闘を加速させる。戦闘では主にこの光翼馬の恩恵と鷲獅子の恩恵を利用して行う。ウィラから渡されたペガサスの羽から恩恵を得たことで変幻させずに使用することができるようになった。
麒麟
人徳高き360種の獣王・麒麟の一本角をモチーフにした、身長の倍はあろうかという稲妻を携えた麒麟の龍角の矛。“ヒッポカンプの騎手”にて“二翼”のグリフィスとの戦闘に使用し、鷲龍と化したグリフィスの鱗の鎧ごと叩き割るほどの破壊力を発揮した。
火鼠
火蜥蜴と鼠の恩恵を融合させて編んだ、ウィラの煉獄の劫火をも防ぐ“火鼠”の革でできた半被。“煌焔の都”で開催された“造物主達の決闘”にて使用したが、見学していた殿下からは頓智も何も利いておらず、己の力がどのようなものかを教えているようなもので、系統樹を操っていることを悟られないためにはこの安易な創作は避けるべきだと評した。
マルコシアス
足先に猛獣の鋭利な爪を携え、装甲に鷲獅子を彷彿とさせる羽が装飾される。「眼前の状況に対して最も正しい未来を示す」、つまり謎に対して解答<ギフト>を用意するという変則的な恩恵。「未来を視る」のではなく「望む未来を実行する」この恩恵は、術者が状況を把握していなくてもダイレクトに答えだけを用意してくれる。
大鵬金翅鳥（ヴィナマ・ガルダ）
ペンダントが黄金の帯へと形状を変え全身に絡みつき、ノースリーブの服は身を守る術衣となり頭上には羽根飾りのカチューシャが装着される。対神・対龍の属性を持つ。
この最強種の生来の神霊を武具として顕現できたのは、金翅鳥の種に明確な親となる神霊が存在していることに起因している。
原初龍・金星降誕（ケツァルコアトル）
惑星に等しい質量を抱え込み、蛇と鶏をモチーフとした錫杖とその先端で牙を剥く龍の頭蓋へと変幻する。
紀元前400年に発祥した神群の一柱。文明と進化の象徴である炎を、人類に始めに授けたという金星の化身。原初の火を預かる神霊・ケッツァルクアトル。
終末を呼び込む炎を司るアジ＝ダカーハの閃熱系最強の“覇者の光輪”に対抗するため、対となるこの原初の火の属性の恩恵を持つ神霊を顕現させた。その力は“覇者の光輪”に劣るものの、一時的に辛うじて拮抗するほど。殿下の疑似創星図と合わせることで軌道を変えることに成功した。

世界樹を喰らうというとある蛇龍の牙
黒い炎を放つ恩恵。生命の目録の金翅の炎と重ね合わせて使用した。
ノーフォーマー
“何者にも成れない者”。効果は不明だが“生命の目録”を使っても怪物化せず、“生命の目録”なしでは動けないのもこれが原因とされる。

三毛猫
声 - 西明日香 / 陶山章央（おっさん版）
耀が飼っている猫。耀と同じ日に生まれた14年生きた老描。
耀が11歳に生命の目録を手にした時、最初に会話した。第1部3巻では十六夜のヘッドホンを耀の荷物の中に隠して、ヘッドホンが壊れる原因を作った。“アンダーウッド”が襲撃された時に大怪我を負い、寿命の事もあって“アンダーウッド”を余生を過ごす場所として、そこに残った。
リリ
声 - 三上枝織
狐の耳と二本の尾を持つ獣人の少女。“ノーネーム”年長組の筆頭としてコミュニティの家事、農園の世話などを行っている。祖先は豊穣の神である宇迦之御魂神（ウカノミタマノカミ）より神格をもらった白狐であり、代々“ノーネーム”の農園を預かってきた家系の一人。九代目である母の代で神格を引き継ぎ現在に至る。
母親は“ノーネーム”に所属していたが、魔王のゲームに敗北した後に連れ去られ行方不明。
作者は努力家のキャラクターが好きと述べ、気に入っているキャラの一人として挙げた。
白雪姫
トリトニスの大滝に住んでいた蛇の水神。泉鏡花の著書である人身御供の逸話をモチーフにした龍神伝説『夜叉ヶ池』に登場する白雪姫。元は夜叉ヶ池に祀られた生贄であり、数百年前に白夜叉から神格を与えられた。人化した際は、艶のある黒く長い髪を三色の花の簪で纏め、白い生地に雅な花柄を施した着物を着た女性の姿となる。
水神であるため水を操ることができ、水面に何百トンもの水を吸い上げ、生き物のように唸り、蛇のように襲いかかる竜巻く水柱を三本作り出すことが出来る。不器用で、五時間かけてもキャベツの千切りが出来ない、ベーコンの薄切りを頼むと角切りが出てくる等、家事の才能に欠けている。和食を好んでおり、洋食が好きなペストとは衝突している。第2部では黒ウサギからは「最近誰かに似てきた気がする」と評されている。
箱庭の世界にやって来たばかりの十六夜との戦いに力押しで敗れ、そのリベンジとしてギフトゲームをセッティングするが十六夜の知恵と力の前に敗れ、隷属することになる。現在はレティシア・ペストと共に“ノーネーム”のメイドとして活動中。第二部『ラストエンブリオ』では、箱庭に来た焰たちに初めてのギフトゲームを仕掛ける。
グリー
声 - 石井康嗣
アンダーウッド出身の鷲獅子。ドラコ＝グライフの子。人化の術で変化した姿は長身の美丈夫であるが、元が獣であるため服を着て自分の体を隠すことを嫌うことから、結果として小さすぎる衣服を着ることとなった。
10年前、グリフィスとの決闘に負け、故郷を追い出されたところを“サウザンドアイズ”に迎えられた。耀とは“鷲獅子の手綱”で対戦した後に友達になる。巨人族との戦いでは騎手を討たれ、また十六夜を乗せて城へ乗り込んだ際に、レティシアの神格を与えられた“龍の遺影”の攻撃で翼を失った。“ノーネーム”の“ヒッポカンプの騎手”優勝の恩恵として、グリーを客分として迎えたい、という申し出が白夜叉に認められ、グリー自身も“ノーネーム”に加わることを望んだことで“ノーネーム”の一員になった。後に人間へと降天した帝釈天が十六夜に対する“絶対悪”討伐の褒美として、神格付きの翼を与えられた。
クロア＝バロン
南米ハイチのヴードゥー教の死神（グリムリーパー）で、“燕尾服の魔王”や“十字架の男爵”の異名を持つが、最も有名な名称は“ゲーテ”。人世界と神世界が交わる永遠のクロスポイントに立つと伝えられ、燕尾服と山高帽を身に纏い、全身が平面的で薄っぺらい真っ黒な人影の姿をしている。
奴隷制度に支配された時代に誕生した、「神々の世界（ギネー）」への道を預かる生と死と快楽の神霊。奴隷たちの自由の象徴として嗜好品である葉巻とラム酒を掲げ、束縛されない愛を賛美した、帝釈天と同じく“人に最も近い神霊”の一角にして善性の神霊。ゲーテは実体よりもその身形によって存在が確立されており、彼の本体は影の部分ではなく彼が着ている山高帽と燕尾服である。つまりゲーテとしての彼に確たる姿はなく、山高帽と燕尾服こそが彼の存在を象徴する礼服であり霊格を強く表す旗印である。山高帽と燕尾服は存在を象徴する礼服であり、霊格の本体。彼はその姿の他に明確な正体がなく、山高帽を被り燕尾服を着てさえいれば誰にでも憑依できる。
高い身体能力に加え、自分や他人を空間転移させる、現実世界に似た擬似世界を作り上げる、物体を削り取る影を操ったり、生物を即死させる呪いを使えるなど、多彩かつ強力な力の持ち主。生者が死者の世界へと通過する十字架に立ち生命を通して全知を得るとされるが、精霊からの成り上がりなので全知の領域には達していない。彼岸、死者の日、ハロウィンといった世界に数ある万霊節を象徴するその霊格は強大で、初冬の時期はその霊格の支配権が強まる時期でもある。その神力は死を招くことと死者の蘇生であり、世間一般に広がっているゾンビの原点。ただし彼に可能なのは死者の復活ではなく死者に新しい命を与えること。
本性は葉巻とラム酒を好む猥雑な愛の神霊であり生命の神霊。また猥雑な言動と異性に対する劣情を是とする愛と情欲の神。元は金糸雀の師匠の一人であり、同志でもあった。様々なコミュニティから幼い少女を誘拐し、ハーレムを作ろうとした前科があるほどロリコンでもある。外界に追放された後は憑依した人間の人格に引っ張られた結果、口調や性格が箱庭にいた頃とはまるで違っている。
神霊でも数少ない賢神である彼が魔王となったのは外界の奴隷解放運動に起因しており、かつて箱庭の西部と東南北部を二分したディストピア戦争で、箱庭の多くの神群が人間を信仰を生み出す家畜として扱うディストピアへと変わっていく中、人権を望みながら家畜として扱われた信徒たちの名誉に賭けて、反旗を翻す。しかし多くの神群において彼の主張する快楽は禁忌とされ、悪徳な行為とみなされ、善性の神霊として生まれながら本来の魔王の定義に当てはまらないのに魔王の烙印を押され、当時の神群は、声を揃えて彼と彼の神群を呪った。どんな汚名を着せられても燕尾服の魔物は、掲げた反旗を決して取り下げようとはせず、邪教の神と罵られ、黒魔術の宗主だと偽りを流布され、神霊としての誇りも主張も踏み躙られ、愛した信徒たちを悉く蹂躙されても、戦うことをやめなかった。その結果、影絵の魔物に落ち延びてしまう。落ち延びた彼が戦いの中でディストピアから金糸雀を誘拐したことによって“アルカディア”が生まれた。
3年前に外界に追放されてからは金糸雀と同じく霊格が摩耗し、人間に憑依した状態でなければ霊格を保てないほど弱ってしまい、外界で死した青年の肉体を乗っ取っている。金糸雀の死後に金糸雀の遺書を預かる弁護士として、“カナリアファミリーホーム”を訪れ、十六夜に遺書を渡し、その枷を外すために勝負を仕掛ける。“絶対悪”との戦いの最中に箱庭に戻り“ノーネーム”を援護した。また春日部孝明らしき人物と共に行動していた様子がうかがえるが、その人物は何らかの事情があり姿を隠している模様。
境界門
現世と幽世を経由する門として十文字に開く万霊節の境界。全知の死神が預かった天門の一つ。対象を影絵で覆い尽くす平面的な闇として顕現する。限定的な空間跳躍しかできないウィラやマクスウェルとは違い、彼は門を開錠したまま維持することができるため、その空間内の任意の場所に対象を召喚できる。
200年前のアジ＝ダカーハとの戦いでは、天を覆うほど霊格を膨張させ、星空の裂け目に現世と幽世を経由する門を作り当時の同盟コミュニティの四つの組織を召喚を行う大規模なものだった。

金糸雀（カナリア）
旧“ノーネーム”の参謀。西側のディストピア出身の詩人。

他にリリを含めて10歳以下の子供が120人おり、中には獣のギフトを持つ者もいるが、ゲームに参加できるだけのギフトを持っている者はいない。

### ウィル・オ・ウィスプ
ウィラ＝ザ＝イグニファトゥス
“ウィル・オ・ウィスプ”のリーダーで、生と死の境界に顕現する大悪魔「蒼炎の悪魔」にして、大地の息吹の具現である。星の深淵で生まれた“斉天大聖”ほどの霊格は持ち合わせてはいないが、れっきとした星の落とし子であり、元々は半星霊の候補者。
ツインテールの美少女の姿をしている。 興味のある人間の頭部にトンカチ状の鈍器をぶつけて反応を楽しむ悪癖がある。本拠を出ることはほとんどなく、3年前からその存在を知られるようになり、マクスウェルの悪魔を封印したという噂もある。その偉業から少なくとも五桁最上位の力を持つとされ、北側最強といわれるほどの実力者だが、その性格故に好んで戦いを行うことは少なく、ギフトゲームに参加することも稀である。
生死の境界を司る悪魔であり外界の扉にも干渉できる。境界を操作できるため、境界門を自由に開閉でき、生死の境界を行き来し、外界の扉に干渉することも可能。これによって境界を操作する力で空間跳躍が可能で、目の前から何の気配もなく消えるように見える。ただし、生と死の境界を跳躍する彼女の力では生きている人間や生物を跳ばすことはできたとしても、門を閉ざさないまま維持するだけの力がなく命の保障ができないために使用できない。
“煌焔の都”で開催された“造物主達の決闘”で飛鳥と耀の2人と対戦。ゲーム開始と同時に自身のギフトを発動し、直接地獄とつなげ“愚者の劫火”によってリング上をすべてを焼き払うも二人に傷を負わせることはなかった。このゲームの中で、飛鳥と耀に助言を送り、彼女たちの本当の実力を確認させた。
マクスウェルの悪魔に求愛されており、箱庭の外にいた頃から度を超えたストーキングをされているが、本人は気色悪さゆえに拒絶している。
- ギフトカードの色は蒼炎。

召喚（summon）愚者の劫火（Ignis fatuus）
地獄そのものに繋げることで召喚されたその劫火。物質界に存在するあらゆるものを焼き尽くす。

アーシャ＝イグニファトゥス
声 - 積田かよ子
“ウィル・オ・ウィスプ”に所属する地精で、ゴシックロリータの衣装を身にまとった青髪のツインテールの少女の姿をしている。
地災で亡くなりそのまま地縛霊として彷徨っていたところをウィラが引き取り、地精が着床したことにより新たな生命体として転生した。
大地の精霊として力をつけ始めているため、手から天然ガスや燐といった可燃性の物質を放出することができる。更に火だけでなくガラスを構成している素材から変化させてガラス細工を制作する事が出来る。
生前の性格からか、各所で子供っぽい一面を見せ、火龍誕生祭のギフトゲームの一つである“造物主達の決闘”の時から耀の事をライバル視している。
ジャック・オー・ランタン
声 - 速水奨
ウィラ＝ザ＝イグニファトゥスが製作し、使役する“ウィル・オ・ウィスプ”の幽鬼。チーム内では参謀役を務めると同時に、主催者としての活動が多く、参加者としてギフトゲームに参加することを好まない。
聖人ペテロに業火と不死の烙印を押された生と死の境界に顕現せし幽鬼の大悪魔。万人が知る子供好きであり、子供からも愛される悪魔である。ウィラによって顕現してはいるが、本来は現世に存在すら許されておらず、生と死の双方から除外された彼に「滅ぶ」という概念は存在しない。このため不死身ではあるものの、身体はカボチャなので破壊すること自体は可能であり、割れた場合は新しいカボチャの顔に憑く。
生前は「切り裂きジャック（ジャック・ザ・リッパー）」だと自称していたが、実際は「バネ足ジャック」という怪人だった。二度の生を大罪人として過ごし、永遠に生と死の境界を彷徨うこととなる。ウィラ＝ザ＝イグニファトゥスに生と死の境界から助け出された。その後、聖人ペテロに善性を保証され、クイーン・ハロウィンの力で箱庭に来た。七つの業火（ゲヘナ）の宿るランタンにより、地獄の炎をそのまま召喚する力を持つ。炎と炎、点と点の間に線を引いて消えるように移動できるが、発動条件として炎を纏う必要がある。
作中では耀との関わりが深く、その単独行動に走りやすいやり方を心配しつつも助言や手助けをもたらすことが多い。
幼子に対して殺傷歴、あるいは悪徳を働いた者を裁く断罪人（エクスキューター）としての“主催者権限”を有する。発動と同時に真紅のレザージャケットと野獣を思わせる荒れた亜麻色の長髪と血に濡れたナイフを持ち、炎の滞空するスプリングで超高速に飛び回る「切り裂きジャック（ジャック・ザ・リッパー）」となる。小規模だが“歴史の転換期”を引き起こしており、彼の“主催者権限”は決して強力なものではないが霊格の強化に偏るように作られており、第四桁に近い身体能力を得ている。
アジ＝ダカーハとのゲームで大怪我を負い、その状態で彼のギフトゲームの解答である「切り裂きジャックではない」と見抜かれたために、不死性を失い瀕死の状態に陥る。その後、自らの死を悟ったジャックはゲームを自分に有利となる条件を組み込んだものに変え、不安に涙するリリや“ノーネーム”の子供たちを守るために魔王に堕ちた。その後はアジ＝ダカーハとの5分の戦いで互いに身体を砕き合い、自分の命と引き換えにアジ＝ダカーハの心臓を剥き出しにし、消滅した。
- ギフトカードの色は南瓜色。

七つの業火（ゲヘナ）の宿るランタン
七つの業火（ゲヘナ）が宿っており、地獄の炎をそのまま召喚する事が出来る。
血に濡れたナイフ
主催者権限を発動した際の主武装。
魔法の傘
様々な夢を見せる魔法の傘。制作者であるオーレ＝ルゲイエは、デンマーク付近に現れるとされる壮年の姿をした睡魔で、虹色の絹の上着を着て眠っている子供に近寄り、子供が良い子であれば幸せな夢が見られる傘を、悪い子であれば悪夢を見せられる傘を、それぞれの魔法の傘を枕元に置いていくという。
レティシアのギフトゲームの際に、上空に浮かぶ吸血鬼の古城に飛ばされた“アンダーウッド”の子供たちに、砕かれた天球儀を集めるために楽しく協力できるように、ジャックが取り出したプレゼント。ある程度であれば望む夢を見られる模様。

### ペルセウス
ルイオス＝ペルセウス
声 - 井上剛
“ペルセウス”のリーダー。ゼウスの子であるペルセウスの血を引く高位存在。亜麻色の髪に蛇皮の上着を着た線の細い男性。
快楽主義者で、コミュニティのリーダーでありながら多くの仕事に手を付けずにおり、自身の資質も一向に伸ばそうとしなかったほか、「今の状態が維持できないなら、五桁から六桁に降格しても構わない」と考えるなど、「箱庭に居続けること」を甘く見ていた。“ノーネーム”と再会した際は、嫌味な面は変わらなかったものの、ジャックや飛鳥に弄られ激昂する等、コミカルな面も見せている。
世襲によるものであっても絶大な力を持っているため身体能力は低くはないが、剣技などの技術的な積み重ねが殆ど無い。恩恵付与や霊石類の錬成が出来るヘパイストスの神格具を所持しているが、ジャックがいなければどこから手を付けていいか分からなかった。
レティシアの一件を巡り“ノーネーム”にギフトゲームを申し込まれ、十六夜との一騎討ちに敗北した。ジャックの手解きを受けながらレティシアのギフトゲームで損傷した“ディーン”を修復し、ジャック、ウィラと共に飛鳥の“城塞”の作成を行ったものの、敗北を未だ根に持っており、“ノーネーム”の面々にはあまりいい顔は見せていない。
商業神ヘルメスの靴
輝く翼を持つ飛翔する具足。
冥界神ハデスの兜
死国の王ハデスの神格を持つ不可視の兜。透明化の恩恵を持ち、音源遮断、熱源遮断を供え、更に臭気も消す。ただし声を消すことはできない。
箱庭内でも超特級の暗殺ギフトで、その性能は同系統の恩恵の追随を許さない。剣を振るうなど単純な攻撃モーションを行っても、対象に察知される恐れは一切ない。
周囲の環境を捻じ曲げる程の力を持った恩恵と併用すると、間接的に場所を特定されてしまう。また濃霧の中で動くと大気を変動するため、間接的に位置を知らせてしまう。
ハルパー
「神霊殺し」だけでなく「星霊殺し」の恩恵を新たに付与された鎌。
漫画版では大鎌、アニメ版では半月のような刃を持った武具として描かれている。
鍛冶神ヘパイストスの神格具
恩恵付与に特化した神格具。ゴーゴンの首をアテナの盾に付与した術式。
女神アテナの盾
ゴーゴン退治の旅に出たペルセウスにギリシャ神話の神々から、“ヘルメスの靴”“ハデスの兜”“ハルパー”と共に与えられた、ゴーゴンの首を付与した盾。箱庭の世界では鍛冶神ヘパイストスに捧げられたため失われている。

アルゴール
声 - 藏合紗恵子
食変光星の悪魔にして魔星アルゴルの星霊であり、灰色の髪と羽を持つ。“メデューサ”、“原初（リリス）の悪魔”など多くの名を持っていた元魔王。ペルセウスに使役され霊格が圧倒的に縮小しているが、魔王だった当時はクイーン・ハロウィンにさえ匹敵する箱庭三大問題児の一角だった。
アラビア語で「ラス・アル・グル」が語源の「悪魔の頭」を意味する星であり、ペルセウス座でゴーゴンの首に位置する恒星でもある。アルゴルが悪魔の星として伝承されたのは変光星であるためで、これが魔性の正体である。変光星であるアルゴルは古代から高い魔性を持ち、その起源は遡ると古代メソポタミア文明まで至る。その頃は地母神として崇められていたが、時代の移り変わりと天文学の発達に伴って属性は徐々に変質し、地球の霊的存在から隔離していく。ヘブライの旧約聖書で“原初の悪魔”として取り込まれたのが切っ掛けで星霊として覚醒した。
世界の全てに石化の恩恵を与える“ゴーゴンの威光”を放つ。ギフトを与える側の存在として、魔獣を生み出す力で外壁や柱を蛇蠍の如く変幻させることができる。第1部11巻で本拠の白亜の宮殿を魔宮化し、第1部11巻で未加工の金剛鉄を魔獣化し、十六夜との戦いに使用された。
“ノーネーム”とのギフトゲームで十六夜と戦ったが、使役者のルイオスが未熟だったために十全に発揮できず、十六夜に圧倒されて敗北した。ペルセウス座の消滅と共にアルゴールも消滅したが、“絶対悪”との戦いでの功績で、ペルセウス座が三分の一だけ戻って来たため、権能を行使できるようになった。
口癖は「アルちゃん、ちょー美人だし！」。

### サウザンドアイズ
白夜叉（しろやしゃ）/ 白夜王（びゃくやおう）
声 - 新井里美
“サウザンドアイズ”の幹部の一人。白き夜の魔王にして、太陽と白夜の星霊であり、夜叉の神霊。正確には、神格を持っているだけであり本来は夜叉ではなく太陽神。神々としての神威と、魔王の王威を生まれながら手にして発生した星霊最強個体にして箱庭席次第10番。太陽の運行を司る星霊の一人で、太陽主権戦争に勝利し、14の主権を保持している。
着物風の服を着た白い髪の角の生えた少女の姿をしているが、星霊に実体はないため、その気になれば赤子、美女、女子高生にでもなることは可能。神格を返上して霊格を取り戻した際は反動で少女の姿から女性の姿となっていた。
元は不変の象徴にして天と地の概念が生まれる以前に存在していた天体法則であり、世界の創世に於いて星々の全ての質量を飲み込んでしまった原初の星。“サウザンドアイズ”の創世（アルファ）と終末（オメガ）の双女神によって両断された最古参の魔王。天と地に解体された星霊最強個体である白夜叉は“人類最終試練・天動説”と名を改めた。長い生涯の中で三度の敗北をしており、一度目の敗北で世界に昼と夜が出来、二度目の敗北で太陽の区分が三つに裂かれ、三度目は“天動説”の霊格そのものを蹂躙された。
かつて“天動説”を司る太陽神として数多の神群の宇宙観の中心に居座り、霊格を守るために言論の弾圧をしたが、勇気ある航海者や知恵ある天文学者の手によって霊格は縮小し白夜の地平に追い込まれた。だがあくまで人類史から観測可能な範囲での話であり、“天動説”の霊格（真実）は、人類史が存続する全ての時間を費やしても暴けない位置に存在しており、星の果て、時の果て、宇宙の最果てに到達してようやく証明することができる。開催するゲームの規模をそこまで広げれば、霊格は無限に肥大し、参加者を出口のない白夜の地平に永遠に閉じ込める“パラドックスゲーム”を仕掛けることができる。
「白夜王」は星霊としての白夜叉を指す名前で、七大妖王など、仏門に帰依する前の魔王だった頃の白夜叉を知っている者が使う。クイーン・ハロウィンとはその試練での競争相手として戦った数千年に及ぶ仇敵である。
東区画の箱庭3345外門に本拠を構えているが本来は二桁の全権領域。東区最強の“階層支配者”で、東区四桁以下の階層には並ぶ者がいない最強の主催者。太陽運行を司るため、太陽神でありながら夜を支配できる彼女は太陽神を殺すことに特化している。有力な神群の主神の多くが太陽神である以上、彼女の相手が務まる者は両手の指ほどもいない。黎明期に“天動説”をとして全ての宇宙観に中心にて最強の太陽神として存在していた頃には届かぬものの、その神威は未だ計り知れず、既存の法則は捻じれ、昼と夜のバランスが崩れ、天と地の境界さえ砕ける。
“ノーネーム”と親交が深く、ギフトゲームの手配などコミュニティ復興へ様々な手助けをしてきた。女性陣にセクハラを行う際には暴走するなど、ふざけた言動が多いが、仲間を何より大事にしている。また、普段から遊んでばかりいるようにも見えるが、実はちゃんと仕事をこなした上で遊んでいる。
どこの宗派にも属する必要のない絶大な霊格を持つが、“階層支配者”として下層に干渉する条件として仏門に帰依し、星霊の力を封印していたが、“魔王連盟”による“階層支配者”同時襲撃の際、3年前の悲劇は繰り返すまいと、魔王を撃退するために仏門に神格を返上し、霊格を取り戻した。解放後の実力は桁違いで、東区に現れたアジ＝ダカーハの神霊級の分身体五体を一撃で葬り去った。しかし、神格を返上したことで後ろ盾が失われ、更に“天動説”を司る人類最終試練の一角だった頃の影響で、どこかに隷属していなければ既存の天体法則が乱れてしまう可能性があるため、上層へ戻ることを強制されて“階層支配者”を退くこととなり、“アンダーウッド”収穫祭に参加していた蛟劉に“階層支配者”代行を任せた。
作者は動かしやすいキャラクターの一人として挙げている。
ゲーム盤
白夜と夜叉を表現した、水平に廻る太陽と、白い雪原と凍る湖畔のゲーム盤。空にある星は太陽一つだけで、永遠に世界を薄明に照らす。他者を強制的に転移させる事が出来る。
箱庭に来たばかりの十六夜たちを連れて行くことで戦うことなく降参させた。
太陽の疑似プロミネンス
超高密度プラズマの局地的な放射で物質界の境界を打ち砕く召喚式。この召喚式で召喚されるものは太陽主権を媒介とした二十四体の太陽の星獣のみ。
発動すると大地から白い風が吹き始め、緩やかに流転していた星々が逆回転を始め、全天が軌道を変えて一つに星の集い、地平線の彼方である世界と星空の境界から全ての星々の質量を飲み込んだ原初の星である白銀の太陽を召喚する。
アルゴーの船
ギリシャ神話に登場する神木を材料とされた星の海を渡る帆船。牡羊座の太陽主権を媒介に召喚された。
磨羯の怪魚
魚座に相当する星獣。巨龍に引けを取らない力を持つ。
六畜妖仙
赤道の十二辰の星獣。巨龍に引けを取らない力を持つ。

女性店員
声 - 西明日香
サウザントアイズの支店の一応店長。お堅い性格で十六夜達にからかわれることも多く、ツッコミ役で白夜叉の暴走を止める役目をしている。薙刀などの武術を使う。
サウザンドアイズの店員さんのキャララフを見て、出番を増やした。

### ラプラスの悪魔
ラプラスの悪魔
“サウザンドアイズ”の幹部の一人だが、別のコミュニティのリーダー。元々は白夜叉と同じく魔王だった。北側の階層支配者だが、現在は休眠している。
“ラプラスの悪魔”が悪魔と呼ばれるのは、観測不能な不確定存在、科学における机上の空想が擬人化したものの暗喩。存在が不確定でありながら存在を認められて悪魔となった。だが、その存在を生みの親である科学によって否定された。
情報収集能力を持つ群体の“ラプラスの小悪魔”が本体に情報を送信し、それにより未来を予見する。その信憑性は「上に投げれば下に落ちる」とされ、本人は「誰が投げた」も「どうやって投げた」も「なぜ投げた」すらも分かっている。未来の情報を恩恵として与える。
ギフトカードなどの魔王対策に有用なギフトを作成した。

### サラマンドラ
サンドラ＝ドルトレイク
声 - 佐土原かおり
前頭首の末娘にして新頭首。11歳。北側の“階層支配者”の一人。赤髪と金の装飾を身に纏い、火龍の旗印を縫った衣装を着こむ。
実質的な幼馴染である“ノーネーム”のジンと同年齢の若年だが、その秘めた戦闘力は魔王だった“黒死斑の魔王”と渡り合えるほどに高く、“魔王連盟”による“階層支配者”同時襲撃からは魔王を退けたことで霊格がかなり上がっており、ペストを息吹ひとつで倒せるほどに成長している。その反面知識・洞察力に関してはジン、十六夜、黒ウサギといった強者たちに譲る部分が多い。
年若いためコミュニティの面々から信頼されていないのを気にしており、それに友達だと思っていた殿下とリンの裏切りを受けて弱った心を混世魔王に体を乗っ取られてしまった。解放するために必要な条件として、彼女自身が心身共に成長し、混世をまとめるだけの王器を得ること、そして対象となった組織が一丸となってまとまり混世を正し、混世魔王を倒すことの二つある。
マンドラ＝ドルトレイク
声 - 小西克幸
サンドラの兄にして側近。自身が姉サラはおろか、100歳は年下の妹・サンドラよりも劣る凡才でしかないと自覚しながらも、“サラマンドラ”の誇りと立場を守るべく尽力している。“絶対悪”との戦いの際に吸血鬼化している。
名と旗印を持たない“ノーネーム”のことをよく思っていない。しかし、自身の抱え込んだある秘密によって、結果として“ノーネーム”に大きな借りを作ってしまうこととなる。当初は“ノーネーム”メンバーを侮蔑するような言動が多かったが、“煌焔の都”時点では、ある程度“ノーネーム”の面々の力を認めている模様。
星海龍王 / 太歳星君
“サラマンドラ”の初代党首。星海龍王を名乗ったが、正体は道教系の星霊・太歳星君。木星の逆位置に仮想された、実在しない虚構惑星“太歳”の星霊。中国神話群にて“災いの凶星”とされる最高位の魔王。
太歳は三面六臂の姿や、鯰のような龍の姿を持つ星霊として有名。虚星である太歳は他の星霊と異なり実態が存在していない為、様々な形で語られることになった。太歳星君が星海龍王と名を変えていたのは、姿と名を変えることで己の正体を隠すため。
中国神話群では木星は星空を分かつ天体分割法“赤道の十二辰”の基準となる聖なる星とされており、歳星という名でも信仰されている。ギリシャ神群の最高神のゼウスの半身であるとされていた。

### 龍角を持つ鷲獅子（ドラコ・グライフ）連盟
サラ＝ドルトレイク
“サラマンドラ”前頭首の娘。サンドラとマンドラの姉。200歳。“一本角”の頭首で“龍角を持つ鷲獅子”の議長を務める。
二本の龍角を持ち、炎を放つ。炎の翼で飛ぶことができる。自身の龍角の一本を失った事で霊格が縮小したが、鷲龍の角で補った。
かつては“サラマンドラ”の一員であり、「彼女が継げば、コミュニティは全盛期を迎えるだろう」と言われるほど、有望な跡取りとして期待されていた。3年前に“ノーネーム”が襲撃された際に、同盟を結んでいた“サラマンドラ”が動かなかったことに失望し、“サラマンドラ”を去って“龍角を持つ鷲獅子”に席を置くことになった。
“アンダーウッド”襲撃で巨龍を止めるために、自身の龍角を切ってディーンに与えた。それにより重傷を負った上、所有する力も低下したことから、グリフィスと頭首の座を賭けた戦いをせざるを得なくなってしまうが、“ノーネーム”の活躍により頭首の座についた。“絶対悪”との戦いで“階層支配者”として駆けつけたが、ゲームをクリアされたことで霊格を失う。
鷲龍の角
神獣グリフォンの神性を一つの個体に集めるために造られた鷲獅子の龍角。ギリシゃ神群が授けた神格と個体としての神性を高める恩恵。

グリフィス＝グライフ
元“二翼”のリーダー。第三幻想種のヒッポグリフ。“鷲獅子”と“龍馬”の血統を持つ最高血統の混血の優良種。ドラコ＝グライフの子で、グリーの兄。人化すると鷲の翼を生やし、細身ながら鍛え抜かれた体躯を持つ、鬣のような髪と猛禽類のような瞳を持つ有翼人のような姿になる。
覚醒すると“龍馬”の象徴である鱗が全身を浸食して覆い、鷲獅子の面影を捨てその頭蓋すら龍の物となり、全身から光る粒子を放ち、眩く神々しい翼を持ち、龍角を頭上に生やす“鷲龍”となった。
戦闘では風と稲妻と水を操る。覚醒後は閃光と共に稲妻となり鷲獅子を遥かに超越した速度を出す。その実力は確かなものがあるが、自身の血統を誇り、他者を侮辱するような言動を取るため、その利己的な性格から周囲からは長の器ではないという評価を下されている。
サラを侮辱した事が原因で耀とのいざこざを引き起こし、“ノーネーム”と“龍角を持つ鷲獅子”の次期頭首の座を賭けて“ヒッポカンプの騎手”で戦うことになったが耀に敗れたため逆に“二翼”を離れることとなった。
スティムパリデス
猛毒の恩恵を持ち毒霧を吐く怪鳥。青銅の羽を持ち、その硬度は刃を弾く。
彼らは常に群れで行動し、他種族を寄せ付けずに日々を過ごす。肉食性であり魚も肉も好物。
その青銅羽は“ケーリュケイオン”発行の銅貨・銀貨に使用される。青銅の羽集めという“ケーリュケイオン”のギフトゲームによる絶滅を防ぐために“二翼”に保護を申し出て、“二翼”自体も長であるグリフィスが出奔したことで弱体化してしまったため、それを補うためにと招かれた。
ドルグ＝ポルフォイ
“四本足”の副長。“ディーン”と同じ大木のような巨躯を誇る巨人族。武器は斧。
ヴォルド＝フォーカス
“五爪”の副長。獰猛な牙と狼の耳を持つ“ワーウルフ”。
満月を仰ぎ、零れ落ちた光の滴を瞳から吸収して変幻する。肌は肌色の体毛に覆われ、指からは岩をも斬り裂く鋭い爪が刃のように生える。
ポロロ＝ガンダック
“六本傷”の新頭首。ガロロの25番目の子。末の子にして妾の子。蛟劉の弟子でもある。
少年でありながら、頭首の座と絶対服従を賭けた一族内でのギフトゲームに勝利した実力者。
ボサボサの髪に丸眼鏡。“ノーネーム”と連盟を組む際に現れ、ジンとの交渉に臨むが、ジンの交渉能力と隠し持つ切り札の前に手玉に取られ、その才を認めることとなる。
ガロロ＝ガンダック
“怪猫のガロロ”。“六本傷”元頭首。連盟の創設者の一人。かつてドラコ＝グライフと共に南側の秩序のために戦った。また耀の父・孝明のことをよく知る人物であり、“魔王連盟”襲来の際に出来た縁から、耀と飛鳥のギフトコントロールに関する指導と、問題児三人のギフトに関する考察を行っている。ドラコ＝グライフが生きていたころにコミュニティの参謀を務めた人物で、その経験から、相手の力量を量ることに長けている。
キャロロ＝ガンダック
声 - 藏合紗恵子
ガロロの24番目の子。2105380外門で喫茶店のウエイトレスをする傍らで諜報活動を行っている。当然そのことは秘密だったのだが、十六夜にあっさりバラして弱みを握られるなど、若干抜けたところがある。他の兄弟とは違い、ポロロとの仲は良好である。

### 七天大聖

#### 平天大聖
牛魔王（ぎゅうまおう）
“平天大聖<天を平定せし者>”。美猴王と並び立ったとされる七大妖王の長でありコミュニティ“平天大聖”の頭首。

#### その他
美猴王（びこうおう）/ 孫悟空（そん ごくう）
“斉天大聖<天に斉しき者>”。七大妖王の一人。中華神話の伝記・“西遊記”にて活躍する魔王。“七天大聖”の旗頭として幾多の神群との激戦を潜り抜けた古強者。大地に芽吹く稲穂のような黄金色の短髪に深緑色の瞳、凛々しい声音とは裏腹に体型は小柄で13、4歳の少女の容姿を持つが、その瞳に宿る強さと輝きは、一目見ただけで超越者の風格を醸し出す。本人は否定しているが箱庭三大問題児の一人。仏門に下った後、箱庭第三桁になった。
伝承では活火山である花果山の頂にあった仙石から生まれたとされているが、彼女を産む仙石が地上に姿を現したのは花果山の誕生と同時期、大陸の発祥にまで遡る。彼女は星の中枢で生を受け、地殻、海底の大噴火で噴出した土石流と共に地上へ運ばれた唯一無二の半星霊・星造の“原典候補者”。神霊にも仙人にも物の怪にもなれず、己を探す旅路の果てにたどり着いた答えが、「溢れ出る絶大な力で世を治め、永久に世界を平定すること」だった。故に彼女は己が名に過大な使命を与え、“斉天大聖<天に斉しき大聖者>”を名乗り魔王の烙印を受け入れた。
その心身は曇りなき星空より眩く、吐息は澱みのない山岳の大気のように透き通って清らかで、清らかな心身は血肉を取り込むことを拒み、決して喉を通らなかった。上より魔王の烙印を受けながら己を大聖者だと訴え、正義を謳った愚か者と言われたが、大聖の王号を名乗っていた“七天大聖”の七人の魔王の中で、愛称で「大聖」と呼ばれるのは彼女のみであり、傘下の妖仙や土地神も彼女が大聖者と呼ばれるだけの大器を備えていたことを認めていた。
生まれついて修羅神仏に並び立つ力を有しており、真の星霊として覚醒せず半星霊のままだが、純粋な戦闘能力だけなら帝釈天に引けを取らない実力を誇る。
混世魔王とは実の兄弟であり、彼を殺すことで彼女の霊格が完成するはずだったのだが、自分と同じように肉を食らうことのできない混世魔王を殺すことができずに放免してしまう。その結果、天命を授かることができず、彼女を取り巻く世界そのものが地獄となる原因になった。彼女と六人の妖王は大連盟を結成した後、天帝・道教神と大戦争を繰り広げ、惜しくも最後は護法十二天と釈迦の手により敗れる。その後、禁固500年の罰刑を受けた彼女は、白夜叉の口添えで玄奘三蔵を師として天竺を目指した旅を経て仏門に下った。仏門に引き取られてからも放任状態にあり、彼らは覇権を握るために彼女を最後の切り札として温存しているとされている。
蛟魔王（こうまおう）/ 蛟劉（こうりゅう）
声 - 河西健吾
“覆海大聖<海を覆いし者>”。七大妖王の第三席。階層支配者を退く白夜叉に代わり、東側の階層支配者となった。義姉である孫悟空を慕い、白夜叉が孫悟空と会わせる便宜を図る代わりに依頼を果たす契約を交わした。
隻眼に眼帯をした細身細目の関西弁の男。生前の金糸雀や春日部孝明と面識があり、彼の左目の瞳は“ノーネーム”の水源として譲って“水珠”に加工して貰う程度の仲である。現在はその左目に月の主権・“新月”を義眼として入れている。
人型だが、本来の姿は海龍。星の深淵、深海火山で千年の修行を経て“仙龍”の海千山千の霊格を得た。生命が生きられぬ灼熱と土石流の中で功績を得た彼は、地母神と海神の双方に匹敵する力を持つ。最強種ではないが、その霊格は並みの神霊を遥かに凌駕し、星を揺るがす十六夜の拳や蹴りを容易く受け流す体術や大海を操る実力を誇る。“ヒッポカンプの騎手”では十六夜と戦う中で、十六夜の言葉に心を動かされ、魔王時代の覇気を取り戻した。
黄龍の血筋に生まれ天賦の才を与えられながら、妾の子である理由から認知されず、王族を見返すために極限の練磨で手にした恩恵を持つ。“覆海大聖”のギフトゲームは、月の満ち欠けによる超重力の負荷と自身の一時的な星霊化が行われる。
- ギフトカードの色は蒼海。

新月
左目に義眼として入れている月の主権。眼帯を外して解放する。人型だった彼は本来の姿である海龍へと姿を変え、召喚した月龍と融合する。

鵬魔王（ほうまおう）/ 迦陵（かりょう）
混天大聖<天を混沌せし者>”。七大妖王の第四席。対神・対龍の恩恵を持つ最高位の神鳥・大鵬金翅鳥の姫。純血ではなく半神である。迦楼羅天の娘。
黒髪を結い上げ肩から背中にかけて大胆に開いた雅な柄の衣装を着込む。白夜叉や蛟劉からは、ちゃん付けで呼ばれているが、本人は嫌がっている。
背中から肌を焦がすほどの熱線を放ち、対神・対龍の恩恵を持つ金翅の炎を操る金翅の炎を顕現させる。半神といえどその最強種の炎は七天の中でも最大火力を持ち、昔から殲滅戦の要だった。インド神話群にて「帝釈天に比肩する王」という願いを込められて生を受け、邪悪なる龍を喰らい上げるとされた生来の神霊。
日輪金翅鳥（ヴァーナハ・ガルダ）
霊格解放により炎で全身を覆い巨大な金翅の怪鳥へと姿を変える。

酒呑童子（しゅてんどうじ）/ 獼猴王（みこうおう）
声 - てらそままさき
平安の世に馳せた日本神群の中でも屈指の力を持つ大化生。日本屈指の大妖怪。知名度では九尾の狐に劣るが、霊格の高さならば勝るとも劣らぬ渡世の王。幕府や時の支配者に与せぬ渡世人や博徒、任侠など道を外れた者たちを統べる妖王。
日ノ本に帰る前は七天大聖の一角として、“通風大聖”獼猴王と呼ばれていた。

### クイーン・ハロウィン
クイーン・ハロウィン
世界の境界を預かり、星の運行を司る太陽の星霊で、ハロウィンを神格化した存在でもある。箱庭第三桁の実力を誇る最強の召喚師。星の境界を支配する太陽と黄金の魔王。“魔王（キング）”の集うこの箱庭において唯一“女王（クイーン）”の王号を持つ大魔王。太陽を彷彿させる黄金の髪に蒼と翠を解け合わせた宝玉のように輝く瞳をした幼い少女の姿をしている。
ハロウィンの元となったケルト神群にある太陽の祭事の神格化は、人間が物質界で認識できるように雛形として与えただけであり、本来は人類の信仰によって生まれた神霊では無い。
昼と夜、生と死、春夏秋冬、星と星の境界線を支配する。六つの太陽主権を所持している。
箱庭の三大問題児の一人であり、秩序を乱すほど横暴で我儘である一方乱した分だけ整えるため、絶大な力を持つ魔王の烙印を受けながらも罰されることなく野放しにされている。時間や衣服などにかなり厳しく、それを破ってしまえば一族郎党皆殺しや翌日にコミュニティを壊滅させるなどの危険な行動に出る。他にも焰の復讐劇を見たいために彼を復讐へと思考誘導する、ノックの回数を間違えただけで殺すか迷うなど危険な行動が多い。彼女の寵愛を受けた者たちは与えられた騎士号を名乗ることが義務づけられ、空前絶後のギフトが与えられる。
スカハサ
太陽の陰りと死を司る神霊。決して著名な神霊ではないことに加え、祖霊崇拝の概念によって生まれた為に系統（ルーツ）も曖昧で、更に北欧とケルトの両神群に別々の逸話を持つという女神。クイーン・ハロウィンの執事長（ロード・バトラー）に就いており、執事長兼メイド長兼女王のお目付け役を務めている。彩鳥の師の一人。三つ編みの髪を長く垂らしている。
紀元前には既に存在して霊格が確立していたため、ケルト神群に移籍した後の西暦後に成立したルーン魔術という魔術体系は使えない。知友の神霊が作ったルーン魔術の輝石を分けてもらったことがあるが、文字の価値が薄かった古代ケルトに於いては、ルーン魔術がほぼ意味を成さないなど文化圏が違い過ぎるのに加え、魔術体系を破壊する可能性があるという指摘を受け、ルーンの輝石は全て北欧に返還した。
所作一つで大気に亀裂が入り、三つの山岳と七つの森が引き裂く魔神の一撃を身の丈ほどにもある二本の剛槍を巧みに操って剛槍の柄に滑らせ、傷一つなくすり抜けるなどの高い技術を持つ神域の武芸者だったが、バロールの死眼によって腕を殺されてしまった。
影の城（Dun Scaith）
女王“クイーン・ハロウィン”の居城の影を切り取った巨大な影の恩恵。これは女王が眠る夜間はスカハサがケルト世界を預かっているという証であり、この影の国に於いてのみ女王と対等であることを示すもの。この恩恵は日中では本来の力は出し切れない。
ガイ・ボルガ
霊格開放にを行い、ケルト神群の光神ルーの神格を鯨王の骨より削り出した槍に宿らせ、二本の剛槍を投げる投擲術。光神ルーが持つ必勝の神槍を模し、人類の業に落とした秘中の秘。極西の地に生まれた“人類が手にし得る最奥の秘儀”の一つ。
稲光を放つ槍を投擲し、手を離れると実態を無くし、疑似神格を宿した稲妻の散弾の鏃と成る。数多の軌道を描き、四方八方、縦横無尽に駆け巡る。常に敵を追尾し、一度刺されば敵対者が神霊であっても必滅に追い込み、大神クラスでも直撃すれば無事では済まない。
蛇蝎の光剣
第二霊格開放を行うことで、蛇蝎を思わせる湾曲の光を奔らせる、剛槍の半分もない光輝の連接剣。輝剣クラウソラスを模した業。
湾曲し、螺旋を描くその一撃は蠍の尾、あるいは大蛇の牙と表現される。バロールでさえ敬意を払った。

フェイスレス / 久遠 彩鳥（くどう あやと） / 久藤 彩鳥（くどう あやと）
“女王騎士”第三席。クイーン・ハロウィンの寵愛を受けた騎士として“顔亡き者（フェイスレス）”の騎士名が与えられた。燃えるような紅い舞踏仮面と流れるような銀髪のポニーテールに黒い髪飾り、精密な意匠が施された白銀の鎧を纏う女性騎士。その正体は生まれる前に死んでしまった久遠飛鳥の姉妹・久遠彩鳥で、仮面を外すと久遠飛鳥と瓜二つの容姿をしている。
第2部ではクイーン・ハロウィンの化身として外界に転生し、エヴリシングカンパニーの会長の娘である日系ハーフの金髪の14歳の少女「久藤彩鳥」として焔の通う学校の後輩になっている。
戦闘では連射の剛弓、蛇蝎の連接剣、二本の剛槍を使い分け、近距離から遠距離まで対応する。黒ウサギからして、十六夜と並び立つかそれ以上と言わしめるほどの実力者。第2部では14年のブランクがあるため技量が低下している。本人曰く、剣技なら上に四人、槍技なら上に三人おり、第三席にいるのは力量によるものではなく、本来の席次は九番目がせいぜいとの事。第三席を戴いている理由は固有の恩恵として、“生命の目録”と同格かそれ以上の恩恵である“天叢雲剣”を所持している為。世界の境界を預かる星霊クイーン・ハロウィンの力を借り、星の廻りを操り因果を変える事が出来る。“黄道の十二宮”を操るほどの強大な才能の持ち主。
“ヒッポカンプの騎手”では、恥も外聞もない作戦で他の選手たちを苦しめ、会場の盛り上がりに一役買った。第1部11巻で自らの存在をかけて飛鳥と決闘し死亡。記憶が消えるはずだったが、十六夜がいた世界に記憶を保ったまま焔と接触するために転生した。
第2部では金糸雀が死んだ後のカナリアファミリーホームの出資者となっている。第二次太陽主権戦争の予選ゲームに絡む形で現実世界に現れた金牛宮に襲われ、その負傷の応急措置として三つしかない第三種星辰粒子体の原典を焔に注入される。金牛宮からの避難のために焔、鈴華と共に箱庭へ召喚された。
連接剣
蛇の牙のように刺さり蠍の尾のように敵を貫く魔剣。蛇蝎の連接剣。工の鍛冶師たちの手で鍛えられた、一つ一つの特徴に見合った鋼を用いて錬成された武具。物質は妖精郷のものだが、基本的にはただの武具。刀身に仕込まれた関節部分を抜き取る仕込み武器だが、仕掛けそのものには恩恵らしいものは使われていない。刀身の関節部分となる鋼索は、極細の針金を数千本も巻き上げて作られており、手元の柄を締め上げることで多種多様な剣閃を作り上げている。つまり連接剣の伸縮は五本の指一本一本の捻り具合で変化し、一振りで六つもの曲線を描いて獲物に迫る。
剛弓
速射の剛弓。工の鍛冶師たちの手で鍛えられた、一つ一つの特徴に見合った鋼を用いて錬成された武具。
物質は妖精郷のものだが、基本的にはただの武具。
黄道の十二宮
耀が壊れてしまった十六夜のヘッドフォンの弁償をするために孝明が使用していたヘッドフォンを召喚する際に使用した。対象者を十二宮の中心に座し、“クイーン・ハロウィン”の旗印が刻まれた剣の力で世界の境界を崩し、“黄道の十二宮”の力でそれを安定させる複合術式の儀式を行って使用する。厳密には“クイーン・ハロウィン”の力で召喚するのではなく、星の廻りを操って因果を変える。
天叢雲剣
三種の神器の1つとされる銅剣。日本神群の神格を持つ皇族が手にした場合のみ、自身を含めた周囲一帯の完全霊格封印という“全権領域”に片足を踏み込む力を発揮する万物調律の星剣のアストラ。飛鳥が所有しているのは平安時代に失われた一振り。
女王に回収されたフェイスレスの遺品の中で唯一飛鳥へ譲渡され、天国の手で日本刀へ打ち直された。

### ウロボロス連盟
クリシュナ
古代インド神話における多くの姦計に関わった“アヴァターラ”第八の化身・聖仙クリシュナ。姦計の英傑。ウロボロス連盟の創設者の一人。一説ではダビデやイエス・キリスト、釈迦などの“救世主思想”の原典になった英傑。
古代インドの土着の太陽神であるかのように振舞っていたが、アルジュナとの出会いに繋がったと話す神王インドラと太陽神クリシュナの戦いは、異民族と土着の民の戦いの代理戦争であり、その原因であるインドラを信仰していたアーリア人の民族的大移動は紀元前1500年代以降だったのに対し、アルジュナは土着の民と異民族の民族併合が本格的に始まった紀元前1000年出身で時代が合わず、更にパラシュラーマがクリシュナという英傑について弟子たちから全く聞いたことが無いなど歴史のパラドックスを起こしている。クリシュナ神ではないとオルフェウスに見破られてからは禍々しい霊格を放っている。焰の肉体を使って顕現したアジ＝ダカーハには「違約の英傑」「同類」「敗北者」と呼称された。
一つの神群が可能とする呪詛の濃度を超えた黒い風を操り、太陽主権を三つ所有しているヘラクレスですらも手も足も出ずに操ることが可能。少なくとも“マハーバーラタ”に記述されたクリシュナに黒い風を操る伝承は存在しない。
未来視の権能を所持しているが箱庭では正常に働かない場合もある。攻撃時は黒い風で山を裂き川を断ち海を別つ力を秘めた円月輪（チャクラム）を形成し投げつけるか、触れれば細胞を一つ残らず消滅させそうな黒い雷を輝く矢に纏わせて弓で放つ。カルキが現代に現れた時点で歴史の当事者ではなく過去に偉人となったため“アヴァターラ”として顕現しているクリシュナは“疑似創星図”を保有していない。現在はカルキに敗れ封印されて身動きは取れないが、ある程度は自身の意思で移動は可能。
“ウロボロス”第三連合に加盟すると誓ったヘラクレスの前に現れ、説明の後に真実を知って協力を拒否したヘラクレスを黒い風で浸食して身体を乗っ取り、第三種星辰粒子体の実験体である二人のアルビノの少女の死体を回収するべく十六夜と焰の前に姿を表す。ヘラクレスが拒否する事になったやり取りと破局噴火について説明し、少女たちの引き渡しを求めるが二人には拒否され、強硬手段に出ようとしたがオルフェウスとパラシュラーマに妨害され、ヘラクレスの肉体から飛び出し、肉体だけを操ってオルフェウス達を足止めして少女たちの回収に向かうが、アジ＝ダカーハの化身として覚醒し、アジ＝ダカーハが宿った焰と戦闘になったが圧倒され、逃亡する事になった。
終末の星（パシュパティ）
クリシュナの持つアストラ。霊格を膨張させ、右手に鈍色の新星を出現させる。

マクスウェルの悪魔
境界を操る魔王。マクスウェルの魔王。物理学・熱力学の思考実験で生み出された熱量を司るマクスウェルの悪魔。北の五桁で最上位の魔王だったが、四桁に昇格。“ウロボロス”から派遣された、殿下たちの監視役。頭首からは“カリ＝ユガ”を乗り越えるために必要な人材となる殿下以外の抹殺を許可されている。
青と赤のコントラストで彩られた外套を身に纏う。箱庭の外の世界にいた時からウィラに対して愛情を抱き、ストーカー行為を行ってきた。箱庭に来てからは、助けに入った孝明との戦いに敗れ、一度は退けられた。
最強種と比べても遜色ない力を持つ。空間跳躍に使用される境界門は、漆黒の紙吹雪をかき乱す炎の嵐が意思を持つかのように螺旋を描きながら収束して形を成す。一口に熱量を操ると言ってもその汎用性は無限大に等しく、彼はそれほど脅威には見えない空間跳躍を主に使用しているが、小国程度であれば一瞬で皆殺しにできるほどの絶大な力を秘めている。
生まれたのは1860年代で、箱庭上層に食い込むほどの“歴史の転換期”を多数引き起こすとされる時期には生まれていない。しかし、2120年代にそれを起こした彼は、“第三永久機関”として第四桁の霊格を得た。その身体は傷を負っても霞を集めて瞬く間に修復される性能を持つが、未だ正規の器ではなくその力は不完全である。
ウィラがリンにキスされたのを見て天使を召喚する。その後、自分も天使のような姿に変貌するが、完全体になる前に吸血鬼の城に突撃し、クロアに瞬間移動を封じられたところを十六夜に倒される。
召喚（summon）氷結境界（Phrase gate）
ウィラの劫火の炎、熱をも奪い刹那の間に氷結させる。
召喚（summon）踊る姉妹人形（Coppelia sister）
単身では強大ではないと思ったマクスウェルが、魔王としてその非力さを補うために作られた人形。3年前にある者が封印した“第三永久機関”コッペリアの成れの果て。封印するだけでは勿体ないと彼が量産したが、試作品である。
全て女性型であり透き通るような蒼い瞳とプラチナブランドの髪を靡かせている。瞳に生気は感じられないが、その肌は紅を差したかのように熱と血潮が流れている。指先、手首、肘、スカートの先など身体の至るところに刃物を隠し、軽やかなステップを踏みながら凶刃を振るう。
Summon maxwell myths. 3S,nano machine unit
炎熱と極寒の風を纏い、背中に巨大な翼を持ち、剣と槍、鎧を携えた天使を召喚する。“煌焔の都”では十数体召喚している。
生物とは思えない外見にも拘らず、鋼の表皮は血が通っているかのように脈打ち、その胸には華の蕾をモチーフとした“第三永久機関”の旗印が刻まれている。鎧の中は伽藍同であり生命が宿っている様子はない。その身体は霞を攻撃したかのように手応えがなく、身体を粉々に打ち砕かれても霧が収束したかのような形で修復される。マクスウェルと同じく空間跳躍が可能で、知性はともかくとして、その一撃、素体は神霊クラス。

オルフェウス
旧“ノーネーム”の金糸雀の師。
レティシア＝ドラクレア
声 - 巽悠衣子
“箱庭の騎士”と呼ばれる純血の吸血鬼。吸血鬼の王族であり、わずか12歳で“龍の騎士（ドラクル）”にまで昇り詰めた最強の吸血姫。王位を継いだ吸血鬼のコミュニティの長。反逆者たちの虐殺を行った“串刺しの魔王”。魔王ドラキュラ。普段は金髪の美少女の姿だが、それは特注のリボンを使った変装であり、外すと大人の女性の姿へと変わる。
魔王のゲームの際に連れ去られた仲間の一人だったが、“ノーネーム”がコミュニティ“ペルセウス”とのゲームに勝利したことで戻ってきた。現在は“ノーネーム”のメイドとして活動中。後にペストと白雪姫がメイドに加わったため、侍女頭に格上げされた。普段は温厚だが怒ると怖い。子供たちにも常に礼儀を重んじるよう諭すなど、時に厳しく、時に優しい性格の持ち主。
吸血鬼の純血と神格を持ち合わせていたことから「魔王ドラキュラ」と呼ばれていたが、“ノーネーム”にかけつけるべく神格を捨てたため、魔王と称していた時の力はかなり失われている。それでも純血の吸血鬼としての力は銃弾程度なら振り払える程で、三流まがいの武具や“龍の遺影”により、魔王の配下の者と対等以上に戦っている。
作中において、箱庭世界の歴史や前“ノーネーム”のメンバーについて詳しく知っており、物語が進むにつれ、全ての事情を推測し、答えに最も近づいてしまっている数少ない一人。それによって苦悩する場面が多々見られる。
箱庭開闢時代、“箱庭の騎士”としての功績から、増設された13番目の太陽主権が彼女に譲り渡される予定だったが、それを手に入れようとした一部の部下によって、家族、友人、同士を皆殺しにされる。彼女をスカウトするために、彼女の元を訪れた“遊興屋”から、嘘をついて無駄死にするか、反逆者を皆殺しにして“階層支配者”制度を残すために、同士殺しの魔王となるかを迫られる。魔王の烙印を受け入れた後、その部下たちに虐殺を行った「串刺しの魔王」にして。この時使用した“主催者権限”と蛇遣い座の太陽の主権は、彼女が行ったギフトゲームを金糸雀たちが太陽主権を使い、十二の星座を空から落とすことにより、中断され封印されていたが、魔王連盟によって封印を解かれ、十六夜たちにすべての条件を満たしてクリアされた。その後、蛇遣い座の太陽主権は“全権階層支配者”に与えられるものである為回収されたが、白夜叉が“階層支配者”を退く際に切り札としてレティシアに与えた。現在の箱庭では彼女は同士殺しの魔王として口伝されているが、仲間を大切に思う気持ちは物語随所でうかがえる通りである。
第二部『ラストエンブリオ』では“ウロボロス”の実態を探るために、“ウロボロス”に入り込んでいる。
- ギフトカードの色は金と紅と黒のコントラスト。

純潔の吸血姫（ロード・オブ・ヴァンパイア）
レティシアのギフトカードに記されたギフトネーム。詳細は不明だが黒ウサギがこのギフトネームを見た場合、神格が失われていることが分かった。
龍の遺影
龍の顎のように数多の刃が擦れ合い無尽に切り裂く影。これは彼女が系統樹の守護者として“龍の騎士”に上り詰めた時に信仰していた龍の遺物。収縮、変幻、膨張、無数の槍など形を変化させることもできる。
投擲用のランス
鋭利に研ぎ澄まされた先端と巧緻に細工された柄を持つ長柄の武具。レティシア曰く三流まがいの恩恵。
十六夜とのゲームで摩擦で熱が起こるほどの速度で投擲したが、十六夜の一撃で拉げて鉄塊になり散弾銃のように、第三宇宙速度に匹敵する速度でレティシアに向かっていった。
蛇遣い座の太陽主権
“全権階層支配者”に与えられる太陽の主権。“階層支配者”制度の制定を目指した吸血鬼の働きに応えるために造られた急造の十三番目の黄道宮。
この太陽主権とレティシアの体を器に龍の純血種である太陽龍を召喚した。

### アヴァターラ
カルキ/殿下
組織の司令塔。リンやアウラ、グライア＝グライフの主人の白髪金眼の少年。未だ3歳未満であり、知識のみを与えられた存在で、コミュニティ運営やゲームに必要な知識を大量に与えられているが、一般常識はない。10代前半程度の外見年齢とは不相応な物静かさを持つ。産まれたての身に目的はなく、部下たちから期待を寄せられるままに行動している。
圧倒的な身体能力や強靱な肉体など、十六夜とほぼ互角の似た力を持つ神の“原典候補者”。“ノーネーム”の面々を圧倒し、黒ウサギに大怪我を負わせた。帝釈天の神槍の類いの武具は生まれついて効かない性質を持つ。
インド神群の宇宙観に記された四つの年代記、人類の文明の進化と最盛期の後に迎える滅亡、いわゆる終末論に対して人類末世を救うために現れた最後の英雄とされる。インド神群の太陽の化身にして釈迦と同列以上の霊格を誇る。アヴァターラ最後の化身にして、退廃の終末論を終わらせる最新最強の英傑（魔王）。霊格を完成させるのに赤道と黄道を合わせて十の星獣、太陽主権を集める必要が英傑はこの世に何人もいるものではなく、アルスター最強の戦士や太陽神（スーリヤ）の息子は一つで事足りるのに対し、二つあっても足りず、刃物を通さない獅子座の恩恵を顕現できるのは史上で二人に絞られる。
南の階層支配者“アヴァロン”を落とした功績が認められ、“原典候補者”に祀り上げられた。アジ・ダカーハ戦のあと、混世魔王の誘いに乗った殿下は、仲間や合流したジン達とともに「本物の」魔王連盟を作るために活動している。
アヴァターラ
殿下の所持する“疑似創星図”。“アヴァターラ”はインド神話に於ける“疑似創星図”の一つであり、外界に顕現するとされる退廃の終末論“カリ＝ユガ”を食い止める伝承を内包した、極めて強力な力を持つ“疑似創星図”。所持した黄道・赤道の太陽の星獣の伝承に適応した能力を得ることができ、一個で疑似創星図たり得る規模の世界を十も内包している。
アヴァターラ第二の化身“世界龍クールマ”
赤道龍の太陽主権を得た場合に顕現できる疑似創星図。瞬間的に霊格を大膨張させる力を得る。アジ＝ダカーハとの戦いで耀にこの能力で手を貸した。
アヴァターラ第四の化身“獅子の神獣ナラシンハ”
獅子座の太陽主権を得た場合に顕現できる疑似創星図。神造星造を問わず“この世の全ての武具を弾きかえす”力を得る。

虚星・太歳
“サラマンドラ”から奪った疑似創星図。純血の龍種以外の最強種を虚構世界に封印することができるが、最強種以外には霊格を半減させる程度の力しか発揮しない代わりに星霊と生来の神霊の二種の最強種が相手ならば実力差を乗り越えて勝利するという限定的な用途に特化している。
来寇の書（エリン・グリモワール）
10年前に巨人族が使い“アンダーウッド”を襲った“主催者権限”。本来なら巨人族にしか使用出来ないが、殿下は使用することが出来る。“原典候補者”の持つ力の一端とされる。
獅子座の太陽主権
十二星座の一つである獅子座の主権。獅子座のモデルとなったネメアの獅子によって守られ、所持している者に不断の恩恵を与え、あらゆる斬撃が通用しない肉体にする。例えそれが山を斬り海を断ち天を裂く類のものであっても獅子座の恩恵は問題なくはじき返す。
この概念を上回るには同様に星の恩恵を秘め、なおかつ必断の恩恵か、星霊殺しの恩恵が必要不可欠となる。
太陽に連なる伝承が無い者には、不断の恩恵以外を引き出すことは出来ない。
第一部第10巻でアジ＝ダカーハとの決戦時に十六夜に譲渡した。この太陽主権によって、十六夜は疑似神格・梵釈槍を体で受け止めてアジ＝ダカーハの心臓を貫く事ができた。

彩里 鈴（あやざと りん）
ノースリーブを着込み、腰まで伸びる艶やかな黒髪の少女。腰から下げている革のベルトには何本もの短刀を収めている。
ゲームメイクを任されており、最終決定は旗頭である殿下の役目だが、そこに至るまでの作戦は全て彼女が考える。その直感と駆け引きの実力は高い。
アキレス・ハイ
概念的な“距離”を支配する空間操作のギフト。対象の到達速度・到達時間を間接的に操作できることと同義の能力とされる。相対的な距離を操るこの恩恵は自身防衛において最強の一角の能力で殿下曰く、ある種の究極のギフトである。
彼女に対する攻撃は「当たらない」でも「通じない」でもなく「届かない」。この能力で周囲と「距離の壁」を構築してしまえば声を遮断することもできる。
使用条件、効果範囲、正式名称は不明。

アウラ
ローブのフードを深く被る魔女（フェイ）。
- ギフトカードの色はシアンブルー。

黄金の竪琴
ケルト神群の大神の由緒正しい竪琴。“来寇の書”より召喚された“トゥア・ハ・デ・ダナン”の神格武具。敵地にあってなお、目覚めの歌で音色を奏でる神の楽器。宿る力は喜鬱（士気）の操作、睡眠の誘惑、天候操作。

グライア＝グライフ
漆黒の総身を持つ一本角の鷲獅子。ドラコ＝グライフの弟。胸元に“疑似・生命の目録”が刻まれている。グライアによると“生命の目録”を胸に刻んでいるのは、自身が主神の呪いから“生命の目録”に生かされていると発言している。
黒龍
巨大な四肢と龍角を持つ漆黒の西洋龍。口内に炎を蓄積し、地盤を貫通するほどの破壊力を持つ熱線として放つことができる。熱線が着弾した場所からは炎の嵐が起こる。
レティシアのギフトゲームで耀と対峙した際に変幻したが、耀の“生命の目録”が変幻した杖に敗れた。

混世魔王
“北の災い”。西遊記に記された“混世魔王”で、斉天大聖によって最初に倒された人物。“混”の一文字が縫われたフード付きのローブを着込んだ猿の姿をした化生。
国の乱れや世情の乱れから民草の不安が増長した際に現れる放蕩心の化身であり、混沌極まる混世で人の心の隙間に取り入り、“一事無成”、一事も成すことのない魂へと変質させる悪魔。大人を緩やかに堕落させて混世を築き、子供の放蕩心を増長させ親から孤立させる力を持つ。つまり周囲の大人の理不尽さに振り回された童心が造り出した悪魔であり、「未熟な子供の神隠し」の正体である。子供の放蕩心に宿る化身として、その姿は子供にしか見えない。
“煌焔の都”では「神隠し」の正体として見破られた十六夜に圧倒された挙句に追い詰められたところをリンとマクスウェルの魔王に助けられた。魔王にしては戦闘力は低いものの、キャンドルランプの配線を足場にするなど芸達者。また、己の姿を隠す恩恵を有しており、結びを解いた巻物から文字が顕現して能力を発動する。
彼の主催するギフトゲームはかなりの難易度と危険度があり、彼のゲームを経験して生き残っているものは少ない。その“主催者権限”によるゲームに参加できるのは一人限りで、“契約書類”も参加している本人のみ読むことができる。“主催者権限”によってサンドラの意識を消しその体を一時的に使っていた。
実は斉天大聖と実の姉弟。姉の霊格を完成させるため、斉天大聖に殺される為だけに星の地殻で手抜きの突貫工事で作られた劣等半星霊。彼女の温情によって生かされたがために彼女は地獄を見る羽目になり、混世魔王自身も生きる目標を失う結果となる。そのため自分の運命を定めた世界に対する復讐と、斉天大聖との決着を望んでいる。
斉天大聖への恨みから彼女の義兄弟の蛟劉を襲うために“階層支配者”召集会が行われた煌焔の都を訪れ、神隠しを行っていたが、煌焔の都に存在する人材、物資など全てを奪うというリンの言葉に感動し、その大願に同意、その場で殿下率いる組織へと加盟した。“絶対悪”との戦いの後は「本当の」魔王連盟を作るために行動しており、第二次太陽主権戦争で己の存在意義を問おうとしている。第二部『ラストエンブリオ』時では既に死亡が確認されていた。
虚度光陰
周囲一帯をモノクロームに色を奪い、対象の体感時間を静止させる力を持つ。「虚度光陰」とは中華系の意味で「光の如く虚しい日々が続き、何を成すこともない」ことで、日本の諺である「光陰矢の如し」をより怠惰的にした言葉。また日本では「混ざる」の意味で使われる「混」も、中華系では「無為に生きる」、「曖昧に暮らす」という意味に成り替わる。つまり「光陰矢の如し」が人間の体感時間の経過を示し、色を奪うのは「無為に過ごす」ことの表れとされる。

ジン＝ラッセル（ノーネーム）
声 - 五十嵐裕美
“ノーネーム”の元リーダー。11歳。所持するギフトは“精霊使役者（ジーニアー）”で、使役対象はペスト。“ソロモンの霊王”が恩恵を分け与えるために用意した試練の一つ、“アラビアンナイト”の試練をクリアした血族。
当初は絵空事を並べるばかりでリーダーとしての責務を果たし切れていなかったが、十六夜によって考えの甘さを思い知り、打倒魔王を掲げたコミュニティのリーダーとしての名を広めることで、コミュニティの再建を進めることになる。そして十六夜に引っ張られる形で“ノーネーム”書庫における学習と対魔王のギフトゲームでの経験を積み重ねることで、急速な進歩を遂げていき、その知識・洞察力・機転は成長し、かつて敵であったペストでさえ認めるほど、名実共にリーダーとしてふさわしい在り様を身に着けている。
精霊使役者（ジーニアー）
霊体の種族を隷属させて使役する、魔王の使役・封印に特化した恩恵。箱庭の四桁に鎮座する“ソロモンの霊王”が72の魔王を封印した功績で授かったと伝えられ、ジンの一族が“ソロモンの霊王”の用意した“アラビアンナイト”をクリアすることでこの恩恵を得た。現在は“ソロモンの霊王”のギフトゲームはすべてクリアされており、この能力を手に入れるには他の誰かが同じような功績を打ち立てる必要がある。
一度契約を結べばその支配力は絶大であり、己の霊格の大きさに問わず、相手が魔王であっても十全に支配できる。限定的な種族にしか作用しないことに加え、隷属関係を結ばない限り発動することはできないが、自然霊にも火霊を操り火（花）を、風霊を操り（そよ）風を、水霊を操り水（蒸気）を発生させるなど微力ながら効果はある。

ペスト
声 - 斎藤千和
14世紀以降に大流行した黒死病で命を落とした8000万人の死者の悪霊群の代表。肉体ベースは12歳。王号は“黒死斑の魔王（ブラック・パーチャー）”。 魔王だった頃のギフトネームは“黒死班の死神（ブラック・パーチャー）”。隷属後は“黒死斑の御子（ブラック・パーチャー）”。太陽の寒冷期を防ぎ黒死病の歴史を改変し、黒死病で命を落とした8000万人の人々を助けることを目的としている。
“幻想魔道書群”のリーダーが召喚しようとしたが、召喚途中に亡くなってしまった後、何らかの形で召喚式が完成して箱庭にやってきた。死霊群であることとは別に“ハーメルンの笛吹き”による信仰と恐怖を取り込んで神霊となり、代表として“グリムグリモワール・ハーメルン”のリーダーとなった。ハーメルンの魔道書から切り離されて神霊ではなくなり霊格が衰えたが、それでも白雪姫と同等の力を有している。
人間として生きていた頃はヨーロッパ圏に住んでおり、パンを中心とした洋食を好む。生前は麦の栽培に携わっていた事もあり、“ノーネーム”が稲作を推進することに不満を抱き、和食派の白雪姫とは喧嘩が耐えない（リリのご飯をいつもおかわりしているため、米が嫌いというわけではない）。また、かつて敵対していた事やジンに隷属しているためか、サンドラとも仲が良くない。肉体年齢は12歳であるため、胸が年齢的には特別小さいわけではないが、白雪姫に胸の大きさを指摘されたときは動揺していた。
いつかは必ず滅びるとわかっていながらも最後まで自分に忠を尽くしてくれたヴェーザーとラッテンには並々ならぬ思いを抱いており、召喚に使用されたを大事にしている。かつて「玩具にしてみせる」と豪語したジンに従わせられる立場になったが、本人はこの状況に意外と楽しみを見出している。
“火龍誕生祭”に突然現れて混乱させ、“The PIED PIPER of HAMELIN”を開催し、太陽の力が弱まっていたとされる太陽の氷河期の年代記を取り込み、白夜叉を封じるという極めて希少な“主催者権限”で優位に立つことに成功したが、黒ウサギのゲーム参加を認めたことが運命の分かれ道となる。その後、黒ウサギとサンドラと戦い圧倒するものの、ラッテン、ヴェーザーが脱落すると自身の能力による無差別殺戮を企てる。しかし、“ディーン”という不確定要素の乱入により失敗、最後は黒ウサギの“月界神殿”に飛ばされ、“疑似神格・梵釈槍”で魂まで砕かれた。
一度箱庭から消滅したが、魔王の隷属条件を満たした“ノーネーム”に、彼女を封印した指輪がギフトゲームの賞品として白夜叉より授与され、ジンの“精霊使役者”で彼を主人として再び箱庭に戻った。その際、彼女の神格は“黒死班の魔王”から“黒死班の御子”として顕現した。“ノーネーム”ではレティシアや白雪姫と同じようにメイドとして働いており、戦闘力に乏しいジンの警護役もしていた。
“黒死班の死神（ブラック・パーチャー）”
ペストが神霊だった時のギフトネーム。死の恩恵を与える黒い風を操ることができ、加減をすれば昏倒させる程度に抑える事も可能。
黒い死の風
触れただけでその命に死を運ぶ風。死の恩恵を与える神霊の御業。“与える側”の力。
“与える側”となったペストの黒い風は、触れるだけで全ての者に死を与える。ペストはこの一点において神霊として高い素養を秘めている。
権能未満の下位概念を無条件で無に帰させ、全能に至るものであっても権能未満の概念である限り突破できない。
命ある者に死を与える風であるため、ディーンのような命を持たないものに対しては効果がない。
隷属後は神霊として顕現できていないため、使用できない。

笛吹き道化の指輪
“グリムグリモワール・ハーメルン”の旗印が刻まれた指輪。
己の野望に殉じた同士の為に、何らかの形で“グリムグリモワール・ハーメルン”の旗印を残して欲しいと白夜叉に頼み込み、隷属の証として刻み込んで貰った。
魔王となり秩序の道を踏み外した彼女にそんな自由は与えられ無いが、その姿勢に更生の道を見出した白夜叉が聞き届けた。
ペストを顕現させる媒介だが、はハーメルンの笛吹きと無関係なので、顕現させる媒介としては弱い。

クールマ
世界王を名乗る純血の龍種である少女。“アヴァターラ”の王群の一人。その正体は古代インド神話にて語られる太陽の十化身の内の一人、アヴァターラ第二の化身“世界龍クールマ”。
神々の箱庭でも比肩する者は数えるほどしか存在しない“アヴァターラ”最高戦力の一人。第二次太陽主権戦争に参加する。
帝釈天とは過去に因縁があるが、当時は人間の姿をとって居らず、雌龍である事を知らなかった。
牛魔王
“平天大聖<天を平定せし者>”。美猴王と並び立ったとされる七大妖王の長でありコミュニティ“平天大聖”の頭首。
“魔王連盟”による“階層支配者”同時襲撃で“鬼姫”連盟へ助力に向かってから本拠に戻っておらず行方不明。第2部ではアヴァターラに加入している。
アルジュナ
帝釈天の息子。第二次太陽主権戦争では自ら参加するために年齢を下げている。
第2部で帝釈天の許しを得て第二次太陽主権戦争に参加しようと思い、帝釈天の前に姿を現すが反対され親子喧嘩を始めるが、帝釈天が霊格を失っていた為あっさり勝利。戸惑いながら止めを刺そうとしたところを黒ウサギに撃退されてしまう。
その後帝釈天の画策で白夜叉に金貨20万枚の借金を作ってしまい、借金の肩代わりを行った帝釈天と共に戦う羽目に陥る。
申公豹
第二部『ラストエンブリオ』に登場。

### 天軍

#### 護法十二天
帝釈天 / インドラ
箱庭の創始者であり“箱庭の貴族”である“月の兎”の主祭神。武神衆・護法十二天神の長にして箱庭の都市を統べる一人。インド神話最古の一角。3,000体もの神霊の上に立つ神王。善神を統べる護法の王。人類の文明の膿より生み出され、“拝火教”のアジ＝ダカーハと同じく“悪”の御旗を背負って生まれながら、後に“善”と“悪”という相反する二つの神格を得るに至り、善神の筆頭とまで呼ばれるに至った者。人に最も近い神霊であり、酒を好み、女を好み、戦いを好み、そして人の良性を愛した善と悪の神霊。太古の昔、文明発祥の地の一つにて様々な文明の裏側に潜み根を張った民族“高貴（アーリア）なる人類”の信仰を一身に受けた最強の軍神。ゼウスと並び称された存在。
アルジュナ曰く、かつてはシヴァより逞しく、ブラフマーより聡明だったという。鵬魔王には「動けばいらないことしかしない駄神」、蛟魔王には「天界のヤンキー兄ちゃん」と評される。本来ならばその力は全能領域に属するが、その力を他者に分け与えたことで霊格が縮小しており、更に第二部では霊格を黒ウサギに霊格を預けているために並の英傑かそれ以下の力しか有しておらず、息子のアルジュナに敗北するほど。
かつて例外的奇跡を引き起こし、本来は第二桁に住む者たちによる過半数の承認が必要な、歴史の根幹を変えるほどの変革、即ち神の視点の切り替えを起こし、己の手で惑星史を塗り替えることに成功した。
最強の軍神と呼ばれていたのは遥かな過去で、かつては最も強く聡明な神霊だったが、後の世の様々なプロパガンダと後続の神霊や人類史を存続させるために霊格を縮小せざるを得なかったという不遇な経歴を持ち、その力を様々な形で他者に分け与えた。インド神話最古の聖典“リグ・ヴェーダ”から後の叙事詩で急激に霊格が上がった神霊達はインドラから最強の座を譲られたことで初めて神群を成立させ、息子である英傑アルジュナも聖典に記された最強の力を分け与えられた。
ディストピア戦争ではインドに、イランに、ギリシャに、ヨーロッパ諸国に青き星に息吹く文明の希望を隠すように指示した。
金剛杵
掲げることで神雷を招来する。二叉の槍に変幻させることも出来る。
リグ・ヴェーダ
聖典“リグ・ヴェーダ”。神王インドラが最強の軍神だった頃の力を封印している書物。インドラ最大の切り札。
ヴリトラハン
“神殺し”と互角に戦いを成立させる権能。かつて世界を滅ぼしかけた天地一対の災厄“世界を覆う龍（ヴリトラ）”を殺したことによるヴリトラハンという二つ名の一つに由来する。
大地から現れ天空を覆い、日中夜の如何なる時間帯に於いても無敵の肉体を誇ったというこの巨龍を神王インドラが日中夜の何れでもない夕暮れ時に、唯一の弱点である口内を撃ち抜いて打倒した伝説は、神王インドラの最大の功績とされる。
箱庭の世界に数多の主神は居ても、過去に物質界で世界と人類の両方を救った明確な逸話を持つのは彼しか存在せず、以来、神王は夕暮れ時に限り“神殺し”が相手であっても同等の戦いを行うことが可能となった。
この権能の存在によって、帝釈天は主催者権限を作る必要性を感じていなかった。

地天 / プリトゥヴィ＝マータ
天と地が分け隔てられた時より存在する豊穣の女神にして、天地一対の地母神。
人類史の黎明期にてこの世に農耕文化を齎し人間に託した、文明発起の一端を担う神霊。地母神の中でも随一の霊格を誇る大地母神。未だに目覚めない地球の星霊の代行者にして初めの星霊候補者。母の星から命の根源を切り取れるように細工し、大地を拓き、耕し、育むという最小単位の恩恵の形のシステムを人類の解き明かさせ、星霊を“与える者”から“奪われる者”に変えた星の胎盤を切り拓いた女神。
菩提樹の種に地母神の神格を与え、瞬く間に限界を超えて生長させることにより、防御や捕縛に使用する。
第二部『ラストエンブリオ』では外界に降天し、本人が顕現している。
日天/スーリヤ
インド神群における太陽神。大英雄カルナの父親。
梵天/ブラフマー
インド神話群の最高神にして創造神。護法十二天のご意見番。
ブラフマーストラ
「殺す」ではなく「勝利する」という運命そのものの恩恵を宿した神槍。相手が何者にも破られぬ楯を以てしても、世界そのものを改竄し、あらゆる概念を凌駕する恩恵を引き出す力を持つ“疑似創星図”。

伊舎那天 / イザナギ
極東神。護法十二天の一人。
羅刹天/ラクシャーサ
鉄扇公主。護法十二天の一人。遊郭の取り締まりを行なっている。
ディストピア編で、「帝釈天が北側の化生遊郭を率いる大妖狐とヨロシクやってる」という噂を流していた。
毘沙門天 / ヴァイシュラヴァナ
インド神群の財宝護神。護法十二天の一人。鎧甲冑の男。
アイラーヴァタ
神々の戦車を牽く、雷雲で形作られた巨象の神獣。雷を纏う神々のヴィマナ。天空の象王と称される。
人化した際は、まるで象の鼻のように長く伸びた極太の紐が付随され、耳のようなパーツのある奇妙な帽子を被った少年の姿になる。帽子に付随した極太の紐を器用に操り、飛んできた槍を絡めとって受け止めたり、帽子を象の耳のように大きく広げて周囲を窺う。
変幻する際は人から雷雲に、雷雲から神象に姿を変える。主神と同じく天空の神格を持っており、神獣と化したその背に乗れば稲妻の如き早駆けを可能とし、足場の無い海を容易く走破する。巨像の足で蹴り飛ばせば、二つ先の谷まで吹き飛ばす。
ディストピア編では帝釈天と共に戦車を牽いて金糸雀達を迎えに行ったが、スカハサがバロールに対して放った“ガイ・ボルガ”が当たってしまい戦車ごと撃墜された。その後、スカハサに加勢するべく帝釈天を背中に乗せて飛翔した。
上杉謙信
“護法十二天”の一柱である“毘沙門天”の神格を預かる毘沙門天の化身（アバター）。越後の龍と呼ばれた武将。白い肌に長い黒髪をポニーテールにした18歳ほどの女性。
十二天の中で最も若く、他の化身と比べて歴史的にも浅い時代の出身者。戦国の時代の中でも最も多くの才ある武将たちが群雄割拠した時代に生まれ、百に近い戦場を駆け抜けた最強の武将。織田家、武田家、北条家といった日本屈指の武将たちと戦い、震え上がらせた戦国時代最強の武将として最初に名が挙がる武将。
その生涯で七十の戦場を踏み越え、僅か二回しか敗戦しなかったと伝えられる。自身を“毘沙門天の化身（アバター）”と称し、己の御旗に“毘沙門天”を示す『毘の一字』と“不動明王”を示す『懸かり乱れ龍』の旗を掲げていたという。生涯の多くを戦場で過ごした上杉謙信は後に“軍神”と呼ばれたと伝えられている。
上杉謙信公の女性説は、スペイン特使が残した報告書には“上杉謙信女性説”を裏付ける確たる証拠が存在したり、国内でも性別を疑うような唄が残っている。だが、容姿そのものは大和撫子の見本のような女性的な容姿であり、神々の介入無くしてはその秘密を守ることは不可能とされる。
猪武者で心根は清いが、上司である御門釈天のことを「人間の膿に掃き溜めたゴミクズのような男」と称するなど男らしい性格をしている。
刀や赤い長柄の馬上槍などを用いて戦う。技量は彩鳥に劣るが、瞬時に最善手を選ぶ事のできる経験の豊富さと、戦いの場で一度握りしめた得物をあえて手放す事が出来る並外れた胆力がある。腕が千切れようと足が千切れようと死なねば安いの侍精神で、敵の攻撃に対する攻略法が無い場合は真正面から突き進み、敵に突進する。
赤い長柄の馬上槍
成人男性一人分ほどの長さを誇る長柄の槍。

### フォレス・ガロ
ガルド＝ガスパー
声 - 安元洋貴
“フォレス・ガロ”のリーダー。人と虎と悪魔から霊格を得たワータイガー。
表面上紳士的な態度を取っているが、その実態はルールを曲げ、悪事を犯すことに何らためらいを持たない外道。飛鳥の“威光”により秘密を全てバラされ、飛鳥たちの怒りに触れ“ノーネーム”にギフトゲームを持ちかけられた。ギフトゲームを前にレティシアから鬼種のギフトを得るも、それにより人としての意思がほとんど消え去って野獣同然となり、飛鳥たちの前に敗れた。

### ラッテンフェンガー
群体精霊
ハーメルンで犠牲になった130人の子供たちの御霊が地精となったもの。
星海龍王から授かった珍神鉄で“ディーン”を造り上げた。“グリムグリモワール・ハーメルン”によるゲームの最中、ディーンを託すに足る存在として飛鳥を見出し、ゲーム終了後、飛鳥の“ノーネーム”への誘いを断って箱庭を去ることを決断。その際に、自分たちの開拓の功績をメルンに託すことで、メルンを箱庭で生きた証として残した。
メルン
声 - 久野美咲（とんがり帽子 / メルン）
長い旅路の果てに上記の群体精霊より生まれた群体の欠片。

ディーン
声 - 浜添伸也
“ラッテンフェンガー”が製作した紅い鋼の巨人。“ラッテンフェンガー”からギフトゲーム“奇跡の担い手”をクリアした飛鳥へ贈られた。
神珍鉄でできており、自身の大きさを自在に変えられる。本来、神珍鉄は大きさは変化しても重量は変化しないが、飛鳥のギフトによって最大十倍まで増大する。

### アンダーウッド
キリノ
“アンダーウッド”の精霊の一人である、樹霊（コダマ）の少女。弟はペストのゲームの際に飛鳥とディーンに助けられている。収穫祭では本陣営で受付をしていた。

### グリムグリモワール・ハーメルン
ペスト
声 - 斎藤千和
14世紀以降に大流行した黒死病の8000万人の死者の霊群であるルーキー魔王。

ヴェーザー
声 - 岩澤俊樹
“グリムグリモワール・ハーメルン”の一員。その前は“幻想魔道書群”に所属していた。
ハーメルンの街付近に流れるヴェーザー河の化身。地災や河の氾濫、地盤の陥没などの災害から生まれた悪魔を具現化した存在である。また唯一本来の“ハーメルンの笛吹き”の碑文に沿って生まれた本物の“ハーメルンの笛吹き”である。
元々は外界で“ハーメルンの笛吹き”だった者で、130人の子供のリーダー格で、新天地を目指した際に天災に襲われて死亡した経緯を持つ。
地災や河の氾濫、地盤の陥没などの災害の化身であるため土や水などを棍のような巨大な笛で操る。神格を得た後は、蛟劉と20発ほど殴り合えるくらいの実力を持つ。
“火龍誕生祭”に現れると同時に十六夜の強襲を受け、その知性と力を認めることとなる。最終決戦を前に、ペストから神格を授けられ、本気の勧誘を断られながらも十六夜と互角の勝負を繰り広げる。全力の勝負で召喚の触媒であった笛が砕かれたことで消滅した。
ラッテン
声 - 南里侑香
“グリムグリモワール・ハーメルン”の一員。その前は、“幻想魔道書群”に所属していた。
ネズミと人を操る悪魔を霊格化した存在で、本物の“ネズミ捕りの道化（ラッテンフェンガー）”。魔笛（フルート）の音色でネズミだけでなく人心を操る音楽を奏でる。
元々は外界で“ハーメルンの笛吹き”だった者で、130人の子供のリーダー格で、新天地を目指した際に人身売買の商人に襲われて死亡した経緯を持つ。
飛鳥との勝負で“ディーン”の一撃を受け致命傷を負う。その後、飛鳥に隷属している“ディーン”を操ってみせるよう勝負を挑まれ、その演奏で飛鳥を感動させるものの、“ディーン”を支配するには至らずに敗北。大怪我を負った状態で全力の演奏を行ったために霊格が保てなくなり消滅した。
シュトロム
声 - 浜添伸也
ドイツ語で「嵐」。暴風雨などによる災害の悪魔を具現化したと思われていた陶器の巨兵。
実際にはとある神様が造った泥人形のオマージュのレプリカのその眷属から派生した魔物であり、“ハーメルンの笛吹き”とは無関係である。複数存在している。
擬人化した笛のような姿をしており、全身の風穴から空気を吸い込み四方八方に大気の渦で乱気流を起こす。瓦礫を吸収し、圧縮して散弾の如く放出することもできる。

### スクナビコナ
一二三（ひふみ）
声 - 日高里菜
スクナビコナに所属している狸の耳と尻尾を持つ獣人の少女。スクナビコナの眷属。
リリの母親が神道系の神格者だったため、奉納用の神気を帯びた水として“スクナビコナ”の水を使っていたため知り合いで仲が良い。
白夜叉の命によりノーネームのメンバーを迎えに行っている最中に奴隷の売買をしているコミュニティに襲われたが、偶然居合わせたノーネームの主力メンバーに助けられた。
蛾（名前不明）
人間と同じ位の大きさの蛾の姿をしたスクナビコナの眷属。
当代一と謳われる幻覚使いで、幻覚を見せて操ったり、透明になって隠れたりする事が出来る。
女性を操って、晒と褌だけの姿にしていたが、名乗りの最中に十六夜のデコピンで倒された。

### 人類最終試練（ラスト・エンブリオ）
アジ＝ダカーハ
“拝火教”神群が一柱、五大魔王の三頭龍。数多の神群を退けた人類最終試練。白夜叉の居ない状態では下層では止められる者がいないとまで言われる。帝釈天と同一の起源を持ち、宗主より“悪（Aksara）”の御旗と箱庭第三桁を預かり、今生を魔王として過ごすことを約束された不倶戴天の化身。人類の膿から生まれた悪神。
夜天を照らす凶星のような紅玉の眼、顎から頭蓋を貫通した杭を打たれた異形の三本首の白蛇。蛇としてピット器官を備えている。背中に「Aksara」、「悪」の原語が刻まれた旗を、双肩にボルトで縫い留めて靡かせている。頭蓋の杭は200年前に戦った金糸雀たちが施した封印の一つである。外見こそ龍種に近いものの、霊格は神霊や悪魔といった霊的な存在に近いため、睡眠などは必要がない。
如何なる恩恵かは不明だが、陸かそれに等しいだけの質量をわずか三メートルの身体に凝縮しており、自身の霊格を切り分けて分身体に与えている。消費した霊格は時間経過で回復する。
“月の兎”の故郷である“月影の都”をわずか一刻で滅ぼしたその力は護法十二天にさえ匹敵する。強力な不死性を持ち、斬撃・打突を幾多数多振りかざしても死ぬことはない。悪神だが火を尊び崇拝する“拝火教”の加護を受けている。
三つある頭蓋の口内から炎熱を吐く事が可能で、疑似神格を宿した幾百の散弾を物ともせずに弾き飛ばし、ロンドンの街を分割するほどの力の奔流となって顕現する。
200年前、金糸雀たちによって“煌焔の都”の地下に封印されたが、リンの手によって封印を解かれ開放された。200年前の戦いで二つ目の封印を受けて身体能力を劣化させているが、基礎性能は“アヴェスター”で補っている。また、自身の影はレティシアと同様に操ることが可能だが、精度やスピードなどはレティシアとは比べ物にならないほど鋭く速い。
元々は人型であったが、人類最終試練と呼ばれるになり呪詛を浴びせられる内に肉体が現在のように変化した。“拝火教”悪神の母である彼の宗主が、“拝火教”という枠組みを超えてより強大な超越者としての視点から、人類が絶対に滅ぶ絶対の結末に涙しているのを見て、彼女の涙を少しでも拭うために、彼女の愛した人類が勝利する未来を造るために最も業の深い“絶対悪”の御旗を背負い人類最終試練になった。
彼の打倒には大量の戦力により、倒すにせよ封印するにせよ、まずはその膨大な霊格、質量を全て吐き出させる必要がある。つまり傷口から分身を産み落とす性質を利用して大量の分身体を倒し、急所である心臓の位置を明らかにするための戦力が求められる。しかし、分身体は数ある恩恵の一つでしかなく、倒すために必要不可欠な武器こそ、「勇気ある者の一振り」である。十六夜に「決して勝てない」と思わせるほどの強さを持ち、激戦の末、黒ウサギが放った、“疑似神格・梵釈槍”を避けて見せたが、それを受け止めた十六夜に心臓を貫かれ、恐怖に震えながら踏み込んだ勇気を讃えて消滅した。
第二部『ラストエンブリオ』では彼の化身の資格者である焰の夢の中に度々現れ、焰と十六夜の方向性が人類の未来ということになったことで焰の中から消滅するはずだったが、クリシュナを名乗る“同類”がいたことによって焰の肉体を使って顕現した。
双頭龍
本体の傷口から噴き出した血液を浴びた大地、溶岩、朽ちた大木を双頭龍へと変幻させる。
第一世代は神霊級の強さを誇り、本体の命令を忠実に従うのみで意思や感情は宿っていないが、闘争の点においては知恵が回る。
その強力性は本体自身の霊格を切り分けて与えられており、翼を持つ眷属は霊格を多く消費する。消費した霊格は時間経過で回復する。
千の魔術
魔術・錬金術・科学技術などの歴史ごとに名称を変える「術の全て」の知識の恩恵
伝承では千の魔術を行使する魔王であると記述されているが、古代において魔術とは科学・医術の代替品だった場合が多く、その内容を詳しく記述した書物が存在しないにも拘らず伝承が残っているのは、魔王としての知識量を意味しているとされる。
幾千もの“主催者権限”を受けてきたにも拘らず簡単に封印することができなかったのは、ゲームに有効な知識を無条件で得られるような恩恵を所持していたとされている。
アヴェスター
“アヴェスター”起動――相剋して廻れ、の言葉と共に顕現する“疑似創星図”。
二元論を最速で構築できる相剋の“疑似創星図”で、相手の恩恵を含めた額面上の性能を全てそのまま己に上乗せする恩恵であり、神霊が数を揃えても彼に力及ばぬ理由は、神霊の数だけ力を得てしまうことになるためである。相手の宇宙観の反面を模倣して取り込み限定的に行使することができる。ただし、彼本体とそれを共有し合う種族だけは数を揃えたとしても一体以上は模倣できない。つまり元々人間だった彼に、同じ人類の血を引く者だけが“アヴェスター”の影響を掻い潜って挑戦できる。伝承でも彼は世界の終末に現れ「人類の未来を救う英雄」により打倒される運命にある。
覇者の光輪（タワルナフ）
伝承で世界の三分の一を滅ぼすと伝えられてきた閃熱系最強の一撃。終末論の引き金を引く力を召喚し、炎熱として扱う恩恵である。永久機関を地球環境を破壊しつくす超兵器として使用したことにより生まれた恩恵。

コッペリア
南側で“退廃の風”に封印されていた人形。自分（第三永久機関）を完成させるというパラドックスゲームを開催していた人類最終試練。翠色の髪に蒼い瞳を持つ。
“ディーン”の神珍鉄を使用することで神造永久機関として完成したが、本人は第三永久機関として完成していることを望んでいるので、自分を完成させる相手を探すために、今は“龍角を持つ鷲獅子”に身を寄せている。また、“龍角を持つ鷲獅子”にはゲームメイカーがいないため、彼女がその役割を担っている。
彼女を模した人形がマクスウェルによって量産されている。“第三永久機関”の正当な霊格を持つため、マクスウェルが滅ぼされた後に、その霊格が移譲された模様。
退廃の風（エンド・エンプティネス）
信仰を廃れさせ、畏怖を忘却させ、研鑽を途絶えさせる姿なき無貌の魔王。数ある魔王の中でも取り分け特異とされ、彼らが“天災”と称されるようになった元凶であり最上級に危険な天災の一つ。天災であるが故に目的はなく知性を持たない。時に試練のロジックとして、時に時勢の荒波として、時間という概念の最果てより訪れ、追憶の彼方へと去るだけの存在。所在が明らかになっている数少ない一桁ナンバーである。便宜上、魔王に位置付けられているが、この“退廃の風”は世界の法則、いわば全能の一端とも言える存在である。
“徘徊する終末論（ラスト・デカダンス）”、“最果ての暴君（グリード・クラウン）”、“共喰い魔王”などこの神々の箱庭で数多の名を持つ天災の代名詞。神仏の、生命の、星々の輝きを喰らう生粋の魔王で、如何に尊い意思が募ろうと関係なく、恩恵の有無を問わず、あらゆる物質、概念を摩耗させる。“アンダーウッド”収穫祭では決して到達できない存在、つまり喰い尽くせない無限のご馳走である第三永久機関・コッペリアを封印していたが、神造永久機関という仮の形であれ完成したことにより箱庭の中心へと去っていった（本当に退廃の風を退散させたのは十六夜の中にある永久機関だと判明）。
風の色により桁数が異なり、黒が最も強く、白が最も弱い。収穫祭に現れた鈍色の“退廃の風”は五桁に該当し、格上の霊格を退廃させることはできない、正確には“喰らうことを許されていない”ため、“倒すには該当する階層以上の旗印が必要”となる。
“退廃の風”が人類最終試練に位置付けられているのは、最終試練攻略のためのタイムリミットとしての機能があることによる。収穫祭に現れるまで200年姿を見せなかったのは、アジ＝ダカーハが封印されていたことが原因である。アジ＝ダカーハの封印が解かれ、タイムリミットが過ぎてしまえば箱庭全土に“退廃の風”が吹き荒れることになっており、上層の者達はこれを逃れるために新たな箱庭の構築と移設の準備に勤しんでいたが、十六夜達の健闘により最悪の事態は免れた。
第二部『ラストエンブリオ』では依り代を得て、別の形で現れようとしているとアジ＝ダカーハが語った。
閉鎖世界（ディストピア）
最強の神殺しといわれた人類最終試練。カナリアたちの奮戦により「消滅」という形で倒された。なお、彼の支配下の人間はノーフォーマーとなり魂格が摩耗、消滅した。
“極西の魔王（Far west）”、“人類最終観測者（Last observer）”、“神喰らい（God eater）”などの王号を与えられた最強の魔王の一角。箱庭の西側を支配した大魔王。

### カナリアファミリーホーム
金糸雀（カナリア）
声 - M・A・O
“アルカディア”の参謀。西側のディストピア出身の詩人。白いトレンチコートに革のロングブーツ、左右の耳に逆廻きの貝殻のピアスを身に付けている金髪の女性。
幼い頃にコミュニティに招いた黒ウサギと十六夜の双方に大きな影響を与えた人物であり、特に黒ウサギは彼女の救出を困難に耐えるモチベーションにしている節があるが、「異世界に流されそのまま死んだ」結果が確定した以上もはや救出の目はない。
外界で“歴史の転換期”を引き起こすことができる。クロア＝バロン曰く、その凡才っぷりは、クロア、大聖、帝釈天、クイーン、オルフェウス、その他多くに苦労をかけていたという。
3年前にコミュニティが魔王に敗北したことで外界へ追放され、自ら十六夜と接触し、彼と世界中をめぐった後に“カナリアファミリーホーム”を設立。本来不可能なはずの外界で世界を改変する詩を謳い自身の霊格と引き換えに“歴史の転換期”を引き起こしたが、神群の中核になることはできず、神格が宿ることもなかったことで霊格そのものが摩耗しすぎてしまい、息を引き取った。強大かつ不安定だった十六夜を世界に適合させるという難事をこなしてのけ、さらに奇妙な遺書まで用意して十六夜を箱庭に導き、その力を存分に発揮させるお膳立てまでして見せた。
西郷 焰（さいごう ほむら）
第二部『ラストエンブリオ』のメインキャラクター。ボサボサ頭に眼鏡をかけた15歳の少年で、実兄である十六夜を「イザ兄」と呼ぶ。
十六夜のヘッドフォンを作った人物であり、一度バラバラにした物から瞬時に構造を理解し、時間さえあればパソコンを備品から全て組み立てることもできるその圧倒的な理解力と再現力、創造力に長けた才能で施設に招かれた。
第二次太陽主権戦争の予選ゲームに絡む形で現実世界に現れた金牛宮からの避難のために鈴華、彩鳥と共に箱庭へと訪れることとなった。第一部の頃よりも力が増しており、箱庭の力を帯びた物体を見るだけで何となく性質がわかるようになっている。曰く「自分の人生は彩鳥に買われたようなもの」。度々、夢の中にアジ＝ダカーハらしきものが現れていたが、その理由は焔が化身の資格者であるため。
兄同様、焰の心臓にも第三種星辰粒子体が存在しているがこちらは完全な休眠状態となっている。
ギフトネームはラプラスの小悪魔によると、“千の魔術（プロト・イデア）”。
千の魔術（プロト・イデア）
疑似神格・星牛雷霆（プロト・ケラヴノス）
中心にはめられた深紅のルビー一つあるだけのシンプルなデザインの大戦斧。牡牛座の太陽主権が形になった両刃斧は西欧、北欧、東洋の様々な神々の原型神器に相当する力を持つ。両刃斧は、最も神聖な獣の一つである牛の角に見立てられ、天空の支配者の象徴として扱われる事が多く、西欧ではゼウスの雷霆。北欧ではトールの鉄槌。東洋ではインドラの金剛杵とされた。
神雷を無限に溜め込む事ができ、短時間とはいえ刀身が赤く輝くほどの力を溜めれば、ミノタウロスの迷宮を即座に破壊できるほどの力を持つ。両端で敵を撃つ力強い造形は、主神や軍神の武器として見られ、“最強の証”とされたため、十二星座の中でも最強の破壊力を持つ権能を授かっており、本気で振るえば七里四方、地平線までが塵芥と化す。神々の武具に相当する金剛鉄の城塞であっても、一振りで両断することが可能。全ての力を解放したケラヴノスを防げるのは十二星座の加護を得た最堅の盾、山羊座のイージスぐらいとされている。
ミノタウロスがアステリオスとなった際には手のサイズに見合うほどに縮小し、またアステリオスの呼び声に合わせて飛翔し、手元に収まるなど攻撃能力以外も備えている。
焔に“疑似神格・星牛雷霆”を召喚された場合、アステリオスが一緒に召喚される。

彩里 鈴華（あやざと すずか）
第二部『ラストエンブリオ』のメインキャラクターである、15歳の色黒の少女。見た目のとおり、非常に活発な女の子である。
第二次太陽主権戦争の予選ゲームに絡む形で現実世界に現れた金牛宮からの避難のために焔、彩鳥と共に箱庭へと訪れることとなった。
“引き寄せる恩恵（アポート）”と“送り付ける恩恵（アスポート）”
空間転移の恩恵。鈴華自体は飛び放題だが、自分以外のものは右手の一直線上にあるものを、左の直線上に移動させるなど、色んな制約があり、同時に使用することも出来ない等不便もあるが、暖と寒、生と死、星と星などの境界を預かる神霊や悪魔でなければ不可能な空間跳躍の恩恵を人の身で扱うことが出来る強力な恩恵。
転送の際に物体のエネルギーも転移し、運動量を保ったままの転移を行う。転移した物体の方向を変えれば運動エネルギーの進行方向を変えることが可能。これを応用して、直線状の障害物関係無しに飛ばすことで装甲で隔てられている場所から砲弾などを装甲越しに飛ばすことが可能。また、引き寄せで所有権がある物を転移させた場合は所有権の強奪が可能。

アステリオス
金牛宮の化身。当初は伝承通りの人食い怪牛の姿をしていたが、真の名を取り戻した後は身体が収縮し、本来の姿である十五歳前後の白髪の褐色肌の少年の姿へと変化した。
ミノタウロスは先天的な怪物ではなく、元々は“星と雷光の御子”という意味を持つアステリオスという先祖の名を与えられ、王族として認められた人間。
食人の怪物“ミノタウロス”の正体は、天然痘に罹り永くない命を父王に斬首され、生贄にされた少年のクレタ島の王子アステリオスの王墓、“牛頭の人喰い迷宮（ミノア・ラビュス・ラビリントス）”。後に九年毎に七人の少年少女が生贄に捧げられた。
生贄にした際に“ミノス王の飼い牛”が語源のミノタウロスに改名したのは、島では牛に対する信仰が強く根付いており、流行り病の鎮静の儀式にも牛を生贄に与える風習があった為。
本来ミノタウロスが使う両刃斧は迷宮の語源にあたるラブリュスという恩恵だが、太陽主権を得るためのゲームでは牡牛座の主権が形になった“疑似神格・星牛雷霆（プロト・ケラヴノス）”をメインに使用する。
第2部では伝承通りの怪牛として、自らを軸とする第二次太陽主権戦争の予選で主催者として太陽主権によって仮初の命を与えられ召喚された。十六夜曰く、最初は知性が無く迷宮と同化して襲ってくるだけだったが、第三種粒子体を利用した医療用の粒子実験をした家畜の豚を食い荒らして粒子体を取り込んだ事により、ゲームのクリア条件を一部満たしたことで知性が芽生えた。更に半端な状態でゲームのクリア条件を満たしてしまったため、肉体の変化に苦しんだが、ジンが本当の名前であるアステリオスと呼んだことで人間の姿になった。焰によって、ミノタウロスではないと暴かれた後、角が砕け、完全に人間になった訳ではないが怪物ではなくなり、迷宮そのものが白亜の怪牛と化した。焰が“疑似神格・星牛雷霆”を使って迷宮を吹き飛ばし、ギフトゲームの全てのクリア条件を満たしたため焰に隷属し、外界に居住する。
ラブリュス
迷宮の語源にあたる小さな祭儀用の両刃斧。両手を捻り鍵穴を開くように、虚空を斬る事で迷宮のゲーム盤に対象を召喚できる。
迷宮に対象を招き入れる為に作り出された祭儀用で、戦闘に使われるものではない。
疑似神格・星牛雷霆（プロト・ケラヴノス）
中心にはめられた深紅のルビー一つあるだけの華美な装飾の施されていない巨大すぎる大戦斧。牡牛座の太陽主権が形になった両刃斧は西欧、北欧、東洋の様々な神々の原型神器に相当する力を持つ。両刃斧は、最も神聖な獣の一つである牛の角に見立てられ、天空の支配者の象徴として扱われる事が多く、西欧ではゼウスの雷霆。北欧ではトールの鉄槌。東洋ではインドラの金剛杵とされた。
神雷を無限に溜め込む事ができ、短時間とはいえ刀身が赤く輝くほどの力を溜めれば、ミノタウロスの迷宮を即座に破壊できるほどの力を持つ。両端で敵を撃つ力強い造形は、主神や軍神の武器として見られ、“最強の証”とされたため、十二星座の中でも最強の破壊力を持つ権能を授かっており、本気で振るえば七里四方、地平線までが塵芥と化す。神々の武具に相当する金剛鉄の城塞であっても、一振りで両断することが可能。全ての力を解放したケラヴノスを防げるのは十二星座の加護を得た最堅の盾、山羊座のイージスぐらいとされている。
ミノタウロスがアステリオスとなった際には手のサイズに見合うほどに縮小し、またアステリオスの呼び声に合わせて飛翔し、手元に収まるなど攻撃能力以外も備えている。
焔に“疑似神格・星牛雷霆”を召喚された場合、アステリオスが一緒に召喚される。

### その他の人物
カリュブディス
ギリシャ神群にて語られる神格持ちの海獣。大地母神ガイアの娘にして、ガイア直系の神獣。巨大な海月のように見得る姿に、牙のようなものがある無数に伸びた海綿体の触手を持つ。呪いが解けた後は、小人型の精霊になっている。
伝承では大地母神ガイアと海神ポセイドンの娘として生まれたカリュブディスは罪を犯したことにより、イタリアのメッシーナ海峡を護る海の獣に変えられ、陸地を隔てる海峡の神獣は大渦を造り出し、海を渡る英雄たちの旅路を阻んだと言われている。
ケルベロス辺りと同格で、100を超える触手で攻撃し、鍾乳洞の天蓋に届くほどの竜巻を起こす。第二部第五巻では飛鳥によって伝承と切り分けられて霊格が小さくなったが、カリュブティス本人が望めば元に戻ることは出来る。
アトランティス大陸の地底湖の守護者として招かれており、太陽主権戦争のゲームで敵ととして飛鳥と戦い、天叢雲剣によって霊格の本体と怪物に変えられた伝承を切り分けられ、呪いから解放された。
イシ
声 - 五十嵐裕美
十六夜の親友である、アルビノの子ども。生まれた時に生殖器を内外共に摘出されていたので性別は不明。
過激な宗教団体が人身売買で資金を得るため、とある紛争地域に造られた地下飼育場（メガフロント）で生産し飼育されていた。十三歳の十六夜が金糸雀との旅で地下飼育場を訪れた際、十六夜に助けを乞い救出された。だが、臓器を摘出された際の処置が不適切だったために傷口に細菌が入って対処が不可能になっており、現代の医療科学で出来たのは僅かばかりの延命措置と痛みを和らげることだけで、余命は一ヶ月とされた。余命の事を聞いたイシは「長く生きるのではなく、多くの体験をしたい」と望んだ。
金糸雀の協力で旅に出て、初めて見た海で十六夜と復讐について話した日から十二日後の夜、体調が急変し、意識不明のまま息を引き取った。
春日部 孝明（かすかべ こうめい）
耀の父親である彫刻家で、「アルカディア」の元リーダー。ディストピアを倒した影響で、“ノーフォーマー”になってしまっている。
彫刻家としての腕は白夜叉をして「神代の天才」と言わしめ、彼が作った彫刻は、“煌焔の都”の“星海の石碑”において殿堂入りを果たしている。階層支配者よりも強かったと言われ、ドラコ＝グライフと素手で殴りあったことがある。“生命の目録”を造り、自身で使用した後に耀に与えた。
見事な体躯と整った顔を持つ一方、暮ったいボロボロの服を好み、言葉数が少なく不器用で、都合が悪いと小声で話し出す。だが、仲間のために力を発揮することもある。
耀が所持している“Crescent moon No.16”というビンテージ物のヘッドフォンは、元々孝明のものだったレティシアは耀に「起こってからでは取り返しがつかない」と告げ、ヘッドフォンのことは伝えないようにと言っている。
10年前に“アンダーウッド”を魔王襲来から救い、3年前にマクスウェルの魔王と交戦し、手も足も出させず圧倒した。旧“ノーネーム”崩壊以降、消息を絶っており、生死が危ぶまれたが、生存が確認された。“生命の目録”の使用による副作用によって現在、耀との再会は叶わないでいる。
また、
遊興屋（ストーリーテラー）
コミュニティ“幻想魔道書群（グリムグリモワール）”を率いた伝説の魔王。幻想（グリム）の詩人。全200篇以上にも及ぶ魔書から悪魔を呼び出した驚異の召喚士。線が細かく背が高い切れ長の目の男で、「どこの」とも「何の」とも「何のため」とも理解できない装いで、出所も、製法も、目的も読み取ることができない風貌をしており、存在そのものを限りなく希薄にしている。
大規模な力を持ち、指先一つで城を呼び出せ、1篇から悪魔を複数召喚し、その魔書一つ一つに異なった背景の世界が内包され、その全てがゲーム盤として確立されたルールと強制力を持つという絶大な力を持っていた。“ハーメルンの笛吹き”だけでなく、“灰かぶり姫”や“靴履き猫”などの民間伝承を媒介に童話の悪魔として呼び出した。
200年前の“階層支配者”制度施行初期、吸血鬼の同士に裏切られ自暴自棄になっていたレティシアを一喝し、彼女が魔王になり復讐を果たすための手助けをした。ギフトゲーム“SUN SYNCHRONOUS ORBIT IN VAMPIRE KING”のルールを組み上げ、その内容から頭が切れることがうかがえる一方で、己の利益だけに固執せず、相手に救いの道を提示した上で交渉を持ちかけている。また数多の平行世界を旅し“箱庭の世界”を“可能性（異世界）に偏在する空間”と考えた。
あるコミュニティとのギフトゲームで敗北してこの世を去ったとされていたが、霊格を失った状態で生き延びており、現在は遊興屋（ストーリーテラー）として雇われ、“ウロボロス”に協力しており、リンからは「先生」と呼ばれている。“煌焔の都”でアジ＝ダカーハの前に姿を見せ、絶対悪との決戦を見ていた。
カーラ
レティシアが魔王になる前、吸血鬼のコミュニティのメイドをしていた侍女頭の吸血鬼。主人が求めれば、茶席の世話から料理・洗濯・掃除などの基本的な家事、菜園の手入れや着替え、知略・策略・謀略も用意し、暗殺から一番槍まで完璧にこなす、一族で折り紙つきの戦士であり対魔王戦のゲームメイカーでもあった。
美麗な金髪にメイド服を着込む。苺のように赤い唇に整った容姿と愛らしさを持つが、その腰には彼女の容姿とメイド服に似合わない、彼女の背丈ほどあろうかという巨大な大剣を提げている。美しい外見と明るい挙動とは裏腹に、彼女の視線には昏い魔性の光が灯っており、その眼光は騎士というよりは魔女であり、彼女の本質は魔性の類いであるとされる。レティシアのメイドをしていた「カーラ」と同じ名前で“煌焔の都”に現れた純血の吸血鬼が遊興屋と行動をしているが、同一人物かどうかは不明。
魃（ばつ）
中国神話に現れる干ばつを呼ぶ神獣である。黄帝の血筋である“魃”は生まれつき陽の光を呼び込み、雨風を消し去る力を持っていたという。魔王“蚩尤”との決戦の際、その力を行使した“魃”は穢れを浴び天に還れなくなる。しかし、ただ生きているだけで干ばつを起こす“魃”を地上に放置しておくわけにもいかず、黄帝は迷った末に箱庭の世界で保護することとした。長い月日が流れ、世代を繰り返しても天に還ることを望み続けた“魃”の末裔は、やがてその姿を怪鳥に変え、箱庭を彷徨っている。
正確には遠い系譜の末にあたる怪鳥だが、日照りを呼び込む力でコミュニティにも属せない哀れな幻獣であり、穢れにより神格をなくし、神気も衰え、知性も持たない。腕が一本、足が一本の怪鳥で、恒久的に高温を発し、不自然に陽炎が発生している。一時期南側を棲家とし干ばつを起こしたために、長く日照りが続き水不足などの理由から、動植物の生態系を大きく乱れさせた。その後、東側に追い出され、ノーネームの近辺に出現したが十六夜たちによって倒され、サウザンドアイズに売られた。
天然痘の悪霊（ヌグオ）
疫病神と呼ばれる神霊。神霊としての霊格は悪霊が神格を得た自然神といったところで、白雪姫と同程度。白夜叉が“階層支配者”を退いた後、地方の農村コミュニティに出没したのを蛟劉に倒された。
ラミア＝ドラクレア
“箱庭の騎士”と呼ばれる純血の吸血鬼。吸血鬼の王族。レティシアの妹。
吸血鬼のクーデターで死んだと思われていたが、実際に殺されたのは影武者で本物は生きていた。
詩人たちのレティシアの悪評を否定し続け、名誉と威信を守ろうとした。その献身的な姿を嘲笑うかのように詩人たちは唄い続けた。その身に受けた呪いは数知れず、まさに西欧から極東に至るまで洋の東西を問わずに広がった。それらの吸血鬼の醜聞により、吸血鬼が出展される全ての伝承（ものがたり）の主権をその身に宿らせた。
更には本来ならレティシアが受けるはずだった呪いまでも自ら受け入れ、最後には幾億の魔神に匹敵する恩恵（のろい）を授かることになる。“全能の逆説”のパラドックスゲームによって霊格を封じられなければ、その力は全能領域すら超越していたとされる。
その代償として、白く美しかった肌には鱗が生え、美しい金髪は白く脱色し大蛇のように荒れ、愛らしかった紅色の唇は耳まで醜く裂けて犬歯を剥き、宝石のような瞳は光を失い、子喰らいの呪いによって、子を身籠れば食い殺せずには居られない化生に成り果ててしまった。
子喰らいの呪いは王族としては致命的で、最後の王族が実子を殺す呪いを受けてしまった以上、吸血鬼の一族は断絶を余儀なくされた。その結果、一族はコミュニティを解散し、生き残った者は隠れ里にひっそりと住むことになった。ラミアは身籠った子を自ら喰わぬように己を封印し、王族の血を守る選択をした。
封印されるその最後に生まれて初めて世を呪い、この世のすべてを糾弾してしまいたかったが、それをすれば二代続いて魔王に堕ちたという悪名が吸血鬼の一族について回ってしまうため、胸を掻き乱すほどの苦渋を飲み干し、万斛の怨嗟を五臓六腑で噛み殺し、血族に多くの幸を願いながら己を無間に封じた。
パラシュラーマ
“アヴァターラ”第六の化身“英雄殺し”パラシュラーマ。全ての王族と英雄を撃滅する殺戮の賢者。
インド神群に所属する著名な英雄は武芸の流派を遡ると高い割合で彼女の弟子であると伝えられている。中でも彼女が弟子たちに伝えた秘中の秘に相当する奥義は英雄たちの窮地を幾度となく救った必殺の技であり、十六夜たちも伝えた技の片鱗によって多くの魔王を打倒している。だが、第六の化身として成した神の化身としての偉業は英雄の育成ではなく、神の化身である彼女の宿業は“この世の全ての武と不義の廃滅”。
血濡れの戦斧
衣服を濡らす返り血を触媒に召喚する戦斧。
プリトゥヴィ＝マータはこの斧と武と不義の廃滅者という言葉でパラシュラーマの正体を悟った。
“英雄殺し”の恩恵
敵対する英雄の恩恵を封印する力。これにより、あらゆる防備は張り子の虎と化す。
故に武技で上回るか、英雄の色を上回る神の化身に匹敵するほどの高い神性を所有していないと勝利することが困難となる。

疱瘡のカムイ
疫病神と呼ばれる神霊だが、霊格は白雪姫と同程度である。神格を得て襲い掛かって来たのを蛟劉に倒された。
ルー
天空神としての属性も色濃い、ケルト神群の太陽神。必中必勝の神槍と名高い“光の腕（ブリューナグ）”の所持者。
これはケルト民族の祖先を神と崇める祖霊崇拝という概念に基づいて描かれた偶像であり、本来であれば英霊にカテゴライズされる種だが、後天的な信仰により死後に神霊として成り上がった。
バロール
古代ケルト神群に記された「視た対象に死を与える権能」を持つ死眼の大魔王である祖霊。神霊でありながら“神殺し”であり、人類の幻獣である巨人族であり、箱庭の世界を荒らして廻っていた。祖霊の中では極めて強力な部類であり、“生来の神霊”と同等の力を秘めた数少ない例外。
槍を使い、所作一つで大気に亀裂が入り、三つの山岳と七つの森が引き裂く一撃を放つほどの力を有する。霊格の高い巨人族として“死の魔眼が開かれている場合にのみ傷をつけられる”という法則に守られており、法則を遵守していない場合は必断の魔剣すら弾くし、北欧や印度に語られる必勝の槍であろうと傷一つ付けることはできない。
バロールが王になる以前、先代のフォモール族の王は侵略から一族を救うために、人類を救い出す為にのみ使うことが許される星の巨釜を止める術のない死を呼ぶ黒煙を吐き出し続ける胎盤にしてしまった。黒煙が山を越え、海を越え、隣国にまで届いたのを知った少年のバロールは、愚かな先代たちの責を取る為、己が力の九分九厘と引き換えに黒煙を生み出す巨釜の力を己の体内に封印することで事態を収めた。その結果、生来の才能と“神殺し”を秘めた死の黒煙が融合した副産物として新種の病を操る力と視るだけで命を奪う死の瞳を手に入れ、この力によりフォモール族は次々と現れる侵略者を奴隷とし、隆盛を築き、巨人族の中でも最たる地位を得ていったが、それが一時の隆盛であることを知っていたバロールはやがて講和政策に着手し文明的な交流を始めた。その際、黒煙を吐き出さなくなった巨釜を隷属させた侵略者に与えた。
バロールの死眼
ケルト神話群において最強最悪とされた死の神眼。視るだけで死の恩恵を与え神々を薙ぎ払う死の魔眼。
バロールが幼い頃に“神殺し”を秘めた死の黒煙を生み出す、星の巨釜の力を力の九分九厘と引き換えに瞳に封じた結果、黒煙と生来の才能が融合した副産物として開眼した。黒煙よりも瞬間的な殺傷能力は上。
ケルト神群の伝承では、瞼を開いたこの魔眼そのものが弱点であると伝えられているが、この魔眼は大神ルーの神槍でも完全に破壊することは出来なかったため正確ではない。神槍の一刺しにさえ耐えた魔眼は、最後に死の黒煙という形で呪いを撒き散らして多くの巨人族を死滅させたと伝えられている。
死の黒煙
バロールが封印した真の“神殺し”で、バロールが死の魔眼を得るきっかけとなった一族の長たちが大釜から呼び出した黒煙そのもの。死眼よりも恒常的な殺傷能力は上。
人類を救い出す為にのみ使うことが許される星の巨釜を先代のフォモール族の王は侵略から一族を救うために使い、死を呼ぶ黒煙を吐き出し続ける胎盤と化した。
溢れ出した黒煙は侵略者を次々と絶死させたものの、止める術がなく、極西の島を覆うほどに蔓延していった。先代の長たちはこの時に巻き込まれて死亡した。
解放された場合、発生源である魔神が生存している限り黒煙は無制限に発生し、箱庭の世界を覆うまで止まらない。
帝釈天の“主催者権限”によって魔眼が封じられた際、死の魔眼から溢れ出した。

ヴリトラ / ヴァリトラ
かつて世界を滅ぼしかけた天地一対の災厄〝世界を覆う龍〟。
大地から現れ天空を覆い、日中夜の如何なる時間帯に於いても無敵の肉体を誇ったという巨龍。
神王インドラが日中夜の何れでもない夕暮れ時に、唯一の弱点である口内を撃ち抜いて倒した。
イソップ
世界三大寓話の功績を持つギリシャ神群の詩人。“龍角を持つ鷲獅子”の主催者権限をゲームリメイクした。
少名毘古那/少彦名
神道系の神霊。海より来る皇国の神。常世の神であり、酒造や温泉の神でもある。酒造や旅路などに加護を与えた神。
水源の開拓を行うが、悪童神としても有名で、定期的に奉納祭と称したゲームを行う。
アインシュタイン
相対性理論を確立させた人間。相対性理論が確立した時、アインシュタインの功績は星条旗と共に召喚された。
アインシュタイン以外の人間が相対性理論を確立させた場合、世界の終末が早期に訪れるレベルで現行の史実より酷い未来が訪れる可能性があるため、特例中の特例で召喚された。その結果、アインシュタインは莫大な霊格を所有することになった。現在は行方不明。
カラッチ・トーロ
『乙』で登場した肉屋の男性。相手を力で脅して不利なルールのギフトゲームに参加を強制させる悪党。
初登場時、巨大なミートハンマーでフェルナに襲い掛かっていたところ、十六夜が投げつけた紙くずのダメージで行動不能になった。復活後、十六夜たちに因縁をつけて煽り、ギフトゲームに参加させた。ゲーム中に落とし穴に落ちた黒ウサギに変身して入れ替わっていたが、十六夜に見抜かれ、迷路の果てに叩き付けられ、全てのクリア条件を満たされてゲームクリアされた。
迷路（仮称）
見た目は巨大な迷路の異空間。霧が掛かり遠くが見えないため、空中から出口が探せないようになっており、内部には落とし穴などのトラップも仕掛けられている。
実際には果てのある見た目より広さのない張りぼての造り。それを悟られないように黒ウサギに成りすまして誘導していた。
脱出方法のフェイクとしてミノタウロス伝説の壁画や短剣が用意されているが、本当の脱出方法は迷路を攻撃し空間を破壊すること。
姿を変えるギフト（仮称）
対象の姿に変身する恩恵。ただし変わるのは見た目だけで、能力などは真似できない。

## 用語

### 箱庭関連
箱庭
現在は強大な力を持つギフト保持者が面白可笑しく生活できる為に造られたステージであるとされ、神々の遊び場と化しているが、本来は外界を正しく発展させるために造られた神造世界、即ち第三点観測宇宙である。神霊種が人類史と共依存している世界であり、人類の破滅が確認されれば箱庭の世界は滅びる。これを神霊は総じて世界の終焉“終末論”と呼んでいる。
明確な“世界の果て”が存在する箱庭の世界だが、その表面積は恒星に匹敵し、世界軸という柱によって支えられている。中心を見上げた時の遠近感を狂わせるようにできており、肉眼で見た縮尺との距離の差異は大きい。箱庭を覆う天幕は、太陽にあたることのできない種族のために作られたもので、箱庭の内側に入ると不可視となる。
上層から下層まで七つの支配権に分かれ、数字が若いほど都市の中心部に近く、より強大な力を持つ者たちが住んでいる。一般的に七桁・六桁を下層、五桁を中層、四桁・三桁・二桁・一桁を上層と呼ぶ。上1桁が住所のようなもので、東：一〜三 北：四〜六 南：七〜九となる。東側の外門の外は世界の果てと向かい合っているため、他の地域に比べて閑散としている。最下層である七桁を除けば、それぞれの階層に求められる条件が存在する。本拠の階級を上げる方法は様々存在するが、分かりやすい一例として、六桁の門を越えるには、“階層支配者”が提示した試練（ゲーム）をクリアしなければならず、五桁の門を越えるには、六桁の外門を三つ以上勢力下に置き、その門に旗を飾った上で100以上のコミュニティが参加するギフトゲームの主催者を経験する必要がある。六桁外門への昇格は参加者・個人としての力を求められ、五桁外門への昇格は主催者・組織としての力が求められる。即ち六桁と五桁の魔王では使用する“主催者権限”の質と規模などその実力には雲泥の差がある。
一定のスパンで人工降雨が行われる。その時のみ箱庭の天幕が可視状態となり、光学屈折で作り出した雨雲を視覚に錯覚させる。つまりありもしない雨雲を「ある」と錯覚させた上で雨を降らせている。ここまでの高等技術を持ってまで雨風を起こすのは、古来天運天災に身を潜める修羅神仏にとって雨雲の有無の意味合いが大きいためである。また箱庭の天幕は満月であっても星の光は霞まずに目視しやすいように作られており、幾千万の星々もまた、箱庭のために造られた舞台の一部である。利便性の問題などで“境界門”付近しか都市開発されていないことが多く、未開発のまま野ざらしにされている森や海、資源、未開の土地のゲームもあるはずだとされる。
伝承に出てくる魔物たちとは和解しており、ギフトゲームなどの試練の手伝いをしてもらっている。現在も争っている種は相当危険な種か、呪いで怪物にされたままの種。
階層支配者（フロアマスター）
箱庭の秩序の守護者として下位コミュニティの成長を促すために設けられた制度。秩序を乱す天災・魔王が現れた際には率先して戦う義務があり、魔王でなくとも無法行為を働く者たちを裁く使命がある。彼らはその義務引き換えに、膨大な権力、強大なギフト、そして最上級特権“主催者権限”が与えられる。
また箱庭内の土地の分割や譲渡、コミュニティが上位の階層に移転資格を試す試練を行う、天候をある程度預かる、地域の活性化を促す大規模ゲームの定期開催、など数多くの激務がある。
現在の“階層支配者”は“サウザンドアイズ”の白夜叉、“ラプラスの悪魔”（現在休眠中）、“サラマンドラ”、“鬼姫”連盟、 “龍角を持つ鷲獅子”連盟。また白夜叉が神格を返上したために、東側は第1部5巻から蛟魔王・蛟劉が、第2部では“ノーネーム”が代行を務めている。
“階層支配者”が壊滅、もしくは一人となった場合に限り、“全権階層支配者”が選ばれ、暫定四桁の地位と相応のギフト、太陽の主権の一つ、そして東西南北から他の“階層支配者”を選定する権利が与えられる。
全権階層支配者（アンダーエリアマスター）
“外門の支配者”が地域を治めていた頃は修羅神仏入り乱れの大魔境であり、魔王に外門利権証を奪われれば“境界門”使用料が独断で定められ、外門の外に出ることも叶わず奴隷のように飼い殺しにされていた。そんな末世にあった下層に秩序を取り戻そうと旗を掲げた“箱庭の騎士”である吸血鬼たちが、その持ち前の力と知恵、勇気を以て次々と凶悪な魔王たちを打ち破り、それでも手に負えない魔王や外界に取り逃がした魔王もいたが、結果的に箱庭は安定期を迎えることに成功した。その後、下層は“箱庭の騎士”を中心に全外門で共通の規定を取り決め、法整備し、“階層支配者”と“地域支配者”制度を設け、東西南北の下層を見守る“全権階層支配者”として広く認められた。
“階層支配者”が壊滅、もしくは一人となった場合に限り、“全権階層支配者”が選ばれ、暫定四桁の地位と相応のギフト、太陽の主権の一つ、そして東西南北から他の“階層支配者”を選定する権利が与えられる。過去に就任した前例は白夜叉とレティシアのみである。
外門の支配者（ゲート・ルーラー）
“階層支配者”制度投入前の箱庭開闢時に各外門に決められた制度で、“境界門”の使用料も彼らの独断になるなど独自の裁量で地域を治め、魔王に支配された外門は出ることもできずに飼い殺しにされた。
地域支配者（レギオンマスター）
地域で最も力があると“階層支配者”に認められたコミュニティは、外門利権証を取得することで様々な影響力が発生する故に“地域支配者”と称される。
外門利権証
“地域支配者”が“階層支配者”の提示するギフトゲームをクリアすることで与えられ、箱庭の外門に存在する様々な権益を取得できる特殊な“契約書類”。外門同士を繋ぐ“境界門”の起動や広報目的のコーディネートなどを一任できる権利。

立体交差並行世界論
通称“歴史の転換期”と呼ばれ、箱庭の多岐集結型召喚式の一種。異なる事象が時間平行線で起きているにもかかわらず、結果が収束するクロスポイントがある、というもの。
全能領域
三桁に属する修羅神仏の総称。文字通り全知全能の力を持っているが、“全能の逆説（オムニポテント・パラドックス）”を始めとした様々なパラドックスによって箱庭では単体で全能を行使ことができない。
また、全能は創造は出来ても、創造したものを容易に改変することは“全能の逆説”の一部に抵触してしまう。
三桁に在籍している分には基本的に霊格は等価であり、反則なのは女王だけ。
全権領域
全ての権能を集めた者で、二桁に属する。元々は生まれた時から存在している宇宙真理（ブラフマン）の原型だった4人だけだったが、“全能の逆説“や“退廃の風（エンド・エンプティネス）”が権能の大半を封印した事が切っ掛けで全権領域（箱庭第二桁）の道が開けた。
現在は釈迦や白夜叉などを含めて十七人くらい存在する。また、釈迦に匹敵する存在として殿下が挙げられている。
歴史の根幹を変えるほどの変革、即ち神の視点の切り替えは、第二桁に住む者たちによる過半数の承認が必要となる。
忉利天
天軍を出撃させるために用意された現世と天界を繋ぐ門。三桁に座す強力な神霊たちが本来の姿のまま下界に顕現すれば、その存在だけで天地を揺るがす災害となりかねないため、その余波を軽減するために造られ、星辰体（アストラル）と物質体（マテリアル）を相互可逆させ環境に合わせた最善の姿で神霊や星霊を顕現させることができる。よってこの天門以外の方法で下層に降りる事は原則として禁じられており、天軍の所属コミュニティ以外の者が使用する際には帝釈天の許可が必要となる。
アジ＝ダカーハの手で一時的に使用不能な状態に陥っていたが、現在は修復され四桁までが繋がり移動可能となっている。
原典（オリジン）候補者
誕生が円環状になっている人間と神様の関係に対して「どちらが本当の原典（オリジン）であるか」を問うための代表者。
「神霊は人類の信仰によって発生する」、「人類は神々の恩恵を受けて進化する」。つまりは起点（アルファ）である造物主と、終点（オメガ）である創造物が同一の世界の箱庭が抱える最大の謎、鶏（カミ）が先か卵（ヒト）が先か、これまで解答が出なかったパラドックスゲーム、通称“Bootstrap Paradox(ブートストラップ・パラドックス)”に対して最終的な結論を導き出すための候補者こそ、彼ら“原典候補者”である。殿下が神の原典候補、十六夜が人間の原典候補となる。
候補者が終末論を乗り越えなければならないのは、起点を決めるのであれば終点も決めなければ辻褄が合わなくなり、両者の起源を決めるために候補者は人類最終試練を踏破しなければならない。
歴史の転換期（パラダイム・シフト）
人類だけでなく一生命体の単位で観測される節目、大規模な戦争や生態系が変わる規模の天変地異、それらが起こる時期のことである。数年単位でズレが生じる可能性がある。起こる時代が大まかに決まっており、時期による歴史の収束を促すために様々な形で“恩恵”が顕現する。つまりコミュニティのルーツを辿っていくと伝承・伝説・史実上の人物に行き着くことが多くなる。作中において、箱庭は異なる全ての可能性の収束点として描写されるため、箱庭に召喚されるためには、異なるすべての時間軸で同様の事象が観測されなければならない。
上層に割り込むほど大きな“歴史の転換期”が起きるのは17世紀前後までが最盛期であり、以降の歴史、特に19世紀以後は様々な可能性が多岐に亘って分割し可能性が収束されにくく、2000年代にもなれば神霊や悪魔が生まれる収束点はほぼ皆無、あっても都市伝説の規模となる。“歴史の転換期”を起こしたもの、あるいは重要な役割を占めるものは（後者はその信仰により）高い霊格を得る。技術的な“歴史の転換期”は本来であれば個人ではなく組織に依存することになる。ラプラスの悪魔やマクスウェルの悪魔のような理論の擬人化が行われるのは、理論に対する霊格の担い手が不確定であることによる。
数多の恩恵と強力な霊格が与えられる“歴史の転換期”はすでに強力な神群が信仰という根を張っているのが現在の世情である。また、「とある事実」において、太陽の周期などの大規模な出来事が原因となると、必然的に“歴史の転換期”を迎えることになるため、その事実は各世界の時間軸において不可避の未来となる傾向にある。
統一祖語の恩恵
箱庭の世界は読み書きができないと幻獣とのゲームが成り立たないため、史実の逆算による“全ての言語は最終的に統一される”という概念によって文字の類には“統一祖語の恩恵”が必ず使われている。偏在時空、第三点観測宇宙である箱庭が結果論オメガからの逆算を行い形にしたのがこの“統一祖語の恩恵”である。
箱庭の世界には様々な時代・種族が招かれる。本来なら言葉を交わす事など不可能なはずの彼らが意思疎通が可能になっているのはこの恩恵が常に箱庭の世界を包み込んでいるからである。
ノーフォーマー
箱庭の世界では“観測不可能になった者は霊格を消滅する”という大原則が存在する。これを俗に“ノーフォーマー”と呼ぶ。
後世の語り部たちによって改変された結果、真の歴史が観測不能になった物や人類史の中で焼き尽くされた文明や歴史、あるいは到達不可能となった未来が“ノーフォーマー”に相当する。本来なら、それらは一度失われれば、箱庭では観測不可能なままだが、巨大な“歴史の転換期”が起きて、“観測可能な時間流に変わった”場合は観測が可能になる。
消失祖語（ロスト・ランゲージ）
“読めない文字”ではなく“観測できない”文字。神代が成立する前後の時代に使われていた古代の祖語。人類史の発展と共に後の時代に使われなくなり、観測不可能になった人類の祖語の一つ。巨大な“歴史の転換期”が起こり、“観測できなくなった文字”が“観測可能な時間流に変わった”場合、観測不可能な文字が、観測可能な文字に変わることがある。
『カクヨム』の短編で、現在の紀元前八〇〇年が最古とされているケルト祖語より以前の代物で“来寇の書”の真典に相当する時代の文字が登場している。この祖語は魔王アジ＝ダカーハを倒したときに極大規模の“歴史の転換期”が起きて、“来寇の書”の真典が発見される時世に変化し、祖語の最古が変わったために力を取り戻したが太陽主権戦争の開催で次期が定まっていないため、読めない文字のままで固定されている。
人類最終試練（ラスト・エンブリオ）
人類を滅ぼし、神霊を殺し、現状の箱庭の世界を滅ぼす力を持った魔王。最古の魔王の総称であり、人類を根絶させる要因の試練が顕現した存在。明確な目的を以って人類と神霊を撃滅しにかかっており、己か敵の何れかが滅ぶまで戦い続けるという意思を持つ。彼らは“主催者権限”がそのまま擬人化したような存在であり“契約書類”などの概念を用いることなくゲームを開催し続ける事ができる。故に彼らを打倒するには膨大な知識量と発想の飛躍、そして不可能に挑み倒そうとする覚悟が必要となる。人類の悪性を糧に育ち、最後の魔王を生み出す胎盤を意味する。
人類の歴史を巡り神々が争っていた黎明期に突如として現れた災厄である。人類史が存続することを前提とした試練が行われている神々の代理戦争に対し、彼らは誰かが乗り越えない限り、人類または世界が破綻する可能性を秘めた最上級の試練。最終試練を越えることは人類史に必須であり放っておけば外界の人間にも影響する。拝火教の終末の女神の涙を拭うため、人類が滅ぶ要因を細分化、明確化し人類が勝利する未来を作るためにアジ＝ダカーハが人類最終試練を確立した。
「神霊は人類の信仰（観測）によって発生する」「人類は神々の恩恵を受けて進化する」。この神霊が発生する条件から、両者の起点と終点はどちらにあるのか、つまり起点（アルファ）である造物主と終点（オメガ）である創造主が同一の世界、それが箱庭の世界である。箱庭の有史以来最大の謎とされているパラドックス、鶏<カミ>が先か卵<ヒト>が先か、通称“Bootstrap Paradox”だが、これはすでに人界でも、人類の末世と呼ばれる2000年代で最も支持を受けたのは、神による世界の創造論だったと結論が出ている。この結論は時代の力ある宗派の影響が大きいが、世界（宇宙）を構築した一次的要因として創造論以外の説明が未だに立証できないという事実もあり、それは人類史が全ての時間を費やしても到達できない真実の一つである。だが、「人類の支持を得た」ことが「創造論の保証」になるのであれば、「世界の法則は人類の主観に左右されて構築される」、即ち人現原理こそが宇宙観の真実となる。そしてそれこそが“人類最終試練”を最強の神殺しへと押し上げている事実であり、人類と神霊が相互観測者ということは、一方が滅べばその関係は破綻する。つまり“人類最終試練”とは「人類全てを滅ぼす要因α」、これこそが人類に降りかかる最後の試練である。それを北欧では“ラグナロク”、インドでは“カリ＝ユガ”と呼び、遥か古代の文明から神々が警鐘を鳴らし続けたその収束点（オメガ）Xを、彼ら神霊は総じて世界の終焉、即ち“終末論”と呼ぶ。
“天動説”、“閉鎖世界（ディストピア）”、“絶対悪（アジ＝ダカーハ）”、“退廃の風（エンド・エンプティネス）”、“永久機関（コッペリア）”などがいるが、真に人類最終試練として扱われるのは、当時の箱庭に“踏破不可能”と太鼓判を押された、人類が人類を死滅させる魔王である“閉鎖世界”、“絶対悪”、“退廃の風”の三体。“天動説“の白夜叉は人類最終試練の一角だったが、仏門に隷属することで抑えている。人類が人類を滅ぼす以上、“実行犯は戦いの結果として、人類に見返りを求めない”存在でなければならず、権力者は条件に該当しない。
最終試練のタイムリミットとは、人類の破滅が外界で確約されるまでの時間を指している。もしもこれが真実であれば、破滅を迎えようとしているのはこの箱庭の世界ではなく、十六夜、飛鳥、耀が元居た世界ということになる。だが、「人類は人類の手で滅びを迎える」というのが最終試練に与えられた共通項であり、アジ＝ダカーハのような一部の権力者による滅びも結果的には同じで、20世紀に核兵器を始めとしたNBCR（大量破壊）兵器が存在しているように、人類の悪意の暴走は終末論の引き金を引くには十分な力がある。自然災害や隕石の衝突のような外的要因を伴う終末論との違いはここにある。これらの終末論は最終的に神霊や星霊の力で回避することが可能であるのに対し、人類が人類を滅ぼす終末を乗り越えるには、人類が霊長として次の進化を遂げる、つまり人類その物の倫理観が進化する必要がある。悪意に勝つ霊長としての進化は口で言うほど簡単なものではない。
なお、ディストピアおよびアジ・ダカーハが顕現したのは永久機関の開発および間違った使い方が原因である。
閉鎖世界（ディストピア）
啓蒙、自由思想の未発達な世界と永久機関の間違った使い方によって顕現したディストピアの魔王を倒す際に必要だった犠牲は、人類の数割が死に絶えるほどのものであった。
黒死病や疱瘡（天然痘）の大流行による農奴の激滅や生産性の減少、8000万の犠牲者。それにより農奴の社会的地位の向上が早まった結果、啓蒙思想・自由主義といった思想の発展を促した。本来であれば農奴の解放は1900年代最初期かその前後にまで延びるはずだったのだが、結果として啓蒙思想・自由主義といった思想の発展の妨げとなりディストピア思想を増長させる原因となる。つまり人類最大の試練であった黒死病の蔓延は、“閉鎖世界”へ繋がる未来を打ち消し霊長の進化を促すために必要不可欠なものだったのである。8000万の怨嗟を生んだ試練に絶対的な正当性はないが、大流行の事実を時代から抹消してしまえば、魔王ディストピアの復活に繋がると言われる。
絶対悪（アジ・ダカーハ）
彼が絶対悪として顕現した理由は、悪意ある権力者が永久機関を地球環境を破壊し尽くす、つまり世界を滅ぼす超兵器として使ったためである。しかもその権力者は特定の組織や個人ではなく、あくまで永久機関の知識を手に入れた悪意ある権力者のため特定するのは困難（アジ・ダカーハが群体の魔王として顕現したのはそのため）。
その悪意ある権力者を倒すのは永久機関の力を手にした「未来を救うことを確約された英雄」であり、永久機関の開発者という間接的な英雄か、永久機関の被験者という直接的な英雄である。十六夜がアジ・ダカーハを倒すことができたのは、永久機関を開発した両親からナノマシン状の永久機関の投与を受けていたからである。逆にいえば条件に合う人物以外は打倒は不可能。実際、天軍がアジ・ダカーハの心臓を貫いても彼を倒すことができなかった。
権力者の暴走は絶対悪の１つだが、世界を滅ぼす最後の引き金でしかなく、当事者ではなく只の加害者である。人類が生存を進めていく中、その軌跡で必然的に零れ落ちてしまった命の嘆きによって育まれた“人類の全てに復讐する権利を持つ者”こそが“絶対悪”の申し子となる。

神殺し
“人類滅亡の形骸化”の別名。終末の獣たち。
真の“神殺し”は二種類しかおらず、必ず大前提がある。
一つ目は世界史観に則った“神殺し”で、人類の動向にかかわらず、世界を終わらせる要因の半星霊化・擬人化。この場合はカルデラ噴火などが該当し、星の大動脈が決壊する時に魔王として現れる。この“神殺し”は、強大である反面、神霊による長期封印が有効である。また、目覚めただけで人類の存続を危ぶませるが、人類の絶滅を主目的としていない者がほとんどである。
二つ目が人類史観に則った“神殺し”で、人類最終試練（ラストエンブリオ）と呼ばれている。この“神殺し”は『人類が歴史を重ねた末に、人類の滅びが確定的である』場合にのみ現れる。この条件に符合する魔王は極めて少なく、『カクヨム』で連載しているディストピア編の時点では僅か三体しか存在しない。
前者と違い、彼らは明確な目的を以って人類と神霊を撃滅しにかかっており、己か敵の何れかが滅ぶまで戦い続けるという意識が彼らにはある。
“神殺し”を打倒した末に、箱庭は救済の力が人類に渡るよう歴史を正すことに成功したが、人類はその力を使って自滅する未来が確定してしまう。人類から疑似エーテル体を取り上げれば人類の自滅は避けられるが、その場合は“神殺し”によって人類までもが死滅する。
精霊列車
精霊の恩恵と彼らの通る道を奔る列車。様々な恩恵を宿せる万能の鉄“金剛鉄”を使う。動力は普通のレシプロエンジンだが、恩恵で浸水を防ぐ。擬似的な空間跳躍に近い霊脈の移動を利用することで、霊脈が引かれている場所に限り、物資も含めて数秒から数分で移動可能になる。これは利便性において“境界門“の数百倍に相当する。線路はまず、“サラマンドラ”の“アンダーウッド”、“龍角を持つ鷲獅子”の“煌焰の都”、“ラプラスの悪魔”の“デイリーウォーカー”、“鬼姫”連盟の“根の国・殺生宮”、“サウザンドアイズ”の各支店を繋ぐ形で敷かれた。
“サン=サウザンド”号
第2回太陽主権戦争の中枢と運営を担う、全長200m、幅30mの超巨大精霊列車。車掌は長靴を履いた関西弁の三毛猫。各動力部に群体精霊の巣を作り、燃焼で得たエネルギーを相互互換させることで、ほぼ100%の転換率で動力に変換している。
大きな分類としては異界舞台車両、参加者住居車両、特別貴賓車両の3つに分かれており、それ以外の車両は精霊列車の運営と娯楽施設に当てられている。

### 恩恵関連
恩恵（ギフト）
様々な修羅神仏から、悪魔から、精霊から、星から与えられた特異な力。様々な形に変幻し、生命に宿ることでその“恩恵”となる力を発揮するものである。
時代の収束点である“歴史の転換期”に合わせて顕現する力であり、人類史が正しい方向に進むために神々が与えるバランサーシステムでもある。箱庭に招かれる者に英雄英傑や、歴史的な著名人が多いのは、恩恵を回収する際にそのまま召喚されてしまった結果。
アルマテイアの時代では恩恵は必ず神霊・星霊・龍種の三種が力を与えたか、もしくは試練として与えられたもの。神々が試練を与えずに放置してしまった場合、どこかで人類の歴史そのものが途絶えてしまっていた可能性も存在する。
自然現象の循環は、“星の恩恵（テラ・マテリアル）”の総量を増加させる為にあるとされる。
ギフトカード
正式名称を“ラプラスの紙片”。全知の一端である“サウザンドアイズ”の大幹部“ラプラスの悪魔”が魔王用に作り上げたもので、所持しているかどうかで対魔王戦の生存率が大幅に上がるほど重要なギフト。カードには自身のコミュニティの名と旗印が記される。また、顕現しているギフトを収納、好きな時に顕現できる機能を持つ。収納したギフトはカードに収納物を示す絵と名前が記される。
ギフトネーム
自身の魂と繋がった恩恵の名称であり己の正体を示す。ギフトカードに表示される。
超能力
天性の恩恵の外界での呼び名。
霊格
世界に与えられた恩恵であり生命の階位。霊格を得る方法は主に、世界に影響・功績・対価を与えるか、誕生に奇跡を伴う遍歴があるか（先祖が神仏であるなど）、の二通りの方法がある。また、存在否定を成された悪魔は物理的な攻め手だけでも倒すことができ、本来であれば下級の亡霊程度の霊格しか与えられない。また、質量や熱量はそのまま霊格に置き換えることができる。霊格の根源は親から最初に戴く恩恵、“名”と“命”である。霊格は持ち主の魂と同義であるため、例え隷属させたとしても本人の許可なしには手に入れることはできない。
霊格の高さを示す指標は大まかに分けて三つ。前者二つは先天的霊格に位置し、後者一つは後天的な霊格の付与に位置づけられる。
一つ目は物質界に於ける総質量。先天的霊格に位置する。星霊が最強種に数えられるのは、この分野で頂点に立つ種族であるから。物質体（マテリアル）、星辰体（アストラル）、虚数体（タキオン）を統合させた完全生命体である星霊種は、三大最強種の中でも特に強大とされている。
二つ目が〝時間密度〟。これは霊格が発生してから現在に至るまで存在している時間、及び平行世界に於ける霊格の発生確率、存在密度が高ければ高いほど霊格は強く輝く。星霊種はこの分野でも強大だが、人類だと王族、半神半人などがこれに該当する。平行世界に於いて全く同一の事象が観測されるというのは、統計的因果律の中でも宇宙の発生と同時に確約されていなければ観測できない、最も強い霊格といえる。
三つ目は成し得た功績に依って得られる霊格。世界に与えた影響・功績・代償・対価。代表的なものだと土地の開拓、新概念の発掘、生贄の儀式などが該当する。“功績が存在しているということは 伝承が存在している”というのは真実とは少し異なるが、認識としては間違ってはいない。
「石が積もれば山に、山が繋がれば大陸に」、「水が蓄積すれば湖に、湖が集まれば大海に」、その双方が大量に集まれば、自然と星になる。これが、星霊が最強種と呼ばれるほどの霊格として顕現する理由の一つだが、霊格の存在密度の詳細は時間密度を計算しなければ算出できない。霊格を引き上げるのは神格の付与か似像（イデア）の規模を拡大させる類いの力が必要となる。
箱庭では存在している時間が長ければ長いほど霊格は強大になる。これは恩恵というよりも、時間流に偏在していられる箱庭を成立させるために設けられた自然的な法則である。年代記が同一の時間に存在しているといっても、文明の系統樹をたどっていけば互いの出自に前後の違いが必ず現れる。異なった二つの存在がぶつかり合い、古参が完全消滅するようなことがあれば、外界の歴史が根底から瓦解する可能性がある。そういったミクロやマクロの単位で無視できない大局的パラドックスを防ぐための予防措置の一つが「長寿の霊格ほど力を得る」という恩恵の正体である。それでも古参が消滅するようなことがあった場合、幾つかの例外的処置で再召喚、即ち再生が施される。それが消滅した本人が、それとも異なった可能性の別人かは、再召喚した者の気紛れでしかない。
神格
神霊に神として認められた位を指し、種族・物質の霊格を最高位にまで引き上げる恩恵。
例として、蛇に神格を与えれば巨躯の蛇神に、人に与えれば現人神や神童に、鬼に与えれば天地を揺るがす鬼神となる。
神格保持者は信仰で霊格の密度を高めているため、名を偽るだけでも霊格を減少させてしまうデメリットが存在する。
疑似神格
神格とは違い武具などに宿し恩恵の出力のみを上げる。神格級の武具でなければ負荷に耐え切れず霊格が摩耗し、壊れてしまう。
肉体に宿した場合は、恩恵を与えられた対象は絶大な力と引き換えに命を削られ、更に激痛が奔る。よって強靭な肉体、あるいは霊格がなければ長時間耐えられる代物ではない。

宝貝（パオペイ）
中華の仙道だけが創作できる武器型の恩恵。

### 外界関連
カナリアファミリーホーム
金糸雀が十六夜を引き受けるために作った児童福祉施設。研究施設のような真っ白な外観の5階建ての建物。親のいない子供たちを引き取って里親を募集するのが表向きだが、その実情は、世間一般では手がつけられないほど特殊な能力や才能を持つ問題児たちを引き受ける施設。
ホームの方針は、十六夜を引き取った際に金糸雀が取り決めたことだが、十六夜のような現実ではありえないような驚異的な力を有していたのは十六夜一人のみである。だがそれでも金糸雀の努力の甲斐あって、以下の面子は“十六夜の大切な人たち”に成り得た。
金糸雀が熱烈に愛好していたことから、ハロウィンは盛大に楽しむという決まりがある。
十六夜の旅立ちから3年後、12あった出資者が軒並み出資を停止し存続の危機に陥るも、エヴリシングカンパニーと焰が第三種星辰粒子体に関する契約を結んだことで立ち直る。
印欧祖語圏
インドラが所属する古代中東圏神群の名残が残っている諸国の俗称。
北欧神話、ローマ神話、ギリシャ神話のように巨大かつ強力な神話も例に漏れない。
ケルト神群は、印欧祖語圏の中で極めて古い神話体系を持つ。現時点で、その神話体系はアーリア人の影響を余り受けていない。
アーリア民族
インドラを崇拝した主な民族。
西は中央ヨーロッパ、東は中華の民に接触するほどに広大な地域に広がった。印欧祖語圏にインドラが所属する古代中東圏神群の名残が残っているのはその為。
終末論（カリ＝ユガ）
インド神話群の終末論。人類の文明の発展と共に民草から信仰が失われ、道徳心が欠如する末世。
天文学が絡んでおり、箱庭から観測した場合、解釈時期がバラバラで特定しにくい。循環する年代記の四番目に相当し、時が来たら新たな年代記に移り変わることで乗り越えられる。
破局的大噴火（ウルトラボルケイノ）
星の大動脈の決壊。俗に“巨釜噴火（カルデラボルケイノ）”とも呼ばれる。星が定めた人類史のタイムリミット存在しており、史上最大の星の息吹によって人類が滅びを迎えることが決まっていた。箱庭では地獄の窯と呼ばれていた。その噴火は人類史を百は滅ぼしても余りある力であり、昔の人類と神はその攻略できなかったが、西郷と呼ばれる男によって発案された環境制御塔によって人類の救済を可能とした。
血中粒子加速器（Blood accelerator）
通称B.D.A。星辰粒子体と対になる筈だった研究で、現在では星辰粒子体の増殖に転用される。植物ではなく動物に使われる物。体内に取り込んだ粒子体を“一秒の定義”に則り血中を秒間・約三十三万回転の循環を可能とする加速器。粒子体を保有した人体に使用した場合、人間の血管の全長は約十万キロメートルの血中経路を駆け巡る計算となり、この段階で光速の十倍を超越する。
体内の血中経路で少ない粒子を無理やり加速させると、ひどく衰弱してしまう。この状態が続くと、体内に残る粒子体が少なければ素体融解（メルトダウン）起こすことはないが、いつ周囲を巻き込んで崩壊してもおかしくない状態に陥る。
ヨーロピアン
耀の時代におけるヨーロッパの呼び名で、耀の時代ではゲルマンなどといった用語は死語になっている。
エヴリシングカンパニー
第二次世界大戦後まもなくヨーロッパで立ち上げられた世界でも五指に入る大商社。電子機器や医療・美容薬品、エネルギー開発などを手広く取り扱っている。立ち上げには向こうへ渡った日系の女傑が絡んでいると噂される。財閥の黎明期に“クイーン・ハロウィン”が支援したため、その旗印に酷似した商標を用いている。
第三種星辰粒子体の技術移譲と完成サンプルの解明を条件に、カナリアファミリーホームの出資者に収まっており、孤児院に在籍する78人の子供たちの衣食住と諸経費、学費を賄っている。ドイツ共立粒子体研究所“ユミル”と共に星辰粒子体の研究も行っている。
私立宝永大学附属学園
焰、鈴華、彩鳥が通うエスカレーター式の私立大付属校。大学内に初等部、中等部、高等部の校舎が存在し、グラウンドは学部ごとに1つずつある。エヴリシングカンパニーが経営に一枚噛んでいる近隣では有数の名門校。幼い頃から世界的な視野を育む為に中等部から産業連携による教育を組み込んでいる。ナノマシンの特許の一部をエヴリシングカンパニーに譲ることを条件に、初等部の試験さえ通過できればカナリアファミリーホームの子供は学費免除、以降も編入試験を経て入学することが許されている。

### ギフトゲーム関連
ギフトゲーム
恩恵を用いて競い合うための神魔の遊戯。箱庭では売買と同価値の興業として扱われており、箱庭の代表的文化体系である、とは表向きの話で、その実ギフトゲームとは、歴史の考察・外界の事象を形骸化して争う試練、及び代理戦争がその原型である。代理戦争の結果次第では外界の歴史が変化することもある。恩恵が時代の収束点、“歴史の転換期”に合わせて顕現し、恩恵と共に英雄英傑修羅神仏が召喚されてしまうように、様々な世界や歴史、系統樹のパターンを試しそのたびに回収した結果、箱庭そのものが文化体系を持つに至りギフトゲームの興業化に繋がったのである。
修羅神仏が人間を含めた様々な種に与える試練を形式化したものであり、ゲーム難度はそのまま己の格を表す。ギフトゲームは、暇を持て余した修羅神仏が人を試すための試練として開催されるゲーム、コミュニティの力を誇示するために独自開催するゲーム、の主に二種類があり、ゲームの勝者はゲームの主催者が提示した賞品を手に入れることができる。前者は自由参加が多いが、主催者が修羅神仏故に凶悪かつ難解な試練が多く、命の危険を伴うが見返りは大きく、主催者次第では新たな恩恵を手にすることもある。その難易度は主催者から参加者に対する信頼であり愛情であるように、その根底には慈しみが必ず存在する。後者はチップを用意する必要があり、金品・土地・利権・名誉・人間・ギフトなどを賭け合って行う。「力」「知恵」「勇気」などを試すゲームがある中で「運気」を試すゲームも数多に存在するらしい。また己のコミュニティのブランドを高く意識して出店する店はギフトゲームによる売買を行う。コミュニティ同士のゲームを除けば、ゲームそのものはそれぞれの期日内に登録すれば始めることができる。ゲームの趣旨やコンセプトを無視するのは本来ならルール違反となる。『ゲームの神聖を犯してはならない』という箱庭の子供ならだれもが知っている常識。
金銭を払って観客を招くゲームがあるが、最初の取り決めになく、状況が把握できないような隔絶空間でない限り侵入や途中参加はできない。しかし、“連盟権限”を利用した場合のみ、魔王に襲われたコミュニティに同連盟コミュニティが助太刀のために介入することができる。
ギフトゲームは能力不足、知識不足を不備としない。「空を飛べ」「不死を殺せ」と書いてあろうが、飛べぬ方が悪く、殺せぬ方が悪い。よって攻略するために無理難題を押し付けるゲームが確かに存在するが、“階層支配者”が主催するゲームは原則として「殺し」は“契約書類”に載せるまでもなくご法度なのが大前提であり、クリアすることが可能な物でなくてはならない。
試練そのものである最古の魔王たちを倒すことは物的には不可能であり、彼らに対抗するための手段として後に造られたのが、己の霊格を解放して試練と化す神魔の秘奥“主催者権限”でありギフトゲームの原型である。これこそギフトゲームが神魔の遊戯と呼ばれた本当の理由であり、神群と魔王の代理戦争の名残が幾星霜の時を経て今のような形となった。
魔王によるギフトゲームには必ず二つ以上のクリア条件、つまりゲーム終了条件が提示される。「魔王を倒すことでゲームクリア」「魔王を無力化することでゲームクリア」、主にこの二つで、クリア数や時間制限を指定されない限り、一つクリア条件を満たせば参加者側の勝利となる。三つ以上の勝利条件が提示されている場合は多ければ多いほどクリア条件が増える参加者側が有利となるため、逆に魔王側には有利なペナルティルールが敷かれている、もしくは隠されている。それでも、魔王とのギフトゲームでは魔王との直接対決は最後の最後、それも最終手段であり、如何にして魔王と戦わないかが生き残る上で重要となる。
パラドックスゲーム
解答の存在しないギフトゲーム。通称トラップゲーム。人類未到達の技術をクリア条件に持ってくることは決して反則ではなく、クリアが可能なものではあるが、実質的にはクリアが不可能なゲームである。
作中では永久機関の完成がクリア条件のギフトゲームが存在するが、この場合永久機関を作る技術を持っていない参加者が悪いという事になりゲーム自体に問題は無い。
Bootstrap Paradox（ブートストラップ・パラドックス）
18世紀ドイツに実在した貴族・ミュンヒハウゼン男爵をモチーフにした小説に登場するパラドックスゲーム。日本では「鶏<カミ>が先か卵<ヒト>が先か」の起因（アルファ）と終結（オメガ）が同一になるパラドックスが有名な話である。
箱庭の有史以来最大の謎とされているパラドックス、鶏<カミ>が先か卵<ヒト>が先か、通称“Bootstrap Paradox”だが、これはすでに人界でも、人類の末世と呼ばれる2000年代で最も支持を受けたのは、神による世界の創造論だったと結論が出ている。この結論は時代の力ある宗派の影響が大きいが、世界（宇宙）を構築した一次的要因として創造論以外の説明が未だに立証できないという事実もあり、それは人類史が全ての時間を費やしても到達できない真実の一つである。だが、「人類の支持を得た」ことが「創造論の保証」になるのであれば、「世界の法則は人類の主観に左右されて構築される」、即ち人現原理こそが宇宙観の真実となる。そしてそれこそが“人類最終試練”を最強の神殺しへと押し上げている事実であり、人類と神霊が相互観測者ということは、一方が滅べばその関係は破綻する。つまり“人類最終試練”とは「人類全てを滅ぼす要因α」、これこそが人類に降りかかる最後の試練である。それを北欧では“ラグナロク”、インドでは“カリ＝ユガ”と呼び、遥か古代の文明から神々が警鐘を鳴らし続けたその収束点（オメガ）Xを、彼ら神霊は総じて世界の終焉、即ち“終末論”と呼ぶ。
一つ間違えば“歴史の転換期”が起きてしまう“Bootstrap Paradox”は、起きれば箱庭の上層が征伐に向かう規模の大事件であり、箱庭の神々からも問題視されている。
全能の逆説（オムニポテント・パラドックス）
ギフトゲームの普及の際に発生したパラドックスゲーム。
これにより、箱庭の神々は権能の大半を封印されたが、それが切っ掛けに全権領域（箱庭第二桁）の道が開けた。
箱庭の神々はこのパラドックスゲームの一部によって一元論・一神教を基軸とした宇宙観を構築することが許されない。2000年代に実在する最大宗派が箱庭でその力を存分に振るえない理由がここにある。

契約書類（ギアスロール）
“主催者権限”を持たない者が主催者となりゲームを開催するために必要なギフト。契約は絶対であり、如何なるギフトも契約書類に背く場合無効化される。
ゲーム内容、ルール、チップ、賞品などが書かれており、コミュニティのリーダーが署名をすることで成立する。
“主催者権限”を使用した場合、空から“契約書類”降り注いでくる。
審判権限（ジャッジマスター）
“月の兎”の持つ特権の一つ。“審判権限”所持者がゲーム審判を務めた場合、両者は絶対にゲームルールを破ることができない。参加者がルール違反の判定を無理に揺るがすと盛大に爆死するらしい。“月の兎”が審判を務めたゲームは「箔」付き、つまりゲームの正当性が箱庭の名誉ある戦いに昇華され記録される。箱庭の中枢に記録されることは、コミュニティが誇りと御旗の下に戦ったという証として太鼓判が押されるため、“月の兎”の末裔たちは重宝されている。
制約
1：ギフトゲームの審判を務めた日より数えて15日間はゲームに参加することはできない。
2：ゲームに参加するには主催者側から認可を得らなければならない。
3：箱庭の外で行われているゲームに参加することはできない。
審議決議
“主催者権限”により作られたゲームルールに不備不正がないかどうかを確認するために、“審判権限”に与えられた権限の一つ。真偽に関係なく、ゲームマスターなどから申し立てがあり“審判権限”の発動が受理された場合に、ゲームは強制中断され審議に入る。強制的に中断できるため、奇襲を仕掛けることが多い魔王に対抗する一つの手段という側面もある。審議決議を行ってルールを正す以上、主催者と参加者は対等な関係となり、「このギフトゲームにおける遺恨を一切持たない」という相互不可侵の契約が交わされる。

主催者権限（ホストマスター）
ギフトゲームの強制召集権。神々が成した試練を再現し敵対者により上位の法則性を強要する権限。内的宇宙を解放し、最古の魔王を取り込むために造られた神魔の秘奥。悪用されるようになったのは、最古の魔王が駆逐され、箱庭の世界が安定を迎えた後のことである。
魔王の代名詞として広く知られているが、その本質は、「罪を犯した者を裁くための試練」「信仰心を裏付けするための試練」「新しい進化を迎えるための試練」であり、こういった善性の試練を世界に与えるための、神々の恩恵すら超える最強の強制執行権というのが本来の姿である。
成し得た事実からの逆算でゲームを制作するのは、勝者だからこそ得られる権利でノーリスクのギフトゲームを開催できるが、敗者は勝利を成された事実の逆算からゲームを制作しなければならないため、己の弱点を晒すことになる。
試練そのものである最古の魔王たちを倒すことは物的には不可能だが、“主催者権限”によりゲーム盤が召喚された場合はゲームがクリアされるまで外に出ることはできない。このように、彼らに対抗するための手段として造られたのが、己の霊格を解放して試練と化す神魔の秘奥“主催者権限”でありギフトゲームの原型。
魔王の“契約書類”は神々のそれと違って法則や秩序、歴史に反したものとして描かれる。その証として、“契約書類”は黒い羊皮紙となる。
魔王
“主催者権限”を持つ箱庭に蔓延る天災。魔王とはあくまで“主催者権限”を悪用する者たちを指し、その中でも生来の魔王は秩序と二律背反する世界に生まれた膿であり、世が正しくあるために世を律する絶対悪として、己の悪行を悪と見定めた上で強権を振るい、己の魂と存在の全てを賭けて法律<ルール>を定め、世界にそれを強制させる力と覚悟を持つ王である。
魔王の隷属は“主催者権限”を強制したゲームを完全勝利で飾ることで成される。魔王が隷属されて再召喚されるのは、烙印に刻まれた禊をするためである。
個別の旗印を掲げた魔王は決して旗を束ねることはない。彼らが「天災」と称されるのはその孤高の誇りにこそある。魔王アジ＝ダカーハは現在ほど強大な魔王ではなく、東洋神であれば十二天神や“斉天大聖”、西洋神であれば戦女神や死者の王らと同格程度だったが、アジ＝ダカーハを筆頭に何体かの魔王がある日を境に一斉に、それこそ一体一体が百万の神群を退けられるほどにまで霊格を肥大させたらしい。

### 疑似創星図関連
疑似創星図（アナザー・コスモロジー）
神群の秘奥。あるいは神群を構築する世界（うちゅう）そのものといってもいいもの。北欧神群のアースガルド、仏門の三千世界、“拝火教”の善悪二元論、“天の赤道”の鏡像の“虚星・太歳”、ケルト神群の偽史書の“来寇の書”などが存在する。
“疑似創星図”を抑えられると神群の霊格を保てない。

#### 疑似創星図一覧
アヴェスター
「“アヴェスター”起動――相剋して廻れ」、の言葉と共に顕現する“疑似創星図”。
二元論を最速で構築できる相剋の“疑似創星図”で、相手の恩恵を含めた額面上の性能を全てそのまま己に上乗せする恩恵であり、神霊が数を揃えても彼に力及ばぬ理由は、神霊の数だけ力を得てしまうことになるためである。相手の宇宙観の反面を模倣して取り込み限定的に行使することができる。ただし、彼本体とそれを共有し合う種族だけは数を揃えたとしても一体以上は模倣できない。つまり元々人間だった彼に、同じ人類の血を引く者だけが“アヴェスター”の影響を掻い潜って挑戦できる。伝承でも彼は世界の終末に現れ「人類の未来を救う英雄」により打倒される運命にある。
アヴァターラ
殿下の所持する“疑似創星図”。“アヴァターラ”はインド神話に於ける“疑似創星図”の一つであり、外界に顕現するとされる退廃の終末論“カリ＝ユガ”を食い止める伝承を内包した、極めて強力な力を持つ“疑似創星図”。所持した黄道・赤道の太陽の星獣の伝承に適応した能力を得ることができ、一個で疑似創星図たり得る規模の世界を十も内包している。
アヴァターラ第二の化身“世界龍クールマ”
赤道龍の太陽主権を得た場合に顕現できる疑似創星図。瞬間的に霊格を大膨張させる力を得る。アジ＝ダカーハとの戦いで耀にこの能力で手を貸した。
アヴァターラ第四の化身“獅子の神獣ナラシンハ”
獅子座の太陽主権を得た場合に顕現できる疑似創星図。神造星造を問わず“この世の全ての武具を弾きかえす”力を得る。

ブラフマーストラ
ブラフマーが所持する疑似創星図。「殺す」ではなく「勝利する」という運命そのものの恩恵を宿した神槍。
相手が何者にも破られぬ楯を以てしても、世界そのものを改竄し、あらゆる概念を凌駕する恩恵を引き出す力を持つ“疑似創星図”。
これは宇宙真理<ブラフマン>の語源を持つ最高神だからこその恩恵と言える。
虚星・太歳
中国神話群の宇宙観である“天の赤道”の鏡像を宇宙観とした“疑似創星図”。太歳とは本来、中国神話群にて“災いの凶星”とされる最高位の魔王・太歳星君を指す。その正体は木星の逆位置に仮想された、実在しない虚構惑星の星霊。
中国神話群では木星は星空を分かつ天体分割法“赤道の十二辰”の基準となる聖なる星とされており、歳星という名でも信仰されている。ギリシャ神群の最高神のゼウスの半身であるとされていた。
純血の龍種以外の最強種を虚構世界に封印することができる。最強種以外には霊格を半減させる程度の力しか発揮しない代わりに、星霊と生来の神霊の二種の最強種が相手ならば実力差を乗り越えて勝利するという限定的な用途に特化している。
“サラマンドラ”から殿下が奪い取った。
来寇の書（エリン・グリモワール）
ケルト神群の極西の地でケルト神群が文字の文明を嫌っていたが故に生まれた語られざる“空白の歴史”に該当する期間を埋めるために作られた偽史書の“疑似創星図”。文字の文明を持たないが故に偽史書と成らずにはいられなかった史書。アルスター神話群（サイクル）がその一例で、ちょっと歴史に詳しい人間ならすぐに理解できるレベルでかなり捻じ曲げられている。
紀元前25世紀出身の女王メイヴと、紀元前1世紀出身の半神クーフーリンの本来は出会える時間軸に存在しない二人が戦うというトンデモ史書。記録は残っていないが物証はあり、女王メイヴは紀元前25世紀から把握されている19世紀までの間、その巨大な墓所が残り続けているため、紀元前1世紀に生まれ、紀元後1世紀に死ぬ宿命を持つクーフーリンは時代が合わない。これは過去の偉人から名を借りて祖霊崇拝と権威の借用を同時に行っていたが、その経緯が〝来寇の書〟に書かれていない結果、同一視されたため。
つまり初代メイヴと二代目メイヴの二人が存在しており、紀元前二五〇〇年から残る墓はオリジナルのメイヴでクーフーリンと戦ったのは二代目メイヴである。
墓所が残存し続けているにもかかわらずそんな歴史的パラドックスを内包した伝承にするという無理がある史書になったのは、わざと推測される。歴史と神話にパラドックスを内包させておけば、史書を神群の化身として扱うことが難しくなる。つまり、人類と神群の分断工作。更に太陽の子である半神のクーフーリンが紀元前に生まれ、紀元後すぐに死ぬという某神群に都合のいいように書き換えられている。
これらは全て極西の地に息吹いていた女性上位の文明を駆逐するためだと推測され、実際に再編された“来寇の書”では女性上位の文明を崩す為に、半神クーフーリンの師匠筋に該当する女戦士スカハサが弟子を溺愛するなど、ケルト神話の女性は性に過激な伝承を組み込まれている。
大神ダグザが所持して南側に逃亡したが天部の保護が間に合わず、疑似創星図を閉鎖世界に抑えられてしまった。

### 主権関係
主権
箱庭の中では事象や概念などの主権は全て恩恵の上位に相当する力、“権能”に置き換えて譲渡することができ、形あるものとして扱える。
星の主権
星権。数多の修羅神仏の徘徊する箱庭ではそれぞれの星に所有権、つまり主権が存在する。星の主権を所持していれば絶大な力を持つ星霊・神霊を召喚し従えることができる。
権能を突破できるのは星権クラスのもののみ。
太陽の主権
最も多くの神仏が宿る太陽の主権は、“黄道の十二宮”に記された白羊・金牛・双子・巨蟹・獅子・処女・天秤・天蠍・人馬・磨羯・宝瓶・双魚の12星座と、“赤道の十二辰”に記された鼠・牛・虎・兎・龍・蛇・馬・羊・猿・鳥・狗・猪の12辰、これら二つの天体分割法を用いて24個に分け、主権を分散している。主権のいずれか一つでも持っていれば、箱庭の大天幕を開くことができる。
上記のものとは別に、“全権階層支配者”に貸し出される急造の13番目の黄道宮の“蛇遣い座（アスクレピオス）”の主権が存在する。太陽の主権を持つ者は巨龍を始めとする星獣を召喚することができる。更に黄道の太陽主権があれば、黄道十二星座を天から消滅させることも可能。
また、新しい箱庭を、世界（歴史）を始めるには対象主権の過半数が必要であり、アジ＝ダカーハが倒される前に箱庭の移設を計画していた上層の者たちは、躍起になって白夜叉を連れ戻そうとしていた。
月の主権
15に分割されており、現在確認されているのは黒ウサギの“月界神殿”と蛟魔王・蛟劉の“新月”の2つ。

#### 太陽主権一覧
白羊宮の太陽主権
白羊宮の化身アルゴー船。神樹から造られた己の意思を持つ船。自律行動が可能な主権で、巨大な金の羊に変幻して星の海を渡ることができる。
正式な主権の保有者は白夜王だが、太陽主権戦争ではヘラクレスへ貸与されていた。しかし、ヘラクレスからの命令を受け、天秤宮と人馬宮の主権を預かってクリシュナを名乗る者から逃走し、白夜王の元へ帰還する。
牡牛座の太陽主権
太陽主権を形にした両刃斧の神格武具、“疑似神格・星牛雷霆（プロト・ケラヴノス）”として顕現する。
疑似神格・星牛雷霆は中心にはめられた深紅のルビー一つあるだけの華美な装飾の施されていない巨大すぎる大戦斧。牡牛座の太陽主権が形になった両刃斧は西欧、北欧、東洋の様々な神々の原型神器に相当する力を持つ。
両刃斧の両刃は過去、最も神聖な獣の一つである牛に角に見立てられ、天空の支配者の権能の象徴として扱われることが多かった。西欧ではゼウスの雷霆。北欧ではトールの鉄槌。東洋ではインドラの金剛杵。
両端で敵を撃つ力強い造形は、主神や軍神の武器として見られ、云わば“最強の証”でもある。故に十二星座の中でも最強の破壊力を持つ権能を授かっており、本気で振るえば七里四方、地平線までが塵芥と化す。
神々の武具に相当する金剛鉄の城塞であっても、一振りで両断することが可能。全ての力を解放したケラヴノスを防げるのは十二星座の加護を得た最堅の盾、山羊座のイージスぐらいとされている。
神雷を放ち、それを無限に溜め込む事ができ、短時間とはいえ刀身が赤く輝くほどの力を溜めれば、ミノタウロスの迷宮を即座に破壊できるほどの力を持つ。
ミノタウロスがアステリオスとなった際には手のサイズに見合うほどに縮小する、またアステリオスの呼び声に合わせて飛翔して手元に収まるなど攻撃能力以外も備えている。
この太陽主権によって星と雷光の御子アステリオスは仮初の命を与えられ、食人種の怪牛ミノタウロスとして召喚された。西郷焰が疑似神格・星牛雷霆を召喚する場合、アステリオスが一緒に召喚される。
獅子座の太陽主権
十二星座の一つである獅子座の主権。獅子座のモデルとなったネメアの獅子によって守られ、所持している者に不断の恩恵を与え、あらゆる斬撃が通用しない肉体にする。例えそれが山を斬り海を断ち天を裂く類のものであっても獅子座の恩恵は問題なくはじき返す。
この概念を上回るには同様に星の恩恵を秘め、なおかつ必断の恩恵か、星霊殺しの恩恵が必要不可欠となる。
太陽に連なる伝承が無い者が使った場合、不断の恩恵以外を引き出すことは出来ない。

#### その他の主権一覧
アルゴルの主権
食変光星アルゴルの星の主権。ルイオス＝ペルセウスが所持している。
大量破壊兵器の主権
NBCR兵器の主権。大量破壊兵器の開発者から主権を預かっている。
故にアジ＝ダカーハとNBCR兵器は無関係と御門釈天は明言している。

### アストラ関連
アストラ
二人の神王が世界を救った際に判明した、人類を究極的破滅から救う為に必要となる恩恵・権能を示すために隠された暗号。人が人の手で救われる為に与えたもの。“天軍（ディーヴァ）”の前身が後々に訪れる究極的な破滅から世界を救うために、ラテン語とサンスクリットに二つの意味に分けて印欧祖語圏に広めた恩恵。人を破滅から守る為に導く役割を持つ。
“人類が究極的破滅を回避する”為に必要な技術の総称である。人類を救い出す為にのみ使うことが許され、それ以外の用途で使おうものなら、一時の救済と引き換えにいつの日か呪いとなって還ってくる。
西欧圏のラテン語に於いては星・新星を意味する言葉。印欧圏のサンスクリット語に於いては兵器を意味する言葉。西の方角で新星、東の方角として使われる古代のダブルネーミング。これらは元は一つの意味を持つ言葉。“星の新兵器”を意味する。
全ての兵器にアストラの名が与えられた訳ではない。戴冠石や巨釜を授けられた古代ケルト神話は印欧祖語圏から外れていたためにアストラの名を持っておらず、他国の文明に混ざる過程でその記号が変わってしまったのも少なくない。アストラ、アストル、ステラのような広義的に“星”を意味する暗号や星の形状や伝承の中にも“アストラ”は隠されている。
帝釈天は原型は知っているが、文明圏が違いすぎる場所に生まれたものまでは把握できておらず、どのような力があるのかもわかっていない。それは神々の手で管理するつもりがなく、悪用されないように監視する程度であるため。
強大すぎる力を分散させる為、必ず神話の中で1つの形しか得られない。資格者を選定する力を持つものの他、剣や戦斧、戦闘技術、星牛のようにかさばるもの、失われれば代替えが利かないものもある。神話上の星牛、星鍵、エーテル粒子、アストラルナノマシン、アストラルゲート、ブラフマー・アストラ、ケルト神話の戴冠石、巨釜、日本の剣などが該当する。

#### アストラ一覧
第三種星辰粒子体（3S,nano machine unit）
アストラルナノマシン。第三永久機関。
ストーリーの展開にも密接に関わる、外部からのエネルギーの補給なしに永遠に動き続け、無限にエネルギーを生み出し続けるとされる架空の機関。実現不可能とされ、詐欺などに利用されるようになってしまっていたが、十六夜と焔の両親がナノマシンサイズの永久機関を完成させた。しかし、彼らは何者かに殺されまった上、論文が盗まれているため、永久機関を再現できるのは分解した物を理解、再現できるギフトを持つ焰と論文を盗んだ組織の二つだけになってしまった。
十六夜の両親が作ったナノマシンはかなりのオーバーテクノロジーであり、一割解析できただけで医療技術を何世代も進めることができる代物である。
環境情報を組み換えるだけで生きていける情報生命体。人工物ではなく自然界にある被造物らしく、“千の魔術”の恩恵で再現した焰自身でも機能の結果と役割だけしか把握しておらず、構造は全く理解できていない。
“一秒の定義”32.768kHzの周波数に反応し、寄生先の生物の体内経路を等速で約33万回転するという性質を持ち、架空粒子（タキオン）やエーテルの顕現に必要な多元運動量を、物質界で観測させることを可能とする最高効率のエネルギー粒子であり、空間概念に対して等速運動を行うことで既存の宇宙の運動量を超える。人体に使用する場合、全長10万キロメートルの血管を光速の10倍以上で駆け巡ることになり、2m程度の若木からでも瞬間的に太陽の光冠（コロナ）に匹敵する熱波（プラズマ）と数百万トンの質量が放出される。素体から放出される際には、疑似発光と呼ばれる“光の性質によく似た粒子”による熱源無き発光が起きる。
星辰粒子体にはナノメートル規模のアストラルフィラメントが束状になって体組織に取り付き、ゲノム情報を採取して本人の遺伝子に同調し、フィラメントを1本ずつ解いて細胞に組み込んで体内分裂していく機能がある。このアストラルフィラメントが第三種星辰粒子体の根幹であり正体。
西郷博士が自然界の中でアストラルフィラメントを体内に含む生物、あるいは植物を発見し、その摘出に成功して星辰粒子体に組み込んだとされる。摘出元が何物かわからない以上零からの生成は不可能で、焰は粒子の量産に関して“原典”の寄生増殖という手段を用いている。寄生増殖した星辰粒子体は取り付いたゲノム情報に依存するため従来の物とは変質してしまい全ての機能を発揮できなくなるものの、摘出して医療に用いるなどの再利用が可能となっている。“原典”は寄生分裂が不可能な為、血液に近い塩分濃度とアミノ酸で造った疑似体液に浸すことで保存し、外部から水晶振動で32.768kHzの刺激を随時与えることで緩やかに自然増殖させていく。
人類最終試練（ディストピア、アジ・ダカーハ）の顕現の原因になったり、外界で気象兵器に転用されたりするなど歴史に対する影響力は大きい。医療革命を起こすことも可能であり、脳内にでも病巣が無い限りはかなりの範囲で効果が確認できるはずとされ、研究が進めばガン細胞の除去にも使えると予想されている。世界中に粒子体を散布するための“環境制御塔”を建て、環境改善機能を駆使したテラヒーリングを行えば、あらゆる環境問題が僅か3年で改善されると考えられている。さらに研究が進めば大量破壊兵器と無力化兵器の性能の双方を持つ“全局面兵器（The general weapons）”と成り得る。
なお、十六夜達の両親を殺した組織とウロボロスは協力関係の模様。マクスウェルの魔王が永久機関の霊格を所持していたのもそのため。
元々は人工物ではなく生物の血液に寄生するウイルス的な物体であるところまでは解明されているが出所は明言されておらず、十六夜は両親の論文から日本近海の海中火山が出所であると推測したが、金糸雀は十六夜の適合率の高さから十六夜自身が源だと思っていた。アストラの数の法則から日本神話とは別の神話からもたらされたとする説がある。アルジュナによると、太陽と関係性があるらしい。
天叢雲剣
三種の神器の1つとされる銅剣。日本神群の神格を持つ皇族が手にした場合のみ、自身を含めた周囲一帯の完全霊格封印という“全権領域”に片足を踏み込む力を発揮する万物調律の星剣。神秘殺しの剣。直接斬りつけられた者は、剣の威光が無くても数日間霊格を封印される。史上に幾度か登場し、史上で幾つか失われている。
フェイスレスが所有していたものは平安時代に失われた一振り。クイーンに回収されたフェイスレスの遺品の中で唯一飛鳥へ譲渡され、蒼き星の鍛冶師の1人であるアマクニの手で日本刀へ打ち直された。
飛鳥はその力を局地的なものに絞った使い方として、伝承と霊格を切り分けるという力として使用している。魔術的なものなら無条件で無効化し、風評による呪いの解除もできる。梵我一如の極致を体得しなければ、画竜点睛を欠くと称されるが、飛鳥の棒振り剣術でも望めば戻る程度だが、伝承と霊格を切り分ける事は可能。
星の巨釜
極西の地に眠る巨釜。いつか遠い日に人類を救う為に必要となる秘法の一つ。ダグザの巨釜。
バロールが王になる以前、先代のフォモール族の王が侵略から一族を救うために手を出し、消費された。結果、死を呼ぶ黒煙を吐き出し続ける胎盤と化した。
伝承に於いてバロールが幼い頃に、一族の長たちが大釜から呼び出した黒煙を浴びたことにより死の魔眼を開眼させている。この伝承に登場する黒煙は、この巨釜から生み出されたもの。
溢れ出した黒煙は侵略者を次々と絶死させたものの、止める術がなく、極西の島を覆うほどに蔓延していった。先代の長たちはこの時に巻き込まれて死亡した。
黒煙が山を越え、海を越え、隣国にまで届いたのを知った少年のバロールは、愚かな先代たちの責を取る為、己が力の九分九厘と引き換えに黒煙を生み出す巨釜を己の体内に封印することで事態を収めた。
黒煙を吐き出さなくなった巨釜はフォモール族が隷属させていた侵略者に与えた。これが伝説のダグザの巨釜のモデル。
ダグザの巨釜
ダグザが持つ、バロールが呪いを封じた事で黒煙を吐き出さなくなった巨釜。星の巨釜の残滓。
伝承では、無限の食料を生産し、死体を煮れば死者を復活できるとされている。
実際には死体を煮ると死者を復活できる力ほどの力を有していないが、クイーン・ハロウィンに“ハロウィン”の雛形を与えて押し込める程の規格外な力を持つ。

戴冠石（リアファル）
アストラを手にする資格者と人を破滅から救う人物を選定する石。兵器としての力が無い、アストラの中でも特殊な類。
アーサー王伝説で一番有名なエピソードである“王を選定する剣”。抜いた者がブリテンの王座に着くだろうと予言された剣の儀式は戴冠石という王の名を叫ぶ石を使った儀式との類似性は極めて高く、源流は戴冠石とされる。モリガン・ル・フェイが最も傷つき、最も辛かった時期に、彼女に付け込んだ者たち。とある尼寺で彼女の人生は、大きく道を踏み外し、戴冠石に呪いをかけられ、アーサー王は王位譲位の儀式を失敗した。
ケルト神群にも同じ戴冠石と呼ばれるものが存在し、次の世代の王を決める儀式のとき、“王の名を叫ぶ石碑”として使われていた。アストラは人を導くもの、そして王とは国を導く力を持つ個人。それ故に戴冠石の王の選定には人を破滅から救う人物を選定する、という意味合いも持つ。王位継承権の有無を証明する何らかの力が備わっており、それがアーサー王伝説が全ての平行世界で失敗に終わった原因となった。
ディストピア編で登場した戴冠石は、剣の刺さった痕が亀裂として残っており、呪いでほぼ力を失っている。戴冠石に選ばれるものがディストピアにとって都合の悪い存在だったため、ディストピアが力を厳重に封印して所有していたが、最終的にクロア＝バロンによって奪い取られた。モリガンの遺書によると、ディストピア戦争において箱庭に召喚されたアーサーは戴冠石に呼ばれたとされる。
境界門（アストラルゲート）
広大すぎる土地を誇る箱庭を行き来するための、唯一無二の移動手段として外門に与えられた空間跳躍のギフト。「Astral」とは星を意味し、この門を通過したものは物質界から切り離された星辰体となり、星の光の如く駆け巡る。
外門の数字が書かれた鈍色のナンバープレートがあり、そのプレートに書かれた数字が移動先の外門の出口となる。起動時は“サウザンドアイズ”発行の金貨で言えば一枚分が必要で、さらに北から南に移動する場合は500%増となっている。その料金の80%が“地域支配者”に納められる。階層支配者が定めた範囲内なら使用料は“地域支配者”が決めることができる。また個人での使用は緊急時の場合のみとなっており、通常起動する時は主に行商目的のコミュニティが一斉に集まってくる。
ブラフマー・アストラ
インド神群の英傑たちが秘中の秘として極めた業の原型であり、梵我一如の業を以って放たれる槍。本を正すと“宇宙真理（ブラフマー）”と“兵器（アストラ）”の複合語。武術の祖であるパラシュラーマが最高神から授かった業を弟子たちに伝え、後に繋がる英傑たちがその業をさらなる形に進化させるという、武技の伝達・伝承という意味では理想的な形で残されてきた。インド神話の英傑たちが秘中の秘を使う時に必ず“アストラ”と唱えるのは原型の名残である。

### 種族関連
幻獣
ギフトを持った獣を指す。霊格が高まって系統樹に爆発的な変化が起きた場合に産まれ、種の多くは異種配合された姿で存在している。
鷲と獅子の因子を持つ者、鹿と鳥の因子を持つ者、猿と蛇と虎の因子を持つ者など、本来の系統樹からはあり得ない進化の系譜を持つが故に幻の獣と称される。彼らは人化の術により人の姿へ変幻できる。翼を持つ幻獣はそれぞれが異なった恩恵を用いて飛翔している。鷲獅子のように旋風を巻き上げる者もいれば、重量変化などで飛翔する者もいる。また角を持つ獣は洋の東西を問わず神聖視され、力ある者の象徴として扱われる。
精霊
実体のない霊体の種族。霊格の根源にあるのは質量や熱量といった物質界に存在する法則。故に実体がなくても、霊格を凌駕するエネルギーをぶつければ存在を保てなくなる。
アーシャと同じく天災や天変地異で亡くなった魂は、時にその魂の形骸を肥やしとして新たな超常存在へと昇華する。また、精霊は霊格が高まるまでメルンのように土地を開拓して霊格を高めるか、アーシャのように死後転生された者など、それ以外は全て粒子のように小さな微精霊の姿で生まれる。
純血
生物の発祥と進化の系譜である系統樹の起点に位置する。種の中でも個別の呼び方をされる。
生命位
一つの因子を持つ獣や人類を一次生命、二つ以上の因子を持つ幻獣や神族を高位生命、そこからさらに進化を重ねた種を第三幻想種と呼ぶ。
最強種
生来の神霊・星霊・龍の純血の箱庭を代表する三大種族を指す。最強種を箱庭に召喚する場合、星の主権と器が必要となる。
箱庭の騎士
箱庭の吸血鬼の呼称。
外界から来た外来種で、故郷の世界を追われ一族ごと箱庭に逃げ延びてきた。その後、彼らは平穏と誇りを胸に、太陽の恩恵を受けることができる箱庭の都市を守る姿から“箱庭の騎士”と称される存在となった。魔王討伐や“階層支配者”や“地域支配者”制度の設立など、その多大な貢献に応え“十三番目の黄道宮”である“蛇使い座”を設けることとなっていた。故に箱庭において“箱庭の騎士”は英雄視されているが、現在その事実を知っている者はほとんど生存していない。
箱庭の貴族
生来、数多の恩恵を主神である帝釈天より授かる種族である“月の兎”の呼称。
箱庭のウサギは帝釈天に導かれて箱庭に招かれた“月の兎”の末裔であり、その高位存在故に“箱庭の貴族”と称される。
食人種
人の因子を持つ種族を喰らうことでしか飢餓の渇きを癒せない種族の総称。人を食さねば生きていけないわけではなく、栄養価の効率も悪いにもかかわらず、人を食べる。“箱庭の世界”の中でも、殺人種と同じく共存が最も難しい種族の１つに数えられる。

#### 種族一覧

##### 幻獣一覧
龍種
龍。龍の純血は最強種の一角、幻獣の頂点であり系統樹が存在せず、「誕生」するのではなくある日突然何の前触れもなく強大な力が集結して形を成し「発生」した種である。後世は単一生殖をした場合のみ“純血”として、異種と交わった場合は龍以外の種の特徴を持つ“亜龍”として生まれる。単一生殖が可能だが、龍の純血はいずれも想像を絶する巨躯を誇る。特に吸血鬼を造り出した龍は「世界を背負った龍」だったとされている。
巨龍の力は絶大であり、彼らにとって「ただ動いただけ」の飛翔は嵐風を起こし全ての生物を天空へ巻き上げ、疾走すれば暴風を、雷雨を、地鳴りを起こす。また彼らの鱗は一枚一枚から巨亀や大蛇などの新種を作りだす。龍の純血種が残す遺骨や遺物は、その存在そのものが強力なギフトとなる。
プリトゥによれば中華民族は龍種の末裔とのこと。
仙龍
蛇が海で千年、山で千年過ごすことにより転生することが出来る龍種。
海底火山で過ごすことによって掛かる時間を半分にすることが出来る。
龍馬（ドラニコルホース）
馬と龍の混血種。亜龍の一種で、馬の姿に龍の鱗を持ち水と稲妻を操る。

詩人（クリエイター）
巨人族や魔法使いに次ぐ人類の幻獣。決して強い種族ではないが、彼ら詩人には第四の最強種とまで恐れられる、“主催者権限”のゲームルールを再構築できる、ゲームリメイクと称される唯一無二の恩恵を持つ幻想種である。彼らは歴史の改竄さえ容易く行いその影響力は独自の神群を築くこともできる。詩人の綴る物語は事の正否は問わず、彼らの唄は“真実だったことになる”。歴史を改変したという事実すら残らないまま、無限に広がる異世界を収束させ改変してしまう。
古来、詩人の唄は民草に歴史を伝え聞かせてきた。時にその歌声で、時に書物で、様々な形で世界の功績をこの世に記し、時代という姿なきものに形を与えてきた。つまり、彼ら詩人は時代によっては一国の王よりも強い影響力を持つ。影響力の強い詩人は時に偽りの功績を偏って王の悪名を流すなど、己の唄で真実の歴史を捻じ曲げることさえ可能にしたのである。
また、経典を作成した聖人たちも広義では詩人である。彼らは箱庭から外界の戦争や政治といった“歴史の転換期”に干渉することでその神群規模を広げてきた。
詩人たちは総じて自身の快楽に素直であり、普段は事を起こさぬ昼行燈だが、一度面白い題材を得れば物事の善悪を考慮せずに唄にしてしまう。作中では吸血鬼の王族であるレティシアが魔王に堕ちたことを良い種が出来たと喜び、吸血鬼という題材に筆を入れ込んでしまい、唄に乗せて吸血鬼たちの醜聞は即座に伝承となり、同時に事実へと昇華させ、世界中に逸話を芽吹かせた。
巨人族
人類の幻獣。箱庭の巨人族はその多くが異界での敗残兵である。ケルトのフォモール族などが代表格だが北欧の者たちも多い。敗残してきた経緯から基本的に戦いを避ける穏やかな気性で、物作りに長けた種である。
人類の幻獣と呼ばれる巨人族は神霊とはまた異なった理に棲んでおり、巨人族は人類でありながら、人類最大の敵として描かかれ、人類以上の存在に位置付けられながら、必ず人類に滅ぼされる。純血の巨人族という生命体は、その矛盾に潜む法則（ルール）を紐解かない限り決して滅ぼすことも打倒すこともできない、人類にとっての不倶戴天の敵。
5年前に“侵略の書”の魔道書を手に入れた巨人族の魔王とその一派が、強制して土地を賭け合うゲーム「Labor Gabala」でコミュニティを巨大化し同族の巨人族を支配していったが、その末に戦いに敗れて滅んだ。巨人族の闘争を記したダーナ神話群の一説には、とある強大な力を持つ巨人族が黒死病を操ることで他の巨人族を支配していた、とある。つまり彼らは黒死病が弱点だが、「バロールが率いた部族」は黒死病を操り支配体系を築き上げた。
“アンダーウッド”収穫祭を強襲したのはその末裔の混血種。彼らは神群を指すものではなく「巨大化した人類」という幻獣の枠組みであり強大な力は持っていない。
魔法使い
絵本などに出てくる人類の幻獣。『アーサー王物語』の“湖の乙女”やモリガン、『灰かぶり姫』の“小さな魔法使い”と同系統の“妖精（フェアリー）”の語源に相当する“フェイ”と呼ばれる絶滅危惧種が存在する。
鷲獅子（グリフォン）
鳥の王にして獣の王。「力」「知恵」「勇気」を司り、ギフトゲームを代表する幻獣。翼を推進力として飛ぶのではなく、風を操り空を踏みしめ空中を走って飛んでいる。
騎手を加速から守るために、流体を操って騎手を守る。それは“戦車の牽引”と“神々の宝守り”のために創造された幻獣であり、戦車の搭乗者を殺してしまっては騎獣として失格であるため。
獣王である獅子と王鳥である鷲の因子を持つグリフォンは、ギリシャ神群の主神ゼウスの戦車（チャリオット）を牽き、黄金を守る役目を与えられた、 いわば神獣に該当する。人類の年代記でも国旗や家紋のモチーフとして扱われることが数多くあり、その神性は並の神霊を凌ぐ。しかし箱庭では繁殖し、個体数が増えたためにそれらの神性は分散し、個々の力は幻獣の中級程度であるのが現状である。
それらの神性を一つの個体に集めるために造られたのが鷲獅子の龍角であり、ギリシゃ神群から授けられた神格と個体としての神性を高める恩恵、それがドラコ＝グライフの与えられた鷲龍の角の正体である。二本ある角を揃えた鷲獅子は、ゼウスの神雷を携えるほどの霊格を誇る。
翼は人類の尻尾と同じく進化の過程で不要となったものだが、鳥の王としての誇りに拘るものでもあるため、翼を欠損した状態で人前に出ることには拒否感を示す。
光翼馬（ペガサス）
翼を持つ幻獣の中でも特異な種で、光のように輝くエネルギーを推進力として生み出して飛翔する。
旋風で飛んでいるのではなく力場のようなものを作り出すことで、重力に逆らい空中で停止することができる。“光翼馬”と称されるようにその輝く推進エネルギーの本質“サイコキネシス”に近い性質がある。
麒麟
人徳高き360種の獣王。龍角を持ち、稲妻を放つ神獣。
マルコシアス
ソロモン72柱第30位の魔獣。鷲獅子の翼と蛇の尾を持つ狼型の第三幻想種。第三幻想種の中でも上位に入る魔狼で、下位ではあるが魔王に上り詰めたほどの幻獣である。
「眼前の状況に対して最も正しい未来を示す」、つまり謎に対して解答<ギフト>を用意するという変則的な恩恵を持つ。「未来を視る」のではなく「望む未来を実行する」この恩恵は、術者が状況を把握していなくてもダイレクトに答えだけを用意してくれる。
魃（ばつ）
中国神話に現れる干ばつを呼ぶ神獣である。黄帝の血筋である“魃”は生まれつき陽の光を呼び込み、雨風を消し去る力を持っていたという。魔王“蚩尤”との決戦の際、その力を行使した“魃”は穢れを浴び天に還れなくなる。しかし、ただ生きているだけで干ばつを起こす“魃”を地上に放置しておくわけにもいかず、黄帝は迷った末に箱庭の世界で保護することとした。長い月日が流れ、世代を繰り返しても天に還ることを望み続けた“魃”の末裔は、やがてその姿を怪鳥に変え、箱庭を彷徨っている。
正確には遠い系譜の末にあたる怪鳥だが、日照りを呼び込む力でコミュニティにも属せない哀れな幻獣であり、穢れにより神格をなくし、神気も衰え、知性も持たない。腕が一本、足が一本の怪鳥で、恒久的に高温を発し、不自然に陽炎が発生している。一時期南側を棲家とし干ばつを起こしたために、長く日照りが続き水不足などの理由から、動植物の生態系を大きく乱れさせた。
ペリュドン
鹿の角と鳥の翼を持つ幻獣。人間を食べる「食人種」ではなく人間を殺す「殺人種」。元はアトランティス大陸から来た外来種である。
先天的に影に呪いを持ち、己の姿とは違った影を映す。人を殺すのはその解呪方法が「人間を殺すこと」であることが理由。生を謳歌する為には人を殺す必要がない。だが、殺人種の“人を殺す”という本能と理由以て存在しており、人類を殺さずに生きていけない。
ユニコーン
艶のある青白い胴体に額の一本角の幻獣。水辺に生息し、その角には治癒や浄化の加護が宿るとされている。
その角を求める密猟者たちにより乱獲された記録があり、人里を訪れる事はほとんどない。
冬獣夏草
レティシアのギフトゲーム中に吸血鬼の古城に現れた寄生種の怪植物。苔に見える部分は胞子で、生き物やその死骸を苗床に繁殖する菌糸類。冬虫夏草と性質が似ていることから名付けられた。
血塊と苔の集合体のような赤黒い人型の身体、動きは速いが身体は脆い。
ヒッポカンプ
海馬（シーホース）とも呼ばれ、鬣に背ビレ、蹄に水掻きを持ち水上を走る半馬半魚の幻獣。
地上とは違い水上は不安定で、蹄が触れる水面の張力、水中の圧力を操っているため、駆け出す瞬間は浮き沈みが激しく地上の騎馬よりも揺れる。水面を走るには流体力学の高度な応用が必要とされるが、彼らはそれを理論ではなく経験則と血筋を頼りにやってのける。
ヒッポグリフ
鷲の翼を持つ怪馬。鷲獅子に馬を掛け合わせた第三幻想種。
桜見鳥
桜の木に巣を作る鳥。パイなどの料理に好んで使われる桜色の卵を産み落とす。
ロックラン
ケルト神群の大敵である海獣。巨大かつ強大な巨獣。フォモール族という巨人族から抜け落ちた星霊の力の欠片のようなものであるため、死骸は時間が経てば大地に溶けて海に還り、またいつか復活する。ケルト神話に出てくる“アストラ”である巨釜の力の残滓が宿っている。
アストラの残滓が残っている為、スカハサはこの海獣の骨や角を武器の素材にしている。

##### 精霊一覧
星霊
惑星級以上の星に存在する主精霊。妖精や鬼、悪魔などの概念の最上級種であり、質量・空間を司る最強種。物質体（マテリアル）、星辰体（アストラル）、虚数体（タキオン）を統合させた完全生命体。物質界に於ける総質量の分野で頂点に立つ種族。
ギフトを与える側の存在であり、最強種の中でも頂点に位置するのは、戦闘能力の問題ではなく人類の発祥とは無関係に必ず誕生するためである。故に星霊を完全に殺すことは無限に存在する世界を破壊し続けるようなでたらめな力でない限り不可能である。星霊は宇宙観が人類依存ではないので疑似創世図の直撃も耐えられるのが何体かいるとされる。
作中ではペルセウス座の星が消滅したことにより、アルゴールが消滅していた。現在はペルセウス座が三分の一だけ戻って来たため、召喚はできないが権能を行使することはできる。
半星霊
星霊とは別の使命を課せられた最高クラスの精霊の名称。星の恩恵によって誕生した彼らは、己を産み落とした土地の守護者として山神や海神、地母神として成長する。
例として“猿神（ハヌマン）”がその一種。彼らは幾星霜の月日を経て、やがてその一人だけが真の星霊として覚醒する。つまり星霊の候補者であり“原典候補者”と呼ばれる。誕生に際して何かしらの手違いがあった場合、土地や空間に縛られることがなくなるため、生まれついて修羅神仏に並び立つ力を有するが、実際の半星霊に対して使命を帯びないため、周囲に対する影響範囲の自由度はこちらのほうが高いと言える。

ニンフ
小人型の精霊。ギリシャではニンフと呼ばれる。自然霊の上位種であるニンフはギリシャの伝承では様々な役割を持って登場する。
中には神霊に匹敵するほどの精霊も存在する。
月の兎
生来、数多の恩恵を主神である帝釈天より授かる月の精霊。傷付いた老人を救うため、炎の中に飛び込んで自らを食べるように捧げた仏話の一つ。仏門における自殺は本来大罪の一つに挙げられるが、この兎の行為は自己犠牲の上に成り立つ慈悲の行為として認められ、帝釈天に召され“月の兎”となる。
ゲーム審判を務めた場合、両者は絶対にゲームルールを破ることが出来なくなる“審判権限（ジャッジマスター）”を所持している。参加者がルール違反の判定を無理に揺るがすと盛大に爆死するらしい。“月の兎”が審判を務めたゲームは「箔」付き、つまりゲームの正当性が箱庭の名誉ある戦いに昇華され記録される。箱庭の中枢に記録されることは、コミュニティが誇りと御旗の下に戦ったという証として太鼓判が押されるため、“月の兎”の末裔たちは重宝されている。
彼らは月光を浴びることで神気を溜め込み成長する。同様に仙道では千年の間に月と太陽の光を霞と共に吸収し、仙気を得るという修業がある。精霊である“月の兎”はより早く成熟できる。
仏話“月の兎”の真実は、仏門と悪神だった頃の帝釈天の最終決戦で、帝釈天を愛した月神（チャンドラ）の巫女と思われる兎族の少女が庇って守る事により、煉獄で焼かれたように黒く崩れ、命を散らしたというもの。この献身により帝釈天の悪神としての運命が変わったという。
故郷である東側の2222外門の“月影の都”は200年前にアジ＝ダカーハに滅ぼされ、忉利天に通じる門を守ると城に残った一族は“月の兎”として授かった恩恵である月の主権と“月界神殿”を御子である黒ウサギに授けたが、結果的に滅ぼされてしまった。

##### その他種族
神霊
神や仏。時代・概念の霊格を支配する種。物質界に囚われない概念存在。歴史の神格化や事象の擬人化を用いて世界の外から呼び出される存在が“生来の神霊”。生来の神霊は箱庭三大最強種の一角に数えられる。
神霊が発生する条件は、人類の信仰（観測）により発生する。最強種以外が神霊となるためには「一定数以上の信仰」が必要であり、如何に規格外の「死」を収集しようと神霊にはなれない。信仰で霊格の密度を高めているため、名を偽るだけでも霊格を減少させてしまうデメリットが存在する。
信仰で神霊となった者は星の年代記のため、霊格は年代記を保持しようとする強制力で蘇る。その為生半可な方法では命を奪うことはできず、神霊を殺すには年代記に沿った倒し方を用意するか、人類史を一撃で破壊し尽くす大規模な超破壊能力の二通りの方法がある。
神霊の系統（ルーツ）は人類史と綿密な関係にある。彼らは別宇宙に存在する相互観測者であり、帝釈天、ゼウスのように「最も人類に近い神」は人間の本能的な部分の影響を受けやすい。
天使
聖書に記述される神霊と思われがちだが、実際には天使と称される神霊はエンジェルやキューピッドなど多種多様。
半神
半人半神。神霊と他種族の子。本来は違う生命体である人間と神霊の間に子を宿すのは不可能だが、その不条理を捻じ曲げて生まれてくる者たちは、本来の生命体よりも高位生命として後五世代までを神族と称する。

鬼種
独立種が多く、個体によって霊体なのか、系統樹に依存した獣なのかが変わる。吸血鬼はその中間の存在である。
吸血鬼
吸血鬼は外界から来た外来種。ドラキュラが「龍の子」を意味するように、彼らは最強種・龍の純血によって生み出され、その系統樹が乱れないように監視する種族だった。吸血行為による種族変化は系統樹の守護者としての名残。
純血の吸血鬼は人の因子を持つ者とあらゆる儀式過程を省き、互いの体液を交換し合うことで鬼種化を成立させることができる。この恩恵を受けたものは吸血鬼として食人の気を持つことになるが、純血以外の吸血鬼に吸血されても鬼種化することはない。吸血鬼化と言えば聞こえは良いが、これは屍鬼化一歩手前、いわば禁忌の術である。さらに短命化に加え、生殖機能の消失の呪いを負う。加えて吸血鬼化した者が長く生きるためにはどうしても同族の血を啜らねばならなくなるが、それを拒否した者も数十年は生きられる。
鬼種化を行えるのは吸血鬼の純血に『生命の系統樹を乱す』力があるためで、植物も鬼化できる。ただし完全な箱庭原産の種は、他の系統樹の守護者がいる限り鬼化できない。知恵のある種を鬼化するときに人の因子を持っている必要があるのは宇宙観が合わないからとされる。
純血の吸血鬼は遥か彼方の未来、可能性の収束から外れた時間流で生まれた種族であり、人類の次の世代の霊長の一角である。故郷の世界を追われ一族ごと箱庭に逃げ延びてきた。その後、彼らは平穏と誇りを胸に、太陽の恩恵を受けることができる箱庭の都市を守る姿から“箱庭の騎士”と称される存在となった。魔王討伐や“階層支配者”や“地域支配者”制度の設立など、その多大な貢献に応え“十三番目の黄道宮”である“蛇使い座”を設けることとなっていた。故に箱庭において“箱庭の騎士”は英雄視されているが、現在その事実を知っている者はほとんど生存していない。
“箱庭の騎士”として下層を守る“階層支配者”制度を制定し、その当時“全権階層支配者”となったレティシアはその権力と利権を手に、上層の修羅神仏へ戦争を仕掛けようとしたとされている。しかし実際には逆で、上層に攻め込ため太陽の主権と“全権階層支配者”の地位を手に入れるために内乱を起こした同族の吸血鬼たちが太陽主権を使って箱庭の天幕を開いて吸血鬼の王族をレティシアとラミアを除いて全員殺し、その反逆者を“遊興屋”の協力によって魔王となったレティシアが皆殺しにしたのが真実。
この時、吸血鬼の王族であるレティシアが魔王になった事を箱庭の詩人たちは良いが出来たと喜び、唄に乗せて世界中に「吸血鬼は食人の化生である」、「吸血鬼は不老不死である」、「吸血鬼は串刺しの魔王である」などの逸話を芽吹かせた。詩人たちが綴った唄は外宇宙にまでも侵食し、世界によっては、吸血鬼は屍人すら喰らう食人種であり、怪物の起源であるという記録が刷り込まれたほど。この吸血鬼たちの数々の醜聞を受け、彼らが制定した東西南北を守護者を任命する“階層支配者”制度は一度棚上げされ、代わりの対魔王組織として後に天軍と呼ばれる最強の武神集、十二の方位を司る混成神群“護法十二天”編成された。
わずかにも生き残った吸血鬼たちは隠れ里で静かに暮らしていると巷では噂されている。

悪魔
悪魔という種は、その霊格を“世界に与えた影響・功績・代償・対価”などにより得る。
“マクスウェルの悪魔”や“ラプラスの悪魔”が悪魔と呼ばれるのは、観測可能な不確定存在、即ち科学における机上の空想が疑似化したものの暗喩である。
彼らは存在が不確定でありながら存在を認められて悪魔となった。彼らは一度、その存在を生みの親である科学により否定されている。
水霊馬（ケルピー）
“アンダーウッド”の樹海の水面に生息する。ヒッポカンプと同様馬の姿をしている。
精霊というよりは怨霊に近い彼らは、樹海で死んでいった霊群である。元が霊群だけあって多少の傷であればすぐに収束して形を成す。
竜種
龍種とはまた別の存在。詳細は不明。

### コミュニティ関連
コミュニティ
複数名で作られる組織の総称。人間はその大小で家族とも組織とも国とも言い換え、幻獣は“群れ”と言い換える。
コミュニティが活動するためには、箱庭の中枢に名と旗印を申告しなければならない。名がないと“ノーネーム”や“名無し”と呼ばれ「その他大勢」に分類される。また、名の改名はコミュニティの完全解散を意味し、旗印はコミュニティの縄張りを主張するものである。
基本的に、箱庭で生活するためにはコミュニティに所属する必要がある。また、コミュニティのマスターは傘下のコミュニティを好きに支配できるが、犯罪などの違法行為はその限りではなく、複数のコミュニティが合流してつくられたコミュニティはほとんどの場合、内部分裂や内部抗争を抑えるため、ある程度折り合いをつけて暮らしているようである。
コミュニティがギフトゲームを行うために保有する土地「舞台区画」、商業や娯楽施設を設けている「自由区画」、寝食や菜園、飼育などを行う「居住区画」など様々な専用区画がある。箱庭の建造物はそのほとんどが自衛のための恩恵を受けており、基本的に頑丈に造られている。
連盟
連盟旗を作る条件として、旗を所持した三つ以上のコミュニティが同盟を組む必要がある。連盟組織を作る一番の目的は、“連盟権限”による魔王対策だが、同連盟コミュニティが魔王に襲われているとしても介入するか否かはそれぞれのコミュニティの判断になるため義務は発生しない。分が悪ければ己のコミュニティを危険に晒すことになり助けは来ない可能性もあるため、気休め程度に連盟を組むコミュニティも多い。
連盟権限（ゲストマスター）
連盟加入コミュニティが魔王に襲われた際に、ゲームの参加条件をクリアせずに介入できる権限。ただし、参加するか否かはそれぞれのコミュニティの判断に任され、義務ではない。

神群
箱庭の世界から人類の発展と共存を試みる強力なコミュニティの総称。
相互観測者である箱庭の世界で神群を滅ぼすということは、一つの民族、国家、既存概念を破壊するということであり、人類史そのものを破壊する行為となる。有体に言えば、民族浄化という名の大量虐殺を行っているに等しい。
神群が滅んだ場合、既存の人類史を破綻させ、それに相応しい歴史にシフトする。だが魔王“閉鎖世界”はケルト神群を滅ぼしても既存の人類史を破綻させずにいた。
雷雨などの天災、地殻の流動による地災、疫病の蔓延、神群にこれらの疑似化が多いのは、度重なる人類存続の危機を神霊が重複してきた証である。中には天体法則のような例外もある。
かつて箱庭の世界に存在していた多くの神群のほとんどは、最古の魔王たちに駆逐された。

#### コミュニティ一覧
“ノーネーム”
問題児3人が所属するコミュニティ。東区画の箱庭第七桁2105380外門に本拠を構えている。
リーダーは3年前以前は春日部 孝明。第一部ではジン＝ラッセル。第二部では春日部耀。
奪われたコミュニティの名は“アルカディア”、旗印は日の昇る丘と少女。“アルカディア”大連盟の盟主のコミュニティだった。コミュニティの名称は奪われているため、所有権を持つ者しか口にできない。
本来“ノーネーム”とは、名と旗印を持たないその他大勢のことを指し、他のコミュニティからは取引相手として見られないなど信用面で大きなハンデを持つ。そんな中、リーダー“ジン＝ラッセル”の名前、“魔王退治”というコミュニティのスタンスを売り込むことでのし上がりを図ることとなる。
かつては東区画最大手であり、ギフトゲームにおける戦績で人類最高の記録を持ち、人類で最も魔王を倒した東区画最強のコミュニティ。南区画の幻獣王格や北区画の悪鬼羅刹が認め、箱庭上層に食い込むほど。3年前、未だ正体不明の魔王のギフトゲームに強制参加させられ、一夜にしてコミュニティとして活動するために必要なあらゆるもの（人材・コミュニティの名と旗印）を奪われた。現在は、奪われたものを取り戻すために打倒魔王の目標を掲げ、力を蓄え、領地の復興に奮闘している。しかし、問題児たちの来訪までこの目標は具体性・実現可能性に大きく欠けた物でしかなく、十六夜たちによってようやく目標が現実味を帯び始める。
そうした努力が実り2105380外門の外門利権証などの様々な恩恵を受ける中、ついに箱庭第六桁への本拠移転を決断。第六桁への昇格・移転にはコミュニティの旗が必須であり、それを補うべく“六本傷”と“ウィル・オ・ウィスプ”、因縁の相手“ペルセウス”と連盟（および六桁昇格に必要な連盟旗）を作ることとなった。
リンが所持していた旗印をアジ＝ダカーハの封印を解くのに使用された事により、アジ=ダカーハの悪の御旗となっていたが、アジ=ダカーハを倒した際に元に戻り“ノーネーム”が取り返した。ジンがコミュニティを抜けて耀がリーダーになった後、東の“階層支配者”に就任した。
第二部『ラストエンブリオ』では第二次太陽主権戦争の予選や悪用されないために主力メンバーのほぼ全員が外部に出ている。
コミュニティ内では和食派と洋食派が半々であり、それが原因で白雪姫とペストが周りを巻き込んで度々もめている。炊事担当はペストとリリだが、ペストが献立を担当する際には必ずと言っていいほどパン食で、リリは必ずお米を使った和膳を用意する。
旧“アルカディア”のメンバーはほとんどが魔王に奪われて消息不明であり、金糸雀やクロア＝バロンのように異世界に飛ばされた者もいるため、探し出すのは困難である。また、ジンやペスト、レティシアのように自ら抜けた者もいる。
“フォレス・ガロ”
コミュニティ“六百六十六の獣”の傘下のコミュニティ。“ノーネーム”と同じ箱庭2105380外門に本拠を構え、多くのコミュニティを傘下に治めていた“地域支配者”。リーダーはガルド＝ガスパー。
多くのコミュニティを傘下にしたのは、多くのコミュニティから女性や子供たちを人質にとった上でのことであり、さらにその人質を全員殺害していたことが飛鳥の“威光”により発覚。“ノーネーム”とのギフトゲームに挑まざるを得なくなり敗北し完全崩壊した。
また、白夜叉が下層に降りて来た表向きの理由は“フォレス・ガロ”のリーダーであるガルド＝ガスパーを裁くため。
“サウザンドアイズ”
特殊な“瞳”の恩恵を持つ者たちを中心とした、東西南北上層下層の全ての地区に精通する超大手商業コミュニティ。二桁に本拠を構えるが、各地に支店を持つ。旗印は向かい合う双女神。
コミュニティの巨大さ、膨大さから、支店同士は“境界門”のように自由に行き来が可能で、数ある支店は蜂の巣のハニカム構造のように点在しているが、本店への入り口は一つのみとなっている。
“ルル・リエー”
“フォレス・ガロ”に名と旗印を奪われていたコミュニティ。“ノーネーム”によって名と旗印を返還された。
“ペルセウス”
星座の英雄ペルセウスの子孫のコミュニティ。東区画の箱庭26745外門に本拠を構えていた“サウザンドアイズ”の傘下コミュニティだったが、“ノーネーム”にギフトゲームで敗北したことから“サウザンドアイズ”を追放され、六桁に降格した。ルイオスの側近（声 - 鷹野晶）をはじめ、優秀な者も多いようだが、もっぱら部下を省みないルイオスに振り回されている。六桁降格後は“ウィル・オ・ウィスプ”と同盟関係を結んでいた。
本来“ペルセウス”は“サウザンドアイズ”の傘下ではなく、ギリシャ神話に登場する一人の騎士が発祥のコミュニティ。遥か昔、天命を終えて星座に召されたとされている騎士・ペルセウスが箱庭の世界に招かれ、“ペルセウス”とはその子孫であることを意味している。
“オリュンポス十二神”が一柱、“鍛冶神ヘパイストス”の神格具が授けられており、恩恵付与（ギフトエンチャント）や霊石類の錬成を得意とするコミュニティ。20年前にその技術力を以て、死の国の加護を持つ不可視の兜、ヘルメス神の加護を持つ飛翔する具足の二つのギフトをレプリカとして量産することに成功したことが“サウザンドアイズ”の幹部に昇級するきっかけになった。
ゴーゴン退治の旅に出たペルセウスにギリシャ神話の神々から、“ヘルメスの靴”“ハデスの兜”“ハルパー”と共に与えられた、ゴーゴンの首を付与した女神アテナの盾は箱庭の世界では鍛冶神ヘパイストスに捧げられたため失われている。
“サラマンドラ”
北区画の箱庭54545外門に本拠を構える。初代頭首である星海龍王の龍角を、その子孫にして赤道龍の化身である代々の頭首が“階層支配者”の地位と共に継承する。
元は四桁だったが、200年前のアジ＝ダカーハとの戦闘で火龍が吸血鬼化したことによる生殖能力の消失、次期頭首候補サラの離脱で内部分裂が影響して五桁に落ちた。その後、前頭首の病による退陣、新頭首に幼少のサンドラの就任、と激動に見舞われる中で、サンドラの成長を促しコミュニティの威信を取り戻すため、“ウロボロス”から提案された案を呑み“火龍誕生祭”で“グリムグリモワール・ハーメルン”と戦うことを計画した。“アルカディア”と親交があったが、“ノーネーム”が魔王に襲われて以来、縁が切れたも同然となった。
“ウィル・オ・ウィスプ”
北区画の箱庭678900外門に本拠を構える。六桁の中でも最上位の一角で、戦闘能力こそあるものの武闘派ではなく、様々なガラス細工やキャンドルスタンドを製作したりと物造りが主体のコミュニティ。旗印は蒼き炎。リーダーは北側でも屈指の実力者、ウィラ＝ザ＝イグニファトゥス。
旗印になっている炎の原点は悪魔の炎で、外界で人間にも理解できるようにわざと化学現象として自ら発信させている。これは無為に命を散らして無念にも破棄された哀れな魂を救うため、死体がそこに埋まっていることを知らせるものである。蒼き炎の導きは、報われぬ死者の魂を導く篝火であり、彷徨う御霊を導く功績で霊格とコミュニティを大きくしている。贖罪として幼い子供の霊を引き取っており、ジャックやアーシャを始めとして、幼子に対して悪事を働くものを許さない（これはコミュニティにおける共通理念でもある）。
下層でも屈指のその錬成技術で造られるその工芸品は、北側においてブランドを確立しているほどだが、本拠が雨漏りを起こすほど困窮しているらしく、利益目当てに“ノーネーム”との同盟案に合意することとなる。
ギフトゲームに関しては参加者としてより主催者として力を発揮するタイプであり、そのゲームでは商品目当てのつわものがリピーターと化す一方、無料参加可能というレギュレーションを利用し子供たちも多く参加するという作中では珍しい光景が見られる。その様子は飛鳥や耀にとっては「こうしたギフトゲームの主催者になりたい」という思いを新たにさせるものであった。
“ウィル・オ・ウィスプ”の実質的な運営権があったのはジャックで、コミュニティの数少ない収入だった工芸品もその殆どがジャックの手によるものであり、絶対悪との戦いでジャックが消滅したことで、組織としての“ウィル・オ・ウィスプ”は半壊してしまったと言っても過言ではない。また、ジャックの消えた今の“ウィル・オ・ウィスプ”ではギフトゲームを開催する資本を集めるのは不可能。
『軍神の進路相談』では、ウィラたちだけで北側に住むのは危険という事で、“ノーネーム”に身を寄せている。
外界にいたころから魔王“マクスウェルの悪魔”に付け狙われており、クイーン・ハロウィンによって箱庭に召喚して貰った。
“ラプラスの悪魔”
サウザンドアイズ傘下のコミュニティ。北側の階層支配者。本拠は北側第四桁にある“デイリーウォーカー”。
“一本角”
“龍角を持つ鷲獅子”連盟で戦闘を担当していたコミュニティ。五桁昇格、“階層支配者”任命にあたって統合された。
“二翼”
“龍角を持つ鷲獅子”連盟で運搬を担当していたコミュニティ。五桁昇格、“階層支配者”任命にあたって統合された。
“三本の尾”
“龍角を持つ鷲獅子”連盟で運搬を担当していたコミュニティ。五桁昇格、“階層支配者”任命にあたって統合された。
“四本足”
“龍角を持つ鷲獅子”連盟で運搬を担当していたコミュニティ。五桁昇格、“階層支配者”任命にあたって統合された。
“五爪”
“龍角を持つ鷲獅子”連盟で戦闘を担当していたコミュニティ。五桁昇格、“階層支配者”任命にあたって統合された。
“六本傷”
“龍角を持つ鷲獅子”連盟で農業、商業全般を担当していたコミュニティ。商業系コミュニティがブランドであるコミュニティ名を変える事は大きな痛手となるため、“龍角を持つ鷲獅子”連盟には統合されない。
“平天大聖”
“平天大聖<天を平定せし者>”牛魔王が党首のコミュニティ。箱庭の北区画6243外門に本拠地を構える。
“魔王連盟”による“階層支配者”同時襲撃で“鬼姫”連盟へ助力に向かってから牛魔王は本拠に戻っておらず行方不明になっていた。
“クイーン・ハロウィン”
ケルト神群最大勢力を誇る、箱庭屈指の組織力を持つコミュニティ。旗印は黄金の稲穂と地平線から昇る太陽と女神。
“円卓の騎士”や“光の御子”といった著名な騎士を始め、絶大な力を誇る“魔女（フェイ）”や“伝術師（ドルイド）”、世界の境界を越えて召喚される幻獣が所属する。
“女王騎士（クイーンズナイト）”
女王の寵愛を受けた“クイーン・ハロウィン”直属精鋭騎士団。彼女らの個々の力は神群にも匹敵し、一人一人に名工の鍛冶師たちの手で鍛えられた、一つ一つの特徴に見合った鋼を用いて錬成される武具が与えられる。全員、本名とは別の騎士名を名乗ることを義務づけられている。
“アヴァロン”
“クイーン・ハロウィン”直系傘下の騎士団コミュニティ。“円卓の騎士”の名を借り襲名制度でその名と恩恵を引き継いでいる組織。
円卓の名を受け継いではいるものの、アーサー王物語とは関係ない騎士が所属しているなど、ケルト系の騎士総合組合といったところ。
“クイーン・ハロウィン”の傘下である理由は、ケルト民族の宇宙観・死生観によるものが大きい。ケルト民族は一年を通してその輝きを変える太陽の運行に死生観を重ね、夏から秋に差し掛かる頃から衰え始める太陽が冬に死んで新たな生命を宿すことから、ハロウィンが行われる10月31日は異世界との境界線が不安定になり、死者の国から祖霊が現世に帰ってくると彼らは信じていた。
“アヴァロン”とハロウィンの繋がりは、太陽の沈む方角に“アヴァロン”という楽園が存在するという説にある。太陽に沈む様を英霊たちの死に重ねていたとされ、故に死後に行き着く祖霊たちの中でも名誉ある者たちが招かれたコミュニティが現在の“アヴァロン”。
箱庭第四桁の実力を誇る南の“階層支配者”だったが、“黒死斑の魔王”と同時期に殿下の率いる組織に討たれた。
“ウロボロス”第三連合
巨大な連盟である“ウロボロス”を統括するために三つに細分化した連合の一つ。第三連合は最前線で戦う連合で、盟主は第二連合から選ばれるという掟が存在する。
第一部では殿下が率いていたコミュニティ。表向きには商業コミュニティとして活動しており、“サラマンドラ”、“ペルセウス”に接触している。
“アヴァターラ”
太陽の王群コミュニティ。インド神話で語られている十人の神と王。古代インド神話で語られる太陽の十化身。
十人全員が隔絶した恩恵を所有する神霊・王族で、それぞれの時代で栄光を手にし、天下泰平の使命を帯びている。特に第一の化身“箱舟”や第二の化身“世界龍クールマ”、第九の化身“解脱者ガウタマ・シッダールタ”は神々の箱庭でも比肩する者は数えるほどしか存在しない、“アヴァターラ”の最高戦力。
アジ＝ダカーハ戦のあと「本物の」魔王連盟を作るための活動をしていた。
第二部では“ウロボロス”と縁を切った殿下がウロボロス連盟から独立して、魔王だけでなく各神話群の王達を集めた王群の組織となっている。釈天によれば、今の“アヴァターラ”は本来とは違って正常には機能していないとのこと。第二次太陽主権戦争の優勝最大候補と目されている。
“天軍（ディーヴァ）”
上層の魔王討伐を旨とする最強の武神集団と噂される神々による連合コミュニティ。“階層支配者”では手に負えない最古の魔王を狩るエキスパートとして、護法十二天を筆頭に各神群から集められた武神集団となっている。彼らの召喚要請は“箱庭の貴族”の特権だが、上層の神群の判断やその要請により忉利天を通じて派遣される。正式名称は“天部（deva）”であり、天部（deva）の概念がその名前の由来
。“deva”とはインド神群では神々を、ギリシャ神群では主神を、旧約聖書では唯一神を意味し、“拝火教”では悪神を意味する語源。“天軍”とはそこにスラブ神群やケルト神群が加入した後に付いた名称。
本来は、対ディストピアの為に組織された混成神群。その役目を終えた後は元から“天部”に所属していた“護法十二天”が主にその役目を背負い、“護法十二天”が動けない臨時の際にのみ天使やオリュンポスの神々が出撃する仕組みとなっている。
“天部（デイヴァ）”の中でも外界の管轄は分かれており、地中海はギリシャ神群の管轄。
確認されている所属神群は、護法十二天、迦楼羅が所属する八部衆、五大明王、オリュンポスの神々、天使、スラブ神群、ケルト神群など多種多様。
“護法十二天”
世界の安寧を守る天軍の中でも最強の武神衆と恐れられる混成神群。中東、古代インド、東アジアなどの様々な神霊を取り入れられて作られた神群。その殆どが太古の武神で構成されており、世界屈指の戦闘力を秘めた神群。天軍において、最古の魔王を狩るその役目を主に背負い、“護法十二天”が動けない臨時の際にのみ天使やオリュンポスの神々が出撃する。強大な神霊である為、如何に霊格を落として外界に顕現したとしても、最強の神群と称される十二天の全員が姿を表す事はできない。
第二部『ラストエンブリオ』では、化身による代行が四神、帝釈天、地天、日天は神霊本体で外界に降天し、顕現している。あるべき正史から二手も三手も遅れている外界の埋め合わせをし、いつか西郷兄弟が世界の危機に挑む際、その手足として護法十二天を動かす為、帝釈天が興した傭兵会社に勤務している。
“ケーリュケイオン”
南側一帯を仕切る最大手の商業コミュニティ。旗印は杖に絡み付く二匹の蛇。ギリシャ神群臨時代表である彼らは、オリュンポスの十二柱が一柱、商業神ヘルメスの治める箱庭第五桁に位置し、コミュニティの名も、商業神が持つ“神杖（ケイン）”から戴いている。旗印の造形には蛇が絡み付いた黄金の神杖であるという伝承が残っており、西欧から極東と呼ばれる土地にまでその旗印を刻んだ彼らは、ギリシャ神群の金庫番として重役扱いされている。
外界でも1900年代から2000年代に設立された欧米の商業組織や医療機関、学校のモチーフとしても描かれ、洋の東西を問わず広くその旗印を貸し与えている。その信仰が神群の霊格に繋がるのであれば、彼らは1900年代から2000年代のギリシャ神群の信仰を支える稼ぎ頭と言える。
彼らが発行する銅貨・銀貨にはスティムパリデスの青銅の羽が使用され、その絵柄に刻まれている。
“ラッテンフェンガー”
ハーメルンで犠牲になった130人の子供たちの御霊が地精となった群体精霊のコミュニティ。六桁の外門に本拠を構える。ドイツ語で「ネズミ捕りの男」を意味する。これは魔書に存在するグリム童話の道化師がネズミを操る道化師だったことから“ハーメルンの笛吹き”を指す隠語として名乗っている。
“サウザンドアイズ”や“サラマンドラ”からは魔王に対する撒き餌として扱われ、星海龍王の珍神鉄を“サウザンドアイズ”より授かり、“ディーン”を造り上げた。
“グリムグリモワール・ハーメルン”によるゲームの最中、ディーンを託すに足る存在として飛鳥を見出し、ゲーム終了後、飛鳥の“ノーネーム”への誘いを断って箱庭を去ることを決断。その際に、自分たちの開拓の功績をメルンに託すことで、メルンを箱庭で生きた証として残した。
“アンダーウッド”
南区画の箱庭7759175外門に本拠を構える。非常に美しい景観をしていることで有名。巨躯の水樹と地下都市を中心としており、町には翠色の水晶で作られた水路が広がっている。多くの精霊が住み着いており、その数は2000体ともいわれる。10年前に魔王が襲来して以来、“アンダーウッド”に宿る大精霊は眠りについたまま。“龍角を持つ鷲獅子”に守護と復興を手助けしてもらっている。
“グリムグリモワール・ハーメルン”
“ウロボロス”からラッテンとヴェーザーを部下として与えられた、“黒死斑の魔王”率いる新興コミュニティ。本拠は持たないが、五桁の外門の魔王に相当するとされた。
“火龍誕生祭”に“ウロボロス”に騙され唆された“サラマンドラ”によって手引きされ、太陽の主権を持つ白夜叉を倒すことと、新戦力の獲得のために主催者権限を用いて魔王のギフトゲームを行った。「敵を生かしたまま新戦力としてかっさらう」という思いが勝ちすぎるあまりいくつかの判断ミスを犯し、壊滅した。
“スクナビコナ”
“八百万の大御神（やおよろずのおおみかみ）”の分家筋のコミュニティ。スクナビコナの眷属として水源の開拓を主に活動している。スクナビコナが水源の開拓を行うが悪童神であるため、定期的に奉納祭と称したギフトゲームを行う。
“八百万の大御神”
“サウザンドアイズ”に匹敵する超巨大コミュニティ。

#### 連盟一覧
“龍角を持つ鷲獅子（ドラコ・グライフ）”連盟
“一本角”、“二翼”、“三本の尾”、“四本足”、“五爪”、“六本傷”の六つのコミュニティからなる連盟。南区画775917外門に本拠を構える。旗印は二本ある龍角の一本が醜くへし折れている鷲獅子。アンダーウッドとの共存を条件に、守護と復興を手助けしている。“一本角”、“五爪”が戦闘、“二翼”、“四本足”、“三本の尾”は運搬、“六本傷”は農業、商業全般を担当している。五桁昇格、“階層支配者”任命にあたって“六本傷”を除くコミュニティは統合された。
“七天大聖”
かの西遊記に記され義兄弟の契りを結んだ七人の魔王、七大妖王による連盟。中でも絶大な力を誇っている牛魔王・孫悟空・蛟劉・迦陵・酒呑童子は未だ存命し、箱庭の世界でその名を轟かせている。
かつて天帝、道教、仙界、仏門といった東アジアが内包する宇宙観を全て敵に回し、“七天戦争”を引き起こしたものの敗れた。仏門に孫悟空、紅孩児（牛魔王の子）を奪われたことから仏門を嫌っている。
神代の時代に行われた七大妖王と天帝の大戦以後、然したる悪事は働いてはいないが、その名は魔王の代名詞の一つに数えられる。
アジ=ダカーハ討伐の貢献に対する相応の褒美として、天軍から地獄に囚われていた義兄弟2人の魂を解放してもらう。
“ウロボロス”連盟
各地の“階層支配者”を同時に襲ったことから“魔王連盟”と仮称されていた。主力である第一・第二連合はほとんど表に出ず、大きな活動をしていたのは最前線で戦う第三連合だけだった。箱庭世界を覆すほど大きなことを企てている。“サラマンドラ”を唆して“グリムグリモワール・ハーメルン”と戦わせた。レティシアの売買を行っていたことなどから、3年前に“ノーネーム”を襲った魔王もいると考えられる。実情としては単なる魔王連盟どころではなく箱庭の上層部も関わっている大規模な組織の模様。

#### 神群一覧
ケルト神群
極西の地に息吹く神話の戦士たち。太陽神ルーを神群コミュニティの主格として構成された民族。
極西の地に息吹く神話。神話の原型はインドラが人類と交わった時代とさほど変わりが無く、印欧祖語圏の中で、極めて古い神話体系を持つ。“ケルト”という言葉の祖語は“ケルトイ”、つまり異国文明を持った人種を指す言葉。勝者が語り継ぐ神話が侵略の神話であり、元来、極西の星地に元々栄えていた種族は魔神バロールが率いるフォモール族を指す。
紀元前の神話にしては珍しく、天地創造に当たる詩節、“創造神話”が存在しない。ケルト神話の神々は世界創造に携わらず、ケルト神話は初めから星という下地があるところから始まる。紀元前から存在している神話はその多くに天地を創造する為の詩節、及びその権能が記されており、それは神々が人類の世界の外側に生きるものの証明。その創造神話を持たないケルト神群は星の内側に直結した神話体系と死生観を持つ神群であり、フォモールの巨人族は元々は星の聖地の番人だった。
史実はややパラドックスが目立ち、文字という文明を嫌うケルトの文明により、極西の地には語られざる“空白の歴史”に該当する期間が存在している。その“空白の歴史”を埋めるために後に作られたのが“来寇の書”という偽史書。この偽史書はちょっと歴史に詳しい人間ならすぐに理解できるレベルで捻じ曲げられている。
この民族の起源はとても古く、正確な年代を特定しうる物証は神霊の弱点を曝け出す可能性がある故に明かされてはいないが、神話の原型はインドラが人類と交わった時代とさほど変わりが無い。印欧祖語圏の中で、極めて古い神話体系を持っており、ケルト神群の神話体系は現時点で、アーリア人の影響を余り受けていない。そのため、インドラはあまりケルト神群について詳しくはなく、ケルト神話の末端がインドラを知っている可能性はかなり低い。
魔王ディストピアが最初に現れた箱庭の時間流で、約2200年前の頃から既に交戦は始まっており、討伐寸前に一度は追い込んだものの、原因は不明だがエリンの女王の崩御で一気に壊滅し、大神ダグザが“疑似創星図”である“来寇の書”を持って南側に逃亡したが、逃げ切れず魔王ディストピアに奪われてしまった。
ブードゥ教
ディストピア戦争中の、極めて最近に“歴史の転換期”を起こしたとされる神群。

### その他
系統樹
生物の発祥と進化の系譜を示したもの。
霊脈
自然界の流れる恩恵を円滑に流すために存在する、世界の血管に類するもの。所謂、動脈に該当する強力な霊脈は大きく分けて、河川や海のような水の流れ、地殻を流れる溶岩や木々の腐葉土、台風や天候の3種類。これらを全て緻密に計算し、霊脈が集まるように山河や大海を人工的に作ることで、恩恵の吹き溜まりを造ることも可能。旧“ノーネーム”や蛟劉たちは、“世界の果て”から流れ落ちるトリトニスの大滝に落ちた水は“山の上に広がる海”にループし、南側から水樹を通って大河を渡り、東側の“風浪の鉱山”に行き着き、再びトリトニスの滝を目指すという仕組みを作っている。
自然界でも特異かつ巨大なサイクルを行う霊脈の塊は、星の大動脈とも呼ばれる。例としては惑星で最大の酸素生産と酸素消費を行う大気極相地域“アマゾン樹海”、合衆国の大火山地帯である“イエローストーン”、旧生物時代崩壊をなした“シベリアトラップ”、太陽の赤道上にある全ての陸海空、世界最大の災害大国である日本列島が該当する。これらはアトランティス大陸の原型が消滅して以降のヨーロッパには全く存在せず、西側では神霊の聖地は数多くあっても、星の霊地は一切ない。惑星最大の大動脈が流れる日本で、皇族が“国を治める者”ではなく“天災を諌める者”であるのも大きな違いのひとつであり、日本が高度発展を遂げたのは神霊の思惑以上であったとされる。
人類最強戦力（ミリオンクラウン）
人類最高位の才を持つ者のこと。原典候補者である逆廻十六夜、極相の星剣を持つ久遠飛鳥、生命の大樹を持つ春日部耀の3人を指す。

## 制作背景
本作は『EQUATION -イクヴェイジョン-』で第14回スニーカー大賞の奨励賞を受賞した竜ノ湖太郎の初刊行作品である。箱庭の世界を舞台に、異世界から召喚された問題児達が様々な修羅神仏や悪魔達に立ち向かう物語である本作は、神話や童話、歴史上の出来事等、様々なモチーフが存在する。そのため、時に詰め込み過ぎな印象を受けるが、これは過去のスニーカー大賞の選評に「もっとアイデアを使い捨てる度量がほしい」とあったため、作者である竜ノ湖がその時の手持ちのアイデア全てを詰め込めるだけ詰め込んで作ったためである。当初、竜ノ湖は完全オリジナル設定のファンタジーを書くことを思いついたが、現在のライトノベルの業界では話題性のない新人がこのようなファンタジーを書くのは厳しいと考えた。代わりに、今まで書いたことのない歴史ものにしようと思いつき、史実のキャラクターが異世界に呼び出される内容にしようと考えたが、神話や伝承の要素を取り入れることを考え始めたあたりから方向性が変わり、最終的には現在の形になった。竜ノ湖はもとから神話や逸話に詳しかったわけではなく、これらの知識は小説を書くために調べて得たものである。また、天之有によるキャラクターや設定のラフ画を基に原稿の内容が修正される場合もある。執筆にあたり、竜ノ湖は「迷わない主人公を書く」という方針を取ったほか、『EQUATION ―イクヴェイジョン―』にてヒロインが登場しなかったため、ヒロインの描写にも力を入れた。イラストレーターの選定は小説の執筆後に行われ、「うさ耳を可愛く描ける」という条件に当てはまった天之有がイラストレーターとして選ばれた。
本作の題名にある「問題児たちが異世界から来るそうですよ？」というフレーズは、もともと別の題名候補の副題についていたものであり、その副題を見た担当編集者の勧めにより、現在の題名になった。勧められた当初、竜ノ湖は戸惑ったが、ライトノベルは存在を知ってもらわなければ話にならないため、多くの人に知ってもらうことには有効であると考え、「醜名を取って逞しく在れ」という思いを込めることもあって、勧めを受け入れた。

## 既刊一覧

### 小説

#### 第1部 問題児たちが異世界から来るそうですよ？
- 竜ノ湖太郎（著）・天之有（イラスト） 『問題児たちが異世界から来るそうですよ？』 角川書店→KADOKAWA〈角川スニーカー文庫〉、全12巻（本編11巻＋短編1巻）

本編
| 巻数 | サブタイトル                           | 第1刷発行日（発売日）         | ISBN              |
| ---- | -------------------------------------- | ----------------------------- | ----------------- |
| 1    | YES! ウサギが呼びました！              | 2011年4月1日（3月31日[25]）   | 978-4-04-474839-5 |
| 2    | あら、魔王襲来のお知らせ？             | 2011年7月1日（6月30日[26]）   | 978-4-04-474848-7 |
| 3    | そう……巨龍召喚                         | 2011年11月1日（10月29日[27]） | 978-4-04-474854-8 |
| 4    | 十三番目の太陽を撃て                   | 2012年3月1日（2月29日[28]）   | 978-4-04-100182-0 |
| 5    | 降臨、蒼海の覇者                       | 2012年7月1日（6月30日[29]）   | 978-4-04-100357-2 |
| 6    | ウロボロスの連盟旗                     | 2012年12月1日（11月30日[30]） | 978-4-04-100585-9 |
| 7    | 落陽、そして墜月                       | 2013年4月1日（3月30日[31]）   | 978-4-04-100759-4 |
| 8    | 暴虐の三頭龍 通常版                    | 2013年8月1日（同日[32]）      | 978-4-04-100936-9 |
| 8    | 同上 オリジナルアニメ ブルーレイ同梱版 | 2013年7月21日（同日[33]）     | 978-4-04-100685-6 |
| 9    | そして、兎は煉獄へ                     | 2014年4月1日（同日[34]）      | 978-4-04-101295-6 |
| 10   | 撃て、星の光より速く！                 | 2014年8月1日（同日[35]）      | 978-4-04-102006-7 |
| 11   | 軍神の進路相談です！                   | 2015年4月1日（同日[36]）      | 978-4-04-102007-4 |
短編
| 巻数 | サブタイトル           | 第1刷発行日               | ISBN              |
| ---- | ---------------------- | ------------------------- | ----------------- |
| 1    | YES! 箱庭の日常ですっ! | 2013年11月1日（同日[37]） | 978-4-04-101060-0 |

#### 第2部 ラストエンブリオ
- 竜ノ湖太郎（著）・ももこ（イラスト） 『ラストエンブリオ』 KADOKAWA〈角川スニーカー文庫〉、既刊8巻（2020年7月1日現在）

本編
| 巻数 | サブタイトル               | 第1刷発行日（発売日）     | ISBN              |
| ---- | -------------------------- | ------------------------- | ----------------- |
| 1    | 問題児の帰還               | 2015年6月1日（同日[38]）  | 978-4-04-103061-5 |
| 2    | 再臨のアヴァターラ         | 2015年12月1日（同日[39]） | 978-4-04-103093-6 |
| 3    | 暴走、精霊列車！           | 2016年6月1日（同日[40]）  | 978-4-04-103955-7 |
| 4    | 王の帰還                   | 2017年4月1日（同日[41]）  | 978-4-04-104715-6 |
| 5    | 集結の時、暴走再開！       | 2018年6月1日（同日[42]）  | 978-4-04-105519-9 |
| 6    | 激闘!! アトランティス大陸  | 2018年12月1日（同日[43]） | 978-4-04-107678-1 |
| 7    | 吼えよ英傑、甦れ神の雷霆！ | 2019年6月1日（同日[44]）  | 978-4-04-107679-8 |
| 8    | 追想の問題児               | 2020年7月1日（同日[45]）  | 978-4-04-108727-5 |

### 漫画

#### 問題児たちが異世界から来るそうですよ？
- 竜ノ湖太郎（著）・ももこ（イラスト）・七桃りお（作画） 『問題児たちが異世界から来るそうですよ？』 角川書店→KADOKAWA〈角川コミックス・エース〉、全4巻

| 巻数 | 第1刷発行日（発売日）     | ISBN              |
| ---- | ------------------------- | ----------------- |
| 1    | 2012年12月10日（12月6日） | 978-4-04-120524-2 |
| 2    | 2013年3月9日（3月7日）    | 978-4-04-120632-4 |
| 3    | 2013年8月26日（8月21日）  | 978-4-04-120833-5 |
| 4    | 2014年2月26日（同日）     | 978-4-04-120947-9 |

#### 問題児たちが異世界から来るそうですよ？ 乙（ゼット）
- 竜ノ湖太郎（著）・ももこ（イラスト）・坂野杏梨（作画） 『問題児たちが異世界から来るそうですよ？ 乙』 富士見書房→KADOKAWA〈ドラゴンコミックスエイジ〉、全3巻

| 巻数 | 第1刷発行日（発売日） | ISBN              |
| ---- | --------------------- | ----------------- |
| 1    | 2013年1月7日（同日）  | 978-4-04-712848-4 |
| 2    | 2013年5月9日（同日）  | 978-4-04-120632-4 |
| 3    | 2014年1月9日（同日）  | 978-4-04-712993-1 |

### 公式ガイドブック
| タイトル                                                                     | 第1刷発行日（発売日） | ISBN              |
| ---------------------------------------------------------------------------- | --------------------- | ----------------- |
| 問題児たちが異世界から来るそうですよ？ 公式ガイドブック 〜異世界の歩きかた〜 | 2013年4月8日（同日）  | 978-4-04-110402-6 |

## テレビアニメ
2012年7月にザ・スニーカーWEBにてアニメ化企画が進行中であることが、同年11月にテレビアニメ化がそれぞれ発表され、2013年1月から3月までTOKYO MX・tvk・AT-Xほかにて放送された。
同年7月にテレビ未放送の第11話が収録されたBD付き限定版が発売された。

### スタッフ
- 原作 - 竜ノ湖太郎・天之有（角川スニーカー文庫刊）[9]
- 総監督 - 草川啓造[9]
- 監督 - 山本靖貴[9]
- シリーズ構成 - 木村暢[9]
- キャラクターデザイン・総作画監督 - 井出直美[9]
- 色彩設計 - 小島真喜子[9]
- 美術監督 - 稲葉邦彦[9]
- 撮影監督 - 伊藤康行[9]
- 編集 - 岡祐司[9]
- 音楽 - 浜口史郎[9]
- 音楽制作 - フライングドッグ[9]、日本コロムビア[9]
- 音楽プロデューサー - 佐藤正和、植村俊一
- 音響監督 - たなかかずや[9]
- 音響効果 - 高梨絵美[9]
- 録音スタジオ - ビクタースタジオ[9]
- 録音 - 中野陽子[9]
- 音響制作 - ダックスプロダクション[9]
- 企画・エグゼクティブプロデューサー - 安田猛[55]
- プロデューサー - 田村淳一郎[55]、倉兼千晶[55]
- アニメーションプロデューサー - せきやまあきひろ[55]
- アニメーション制作 - ディオメディア[9]
- 製作 - プロジェクト「ノーネーム」[9]

### 主題歌
「Black † White」
野水いおりによるオープニングテーマ。作詞・作曲はmanzo、編曲はCHOKKAKU。
「To Be Continued?」
佐土原かおりによるエンディングテーマ。作詞は三浦誠司、作曲は大沢圭一、編曲は久下真音。
「ぼくたちの星座」（第10話）
10話のみ使用された佐土原かおりによるエンディングテーマ。作詞は三浦誠司、作曲はNoda Akiko、編曲はマルヤマテツオ。
「Beauty as the Beast」
佐土原かおり featuring 山形ユキオによる第1話・第5話挿入歌。作詞は三浦誠司、作曲は酒匂謙一、編曲は木之下慶行。
「Scarlet」
久遠飛鳥 starring ブリドカットセーラ恵美による第10話挿入歌。作詞はRUCCA、作曲は雅大。
「SINCERELY」
春日部耀（中島愛）によるOVA挿入歌。作詞はRUCCA、作曲は石川烈、編曲はmanzo。

### 各話リスト
| 話数   | サブタイトル                                         | 脚本                | 絵コンテ     | 演出         | 作画監督                                           |
| ------ | ---------------------------------------------------- | ------------------- | ------------ | ------------ | -------------------------------------------------- |
| 第1話  | 問題児たちが箱庭にやって来たようですよ?              | 木村暢              | 草川啓造     | 小平麻紀     | 石川雅一、本多美乃 佐藤麻里那                      |
| 第2話  | 和装ロリはいろいろブっ飛んだお方のようですよ?        | 木村暢              | 吉田泰三     | 山本靖貴     | 松本麻友子、玉木慎吾 武本大介、本多美乃            |
| 第3話  | お風呂であんなコトやこんなコトだそうですよ?          | 山田靖智            | 島津裕行     | 奥野耕太     | 宇佐美皓一、相坂直樹 小澤円                        |
| 第4話  | 黒ウサギがエロイヤらしい奴に狙われたようですよ?      | 白根秀樹            | 所俊克       | 所俊克       | 佐藤麻里那、若山政志 木村邦彦、工藤利春            |
| 第5話  | 誓いは星の彼方にだそうですよ?                        | 山田靖智            | 三宅雄一郎   | 三宅雄一郎   | 徳田夢之介、三宅雄一郎                             |
| 第6話  | 問題児たちがお祭り騒ぎに参加するようですよ?          | 木村暢              | きみやしげる | きみやしげる | 大西秀明、國行由里江 石川雅一、本多美乃 佐藤麻里那 |
| 第7話  | 暗闇で飛鳥がチューチューされちゃうそうですよ?        | 白根秀樹            | 吉田泰三     | 小坂春女     | 松本麻友子、冨谷美香                               |
| 第8話  | 黒い凶事は笛の音と共に来るそうですよ?                | 山田靖智            | 島津裕行     | 矢野孝典     | 宇佐美皓一、飯飼一幸                               |
| 第9話  | 災禍をもたらす死の香りが街にはびこるようですよ?      | 木村暢              | 所俊克       | 渡部周       | 三宅雄一郎、追崎史敏 渋谷秀                        |
| 第10話 | 問題児たちが白黒はっきりさせるようですよ?            | 木村暢              | 山本靖貴     | 山本靖貴     | 佐藤麻里那、若山政志 大西秀明、國行由里江          |
| OVA    | 問題児たちが異世界から来るそうですよ? 〜温泉漫遊記〜 | 竜ノ湖太郎 白根秀樹 | 所俊克       | 所俊克       | 井出直美、玉木慎吾 斎田博之、國行由里江 佐藤麻里那 |

- OVAは原作第8巻同梱BDに収録。

### 放送局
| 放送地域 | 放送局      | 放送期間                | 放送日時                     | 放送系列         | 備考                      |
| -------- | ----------- | ----------------------- | ---------------------------- | ---------------- | ------------------------- |
| 東京都   | TOKYO MX    | 2013年1月12日 - 3月16日 | 土曜 1:30 - 2:00（金曜深夜） | 独立局           | 製作関与                  |
| 千葉県   | チバテレビ  | 2013年1月14日 - 3月18日 | 月曜 0:00 - 0:30（日曜深夜） | 独立局           |                           |
| 神奈川県 | tvk         | 2013年1月14日 - 3月18日 | 月曜 0:00 - 0:30（日曜深夜） | 独立局           | 製作関与                  |
| 兵庫県   | サンテレビ  | 2013年1月14日 - 3月18日 | 月曜 0:30 - 1:00（日曜深夜） | 独立局           |                           |
| 埼玉県   | テレ玉      | 2013年1月14日 - 3月18日 | 月曜 1:00 - 1:30（日曜深夜） | 独立局           |                           |
| 福岡県   | TVQ九州放送 | 2013年1月14日 - 3月18日 | 月曜 2:30 - 3:00（日曜深夜） | テレビ東京系列   |                           |
| 日本全域 | TwellV      | 2013年1月15日 - 3月19日 | 火曜 2:00 - 2:30（月曜深夜） | BS放送           |                           |
| 岐阜県   | 岐阜放送    | 2013年1月16日 - 3月20日 | 水曜 0:00 - 0:30（火曜深夜） | 独立局           |                           |
| 日本全域 | AT-X        | 2013年1月16日 - 3月20日 | 水曜 21:00 - 21:30           | アニメ専門CS放送 | 製作関与 リピート放送あり |
| 三重県   | 三重テレビ  | 2013年1月17日 - 3月21日 | 木曜 1:20 - 1:50（水曜深夜） | 独立局           |                           |

### BD / DVD
2013年3月29日から7月26日まで発売された。
| 巻  | 発売日        | 収録話         | 規格品番  | 規格品番   | 規格品番   | BD/DVD限定版 特典                                                                                |
| 巻  | 発売日        | 収録話         | BD        | DVD限定版  | DVD通常版  | BD/DVD限定版 特典                                                                                |
| --- | ------------- | -------------- | --------- | ---------- | ---------- | ------------------------------------------------------------------------------------------------ |
| 1   | 2013年3月29日 | 第1話 - 第2話  | KAXA-6101 | KABA-10132 | KABA-10137 | ドラマCD「これがノーネームの日常のようですよ?」 書き下ろし小説「黄金盤の謎を追え」第1話          |
| 2   | 2013年4月26日 | 第3話 - 第4話  | KAXA-6102 | KABA-10133 | KABA-10138 | ドラマCD「これがノーネームの日常のようですよ?」Vol.2 書き下ろし小説「黄金盤の謎を追え」第2話     |
| 3   | 2013年5月31日 | 第5話 - 第6話  | KAXA-6103 | KABA-10134 | KABA-10139 | ドラマCD「これがノーネームの日常のようですよ?」Vol.3 書き下ろし小説「黄金盤の謎を追え」第3話     |
| 4   | 2013年6月28日 | 第7話 - 第8話  | KAXA-6104 | KABA-10135 | KABA-10140 | ドラマCD「キャンドルとオムレットとゴーストタウン・前編」 書き下ろし小説「黄金盤の謎を追え」第4話 |
| 5   | 2013年7月26日 | 第9話 - 第10話 | KAXA-6105 | KABA-10136 | KABA-10141 | ドラマCD「キャンドルとオムレットとゴーストタウン・後編」 書き下ろし小説「黄金盤の謎を追え」第5話 |
| BOX | 2015年3月27日 | 全10話 + OVA   | KAXA-9912 |            |            | 全収録                                                                                           |

### CD
| 発売日        | タイトル                                                       | 規格品番   |
| ------------- | -------------------------------------------------------------- | ---------- |
| 2013年2月20日 | 問題児たちが異世界から来るそうですよ? サウンド・コミュニティI  | VTCL-60334 |
| 2013年3月13日 | 問題児たちが異世界から来るそうですよ? サウンド・コミュニティII | VTCL-60335 |